# 大槻ひびき
大槻 ひびき（おおつき ひびき、1988年〈昭和63年〉2月21日 - ）は、日本のAV女優。アニソン・ボカロユニットT♡Projectのメンバー。北海道出身。ティーパワーズ所属。

## 略歴
2008年
AVデビュー。
2011年
「OFA☆21」3期生メンバー。
2012年
「SOD国民的アイドルユニット」のメンバーになる。
2013年
3月、スカパー!アダルト放送大賞2013の東京スポーツ賞、第25回ピンク大賞の女優賞を受賞。
2014年
7月、セガゲームスのゲーム「龍が如く」のキャラクター出演をかけたセクシー女優人気投票にエントリー。
8月24日、結果発表。112,666票で4位、「龍が如く0 誓いの場所」への出演権を獲得した。
2016年
5月4日、DMM.R18アダルトアワード2016にて最優秀女優賞を受賞。
5月8日、「大槻ひびき×KMPフルマラソン企画」 で、フルマラソンを完走。「フルマラソンタイム : 14時間20分52秒」「企画内容記録回数 : 540回」
7月4日、三上悠亜と共にイベルトキャンペーンガールに就任する。
8月、アニメ＆ボカロソングアイドルユニット『T♡Project』略称『Tプロ』を結成。
10月、『T♡Project』として『LADY MADONNA〜All you need is sexy idol〜』出演。
2017年
11月16・17日開催、AVファン感謝祭 Japan Adult Expo 2017のイメージガールに神咲詩織、園田みおんと就任。
2018年
10月、大阪で酔っ払いの男性達に絡まれ投げられた瓶の破片で傷を負った傷害事件があった。
2019年
10月、ゲオTV×メンズサイゾー ADULT AWARD 2019・昇天クイーン部門にノミネート。二つ名は「魔性の愛液」。同年12月、同部門グランプリ受賞。翌年1月10日の授賞式 では最優秀女優賞も受賞した。
2020年
9月15日〜9月20日（東京会場）10月3日〜4日（大阪会場）「ひとつなぎ」クラウドファンディング　デビュー10周年記念ひびはた写真展開催。
10月9日、ゲオTV「アエギ声がセクシーだと思うAV女優アンケート」第1位を獲得。
2021年
7月8日、東京・青山RizMで開催されたライブイベント「LADY MADONNNA Vol.13」にて約3年ぶりに「T♡Project」として参加。同年8月発表「読者300人が選んだFLASH 2021セクシー女優ランキング」読者投票26位。
2021年9月、トリプルHAPPYキャンペーン2021キャンペーンガール就任。
2021年11月 Fantia開設 ひびやんのお部屋(ひびやん)
2022年
5月10日、初のワンマンライブを開催。同年9月2日、HHHグループによる「トリプルHAPPYキャンペーン2022」キャンペーンガール就任。
2023年5月に発表されたアサヒ芸能「2023現役AV女優SEXY総選挙」第23位。
2024年2月12週FANZA通販フロアランキングにおいて、出演した『MOODYZファン感謝祭 バコバコバスツアー2024 AV男優発掘＆育成スペシャル!! AV男優を目指す素人16名とAV女優16名の1泊2日大乱交ツアー!』が初登場1位となった。
2022年11月以来、3回目のワンマンライブ「月で逢いましょうvol.87」を2024年2月29日、東京・三軒茶屋グレープフルーツムーンで開催した。
2024年4月発売『アサヒ芸能』発表「2024現役AV女優セクシー総選挙」において総合39位となる。
FANZA動画フロア2024年4月度月間AV女優ランキング10位。
2024年9月6日、倉本すみれ、美園和花、橘メアリー、波多野結衣、吉根ゆりあ、森日向子、乙アリス、木下ひまり、月野江すいと共にFANZA / HHHグループ『トリプルハッピーキャンペーン2024』のキャンペーンガールに就任。
FANZA動画フロア2024年10月度月間AV女優ランキングで1位となる。

## 人物
逆境が凄く好きでもともと部活なども一生懸命に励むタイプ。舌が凄く長い。大きい尻がコンプレックスだった。
初体験は中学3年生の頃。相手は40歳のおじさん。

機械音痴であることを自認しており、パソコンの接続やテレビの録画やスマートフォンのアプリの扱いが苦手。
趣味は、スノーボード・料理・買い物・2度寝・スケボー・水泳。特技は、スノーボード、水泳、ピアノ。
デラべっぴんRのインタビューでは「ファンの事を性的な目で見ている節がある」と答えており、溜池ゴローから発売された「男根の誘い」での森林原人との絡みの際は「巨根のファンに迫られたら自分はどうなるだろう」と想像して演技に没入したと語っている。
子供の頃は、ピアノと水泳を習っており、小学生の頃は、一輪車クラブ、ドッジボールクラブ、手芸クラブに加入していた。中学生の頃は吹奏楽部。
好きなタイプは、「一途で毎日おっぱい触ってくれる人」。
普通自動二輪免許の取得を目指して教習所で教習中だったが、卒業検定で合格。（ちなみに自動車免許も所持している）。愛車はホンダ・CT125・ハンターカブ。
同業者である波多野結衣とは、2011年に台湾で行われたイベントで共演して以来、公私共に10年以上の付き合いになる友人で、毎日連絡を取り合うほど仲が良い。また、お互いポジティブ思考でノリが合うため、プライベートで一緒にいることも多く、作品での共演も多い。

## 作品
※◎はBD版発売作品。

### アダルトDVD / BD
2018年以降は女優単体ベスト以外の総集編は除く。

#### 2000年代
- 淫乱素人シリーズ 撮られるとお汁が出ちゃうの。（10月19日、乱丸）
- &Fashion＊126 “Hibiki” （11月7日、ゴーゴーズ）
- 走る! 飛ぶ!! 揺れる!!! 女子校生大集合体育祭（11月19日、Kichu）
- NAHAHAME メンソーレ vol.01（11月21日、プレステージ）
- アナタもアノ女(コ）に中出ししませんか?　中出し×素人×お姉さん（11月21日、h.m.p）
- グランドセールに来た10代 100人に聞きました…いくらで手コキしてくれますか?（12月4日、V&Rプロダクツ）
- 超ヤリ珍・ヤリマンサークル日誌 12（12月11日、プレステージ）
- 高級ソープよりもすごい 極上ウラ風俗03（12月19日、プレステージ）
- 突然素人娘の自宅に乱入ナンパしてSEX? 5（12月20日、ホットエンターテイメント）

- 職場にナイショでAVに出たオンナたち 4（1月21日、h.m.p）
- アナル狩り! 「ミニスカ＆ニーハイブーツな女」（2月7日、ラハイナ東海）
- 憧れのリゾート地で浮かれる素人娘に生中出し in 沖縄（2月20日、グレイズ）
- 「イマドキッHUNT」〜下町ギャルをハメ倒せ〜（3月6日、LOTUS）
- ブーツの館 4 女王様ヒビキ降臨。（3月7日、ラハイナ東海）
- 超高速ピストンアナルオナニーで何度もイク女たち（3月7日、ラハイナ東海）
- お嬢さん、ボクのセンズリ見て下さい。（3月27日、メディアバンク）
- 2回連続大量ザーメン激顔射 2（4月1日、V）
- ネットで噂のギャルソープ二輪車 志保＆ひびき（4月1日、GLAY'z）
- 時間よ止まれ! パート12（4月4日、V&Rプロダクツ）
- かわいこちゃんのクリトリスをむいて、つまんで、いじくって、勃起させちゃいましたぁ〜 その参（4月5日、ジャネス）
- ザーメンぐちゅぐちゅすりこみオナニー（4月17日、INAZUMA）
- 第1回 男優-1GP 覇根。（4月19日、ROOKIE）
- 妹いたずら中出し（5月1日、グレイズ）
- 僕は透明人間! パート8（5月7日、V&Rプロダクツ）
- 処女（ウブ）な素人娘の赤面研究!包茎チ○ポってな〜に?（5月7日、グローリークエスト）
- 女×女×男 ハーレムFUCK（5月22日、INAZUMA）
- 恋夜【ren-ya】 〜第八章〜（6月2日、プレステージ）
- 背後からの手コキ 思わず発射!（6月4日、アイエナジー）
- 禁じられたあえぎ声ファイル 1 大槻ひびき（7月3日、INAZUMA）
- M男打撃地獄W調教（7月11日、C-Format）
- 美獣淫遊戯 驚愕女体破壊（7月11日、C-Format）
- 乱交潮吹き集団痴女（7月19日、クロス）
- 史上最大の集団調教!! 破壊された男の心と身体 弄ばれた男のプライド（7月20日、C-Format）
- 女子校生のベロベチョディープスロート 2（8月10日、C-Format）
- 美獣淫遊戯 驚愕女体破壊（8月10日、C-Format）
- 舐められ【放課後】倶楽部 2（8月13日、アロマ企画）
- JK顔騎圧迫（8月15日、ブーツの館）
- メガザーメン一発大量顔射 3（8月17日、レアルワークス）
- M男打撃地獄W調教（8月20日、C-Format）
- 妹のぶっかけディルドオナニー イヤらしい子猫達の本気オナニーワールド（8月20日、C-Format）
- 全身粘絶競泳水着痴女 大槻ひびき（9月5日、ぬるぬる愛好会）
- 見えそうで見えない着エロアイドルが、水着をずらしてイカせあう! ポロリ満載の女の子初体験（9月19日、LADY×LADY）
- 秘密の花園 〜あしうら〜（9月22日、C-Format）
- 美少女に見つめられながら手コかれちゃった僕。（9月25日、アロマ企画）
- 美脚×ローライズ短パン×露出デート（10月13日、マルクス兄弟）
- 突然、パンツの中で発射(イカ)されちゃった僕。（10月13日、アロマ企画）
- DILDO FUCK ディルドにまたがる女優たち 3（10月25日、アロマ企画）
- アナルオナニーで何度も絶頂へ達する女たち（10月25日、ジャネス）
- 乳首をいじられて感じちゃった私。II（11月13日、アロマ企画）
- 激ピストン!ディルドオナニー（11月13日、マルクス兄弟）
- OL中出し狩り（11月15日、隼エージェンシー）
- 鬼フェラ地獄 V（11月20日、レアル・ワークス）
- Honey Pot 09（12月15日、リバイバル）
- フェラコレ 特別編 2 増量4時間ぜーんぶWフェラ（12月15日、隼エージェンシー）
- こだわりの手コキ 4時間SP 14 40人のハンドメイド（12月15日、隼エージェンシー）
- 淫乱AV50連発8時間（12月19日、乱丸）
- ソルトシャワー 熟若女のおしっこみせて Vol.2（12月19日、ゲロニア/妄想族）
- エロ小悪魔に騎乗られちゃった僕。（12月25日、アロマ企画）

#### 2010年代
- GIRL’s☆HIP（1月1日、ワンズファクトリー）
- 美脚OLの黒タイツでシゴかれたい!（1月1日、ワンズファクトリー）
- フェラコレ2010冬 SP（1月15日、隼エージェンシー）
- アロマ仮想風俗シリーズ 舐められ【放課後】倶楽部 DX 特別合宿コース（2月13日、アロマ企画）
- 突然、パンチラ挑発されパンツで手コかれちゃった僕。（2月25日、アロマ企画）
- 完全主観 センズリお手伝いしてあげる（3月5日、OFFICE K'S）
- 包茎を馬鹿にする女達（3月5日、フリーダム）
- Web募集で来た素人童貞君 私の自宅で待ってまーす（3月10日、ホットエンターテイメント）
- 美少女に無理矢理連続手コキで搾り採られちゃった僕。（3月13日、アロマ企画）
- Girlsガールズ ＆ Galsギャルズ COLLECTION（3月19日、グレイズ）
- 見せつけパンティ手コキ（3月19日、OFFICE K'S）
- 麗しのパンティストッキング（3月19日、OFFICE K'S）
- 自画撮り 美少女のお下劣オナニー（3月25日、アロマ企画）
- 隣の家の女子校生とセックチュ（4月1日、ワンズファクトリー）
- センズリ見てたら興奮しちゃったOL達（4月2日、OFFICE K'S）
- 美人OLのアナル責め（4月5日、フリーダム）
- バレないように彼女の親友とこっそりヤル!（4月6日、AKNR）
- これぞ興奮の真骨頂!バレないように彼女の親友とこっそりヤル!（4月6日、AKNR）
- 喉奥で尺られ丸呑みされちゃった僕の…2（4月13日、アロマ企画）
- 人妻ナンパ性感オイルマッサージ 美巨乳中出しDX（4月20日、ピーターズ）
- 男優桜井ちんたろうの調教日記（5月1日、中嶋興業）
- 恥じらいのあしのうら（5月5日、フリーダム）
- 高級人妻クラブ 8 大槻ひびき（5月17日、Nadeshiko）
- 街で見かけた素人カップルをナンパ! 彼氏の見ている前で恥かしい初レズ体験（5月20日、ピーターズ）
- 淫乱淫語美少女 大槻ひびき（5月25日、アロマ企画）
- 禁断の扉6（6月4日、アウダースジャパン）
- DOKIレズ 46（6月4日、アウダースジャパン）
- 酔い潰れたウブな新卒女社員に手を出したら声を押し殺して感じ始めた（6月10日、AKNR）
- 究極の妄想発明シリーズ第19弾 時間が止まる腕時計 パート5（6月10日、ROCKET）
- 俺のチ○コに夢中の女は捨てられたくない一心で…何でもやる!!（6月11日、プレステージ）
- 粘着おしゃぶり汁好き痴女 淫乱長ベロお姉さんは焦らして搾り飲むのがお好き（6月15日、ワープエンタテインメント）
- 3時間強ぜ〜んぶSEX! 潮吹きお姉さん8人とスプラッシュFUCK!（6月19日、クロス）
- もっとも大淫乱 イグイグイグイグイグイグ大乱交（6月19日、乱丸）
- 手コキエアラインSP（6月24日、SODクリエイト）
- 5分以内に2回発射してあげる（6月24日、AKNR）
- フェラコレ熟女編VII（6月25日、隼エージェンシー）
- 手を使わないフェラチオ 5（7月9日、OFFICE K'S）オムニバス作品
- 美尻ディルドオナニー（7月9日、OFFICE K'S）
- 34人のおっぱいを揉んで吸いまくる 4（7月13日、ミスター・インパクト）
- ザーメンマンスプラッシュ 1（7月23日、プレステージ）
- 濡れ濡れブルマぬるぬる洗髪（8月1日、ワンズファクトリー）
- 完全主観 あなたと出会って5秒でヌレちゃいました。今すぐ♡♡したいの♪（8月5日、AKNR）
- 禁断の罠（8月6日、アウダースジャパン）
- 女子校生マジ泣きイラマチオ（8月6日、OFFICE K’S）
- DOKIレズ 48（8月6日、アウダースジャパン）
- 公衆便女ザー飲み性交（8月15日、ワープエンタテインメント）
- 女子校生穴パンディルドオナニー（8月20日、OFFICE K’S）
- GAL Junkie 19 大槻ひびき にパンストをはかせて色んな足フェチM男プレイをしてみました!!（8月25日、ケラ工房）
- フェラコレ特別編 3 4時間まるごとWフェラ（8月25日、隼エージェンシー）
- レイプ240 VIII レイプされて中出しされた15人の女たち!（8月25日、ハヤブサ）
- あなたの童貞ライフ私と一緒に卒業しようね 4時間（9月10日、ホットエンターテイメント）
- Vanilla Body（9月10日、アップス）
- 小悪魔寸止め女子校生（9月13日、アロマ企画）
- 男装♂フェラ（9月17日、OFFICE K`S）
- こだわりの手コキ 人妻編 8（9月25日、隼エージェンシー）
- フェラ語 VOLUME.02（10月1日、OFFICE K`S）
- 何度も何度もイキまくるオナニー 2（10月1日、OFFICE K`S）
- 起きているのは俺と女友達だけ、周りには酔い潰れた友人たち、さてどうする?（10月7日、AKNR）
- ひびきのいいカラダ（10月19日、斬る/妄想族）
- ローションまみれの競泳水着（10月21日、KEU）
- 10人姉妹の真ん中に男は僕1人だけ! 大家族2 赤木家の下半身お騒がせ温泉バスツアー 〜人生初の家族旅行!どこに行っても僕のビックダディ(チ○ポ)は乾くヒマなし!!〜（10月21日、DEEP'S）
- 絶対に手を出してはいけない相手を夜這いしちゃった俺（10月21日、AKNR）
- 上は制服 下はブルマ 3（11月4日、DEEP'S）
- きまぐれ☆ボンテージクイーンのM男調教（11月5日、ジャネス）
- B.B.ボーイズに目覚めちゃった僕。小悪魔編 5（11月13日、アロマ企画）
- Gals Walker（11月18日、グローリークエスト）
- 完全主観ハーレム学園生活（11月18日、AKNR）
- 究極の妄想発明シリーズ第21弾 ボディジャック パート3（11月18日、ROCKET）
- 淫乱・淫語・ディルドオナニー（11月25日、アロマ企画）
- 完全主観 一週間7股生活 2（12月7日、AKNR）
- 極上くちマ○コ チ○ポが大好きな女たちのフェラチオ踊り喰い（12月16日、グローリークエスト）
- BLACKギャル VS WHITEギャル タイマンレズFIGHT! ROUND2（12月23日、DEEP'S）
- 酔い潰れた同僚がミョーに色っぽく僕を誘ってる様にしか見えないので周りにバレないようにコッソリしちゃいました（12月23日、ヒビノ）

- 女監督ハルナの素人レズナンパ49（1月20日、ピーターズ）
- 快楽レズエステ 12（1月20日、AKNR）
- ピタパン 着衣尻（1月20日、稀有）
- 嫁の姉と○○しちゃった俺（1月20日、AKNR）
- 嫁の姉と○○しちゃった俺（1月20日、AKNR）
- 極フェチシリーズ02 壮絶2穴ファック（2月1日、ワンズファクトリー）
- レズ女教師 SP 2（2月4日、アウダースジャパン）
- 痴女サミット 4（2月5日、AKNR）
- 猥褻レズビアン 2 大槻ひびき 桜りお（2月13日、U&K）
- ディルドオナニー 22人4時間（2月15日、ワンズファクトリー）
- レズ女子校生SP 5（2月18日、アウダースジャパン）
- 淫乱3P8時間（2月19日、乱丸）
- 絶対に手を出してはいけない相手をレズ夜這い（3月5日、AKNR）
- AV監督としての特権を利用し、度がすぎるエロ行為を人気AV女優達にムチャブリする変態面接（3月13日、U&K）
- 潮吹きオナニーの虜 01（3月20日、PASSION）
- 強制女装娘 3 「アナタ、今日から女の子ね。」（3月20日、RADIX）
- 完全着衣ヒロイン コードネーム:RAY（3月25日、GIGA）
- 催眠キャバクラ（4月1日、RMQプロジェクト）
- エネマクライマックス（4月1日、中嶋興業）
- 最強 人妻調教日記 エロブーツ奴隷ひびき（4月8日、UP'S）
- 美しすぎる白衣の天使に癒されながら本番。（4月8日、UP'S）
- 淫乱女の白目痙攣潮吹き絶頂140連発4時間（4月19日、乱丸）
- 見つめられながらのささやき淫語とスローハンド手コキ（4月19日、FETISH BOX）
- RADIX48 2ndシーズン 恥ずかしいおしっこ480分 美少女48人の聖水（4月20日、RADIX）
- ワキ臭大量ザーメン 2（4月20日、RADIX）
- ノンケでJKの私が下宿した先はビアンの女の人だらけ! ルームシェア♡レズ（4月21日、DEEP'S）
- 催眠キャバクラ 2（5月1日、RMQプロジェクト）
- レズガチンコSP 大増量版9（5月2日、アウダースジャパン）
- 金蹴り48手 vol.2 全裸バージョン（5月5日、フリーダム）
- カワイイ女の子たちの初めてのM男イジメ（5月5日、FD）
- 女子校生美尻エステサロン（5月20日、K’S WORKS）
- 直下型ディルドオナニー（5月20日、K’S WORKS）
- エロい!! カワいい!! 女を無理やり犯す（5月25日、ハヤブサ）
- DGNS デギンス エロチシズム（5月25日、AROMA PLANNING）
- ギャルDX 4時間（6月3日、グレイズ）
- 女子校生のおもらしオナニー Vol.3（6月3日、OFFICE K’S）
- パンフェラ手コキ（6月3日、K’S WORKS）
- 家族にバレずにこっそり…こそこそエッチ（6月4日、SOFT ON DEMAND）
- ど淫乱痴女医の変態M男調教クリニック 2（6月5日、未来・フューチャー）
- ヒロイン洗脳 Vol.09 愛と平和の戦士アフロディーテ（6月10日、GIGA）
- ヒロインハード討伐死亡エンド マグナマン編（6月10日、GIGA）
- 下半身3点責め Vol.2（6月17日、K’S WORKS）
- 発汗女 2（6月18日、稀有）
- 痴女マテラピー 癒し系性感マッサージ（6月19日、FETISH BOX）
- 女子校生の亀頭責め連続発射（6月25日、ラハイナ食堂）
- 完全受身宣言!痴女お姉さんにされたいこと（6月27日、へりぽビデオ）
- 非ヌキ系サロン 洗体エステで勃起しちゃった僕 No4（7月7日、AKNR）
- 憑依クリニック 〜幽体離脱!意地悪ナース、巨乳ナース、美人女医、新人ナース、女子校生、お姉様ナースに乗り移って女の身体でやりたい放題!〜（7月7日、DEEP'S）
- 女子校生と相互オナニー鑑賞（7月15日、K’S WORKS）
- やっぱり汁が好き 素敵すぎる汁好きお姉さんたちの粘着質なフェラチオとドスケベなザーメンごっくん（7月15日、ワープエンタテインメント）
- アナル舐めながら手コキして下さい 2（7月19日、FETISH BOX）
- 射精5分前ピストンにイキ狂う淫乱女100連発（7月19日、乱丸）
- レズ奴隷 VOL.4 情欲眩暈・眩いライトが照らし出すファッションモデルの光と闇〜ヘアメイクとマネージャーに操られた裸の欲望（7月21日、DEEP'S）
- おしゃぶり妻 35人のフェラ好き妻（7月22日、なでしこ）
- なんてったって乳首責め 愛され過ぎるM男のチクビ（8月5日、ジャネス）
- 小便エステ（8月20日、KEU）
- 街頭シ●ウトナンパ!キレイなお姉さん、性感マッサージ受けてみませんか?♯27（8月21日、パラダイステレビ）
- 集団ナースのM男いじめ（8月25日、突出）
- アナルNO.1 ボンテージQUEEN ペニバン中毒のM男たち（9月5日、ジャネス）
- 電気アンマでイク変態女（9月16日、OFFICE K’S）
- レズビアン洗体エステサロン VOL.2（9月16日、DiVA’s）
- 淫乱騎乗位4時間 2（9月19日、乱丸）
- Theオナヘルパー ずーっと自分でセンズリしてますんで、そんな僕に◯◯して発射サポートして下さい!（9月19日、FETISH BOX）
- ベロレズ 舌の長い女キス＆ペッティング（9月23日、LADIES♀ROOM）
- レズガチンコSP 大増量版 10（9月23日、アウダースジャパン）
- ネバネバ唾液のドロドロレズ接吻コレクション2（9月25日、AROMA PLANNING）
- やりすぎ肛門科 ペニバンで犯されちゃったM男（9月25日、突出）
- 男優桜井ちんたろうの調教日記 ムチスペシャル（10月1日、中嶋興業）
- ビアン専用美人女子寮 夜這いレズ（10月1日、U&K）
- レズビアンレッスン 大槻ひびき ASUKA（10月1日、U&K）
- ペニバンHOSPITAL クレイジードクター＆ナースのM男ペニバン責め（10月5日、MAZO BOYS CLUB）
- あいつらがレズっているのを見つけてこっそりオナニーしてたらバレてしまった…さてどうする?（10月6日、AKNR）
- 乳首オナニー 4（10月7日、OFFICE K’S）
- レズ拘束責めSP 2（10月7日、アウダースジャパン）
- 白目痙攣!! よだれノド奥フェラチオ4時間（10月19日、乱丸）
- ネコ耳ペニバン娘 君のアナルをもふもふしちゃうよ（10月19日、FETISH BOX）
- 義父のいやらしい接吻のトリコになった若妻（10月20日、HIBINO）
- 恥悦ドライブ 01（10月20日、PASSION）
- 猥褻教師 教え子にTバック 2（10月25日、SIDE-B）
- 金蹴り暴行（10月25日、突出）
- ハードレズビアン決定版 レズに堕ちていく人妻 〜もう女しか愛せない〜（10月25日、SIDE-B）
- あなた専用ティッシュになります（10月28日、EROTICA）
- ビアン専用美人女子寮 夜這いレズ（11月1日、U&K）
- 時間よ止まれ! レズSP 2（11月5日、V&Rプロダクツ）
- 徹底的膣内射精 4時間 2（11月15日、ワンズファクトリー）
- マジイキ淫語オナニー（11月18日、OFFICE K’S）
- 思春期だったあの頃に、こんな場所があったなら…。リアル素人参加型企画 早漏!包茎!短小!チ○ポの悩みを優しく触りながら解決してくれるキレイな保健の先生（11月19日、DEEP'S）
- 甘えん坊のボクに浴びせられる優しい淫語（11月19日、FETISH BOX）
- 口マ○コ 3 オンナの顔はいやらしい… 6人の口マンにブチ込め!（11月20日、neo）
- 女体悶絶実験病棟 5（11月22日、MAD）
- 自宅で彼女と濡れ濡れソープごっこ!（12月1日、ワンズファクトリー）
- 私立泡姫商業 ソープ部女子校生（12月1日、MOODYZ）
- 痴女QUEEN 大槻ひびき BEST 4時間（12月5日、ジャネス）※単体ベスト
- 童貞限定 5姉妹筆おろしソープ（12月8日、V&Rプロダクツ）
- 反則なくらいエロい痴女10人のSEX（12月10日、パラダイステレビ）
- AVアイドルの琥珀うた＆大槻ひびきが今までで一番イキまくった潮吹き5P乱交限界絶頂!!遂に琥珀うたが失神した!!（12月19日、極ロリCLUB）
- 強姦被害 2（12月22日、MAD）
- ザ・リアル映像 服従女『秘書』（12月25日、SIDE-B）
- VS. 大槻ひびき（12月25日、デジタルアーク）

- HYPER HIGHLEG QUEEN - 007（1月7日、デジタルアーク）
- 出張ソープ 2（1月7日、AKNR）
- いけない女たち 3（1月13日、LEO）
- 実在! 巷で噂のAVキャバクラ RedDragon Vol.4（1月13日、HERO）
- 貴方だけに見せつけながらの快楽主義痴女!!圧迫顔騎ペニバン顔面潮吹きシャワー草食男子にやりすぎ絶頂エクスタシー!!（1月19日、エンペラー）
- 友喰いレズビアン（1月19日、乱丸）
- 尻コキJK 1（1月20日、JKs）
- 月刊 パンティストッキングマニア Vol.2（1月20日、DENIER）
- 黒髪美少女 淫乱淫語教室（1月25日、アロマ企画）
- パンチラ姉妹とお父さん（1月25日、AROMA PLANNING）
- 美脚ハイレグフェティシズム（2月1日、WANZ FACTORY）
- 咥えたまま完全口内発射フェラチオ 2（2月3日、OFFICE K’S）
- 隣ベッドにお見舞いに来た女の無防備パンチラに勃起 気付いた彼女は忘れていた性欲に火がつき彼氏が寝ている横でむしゃぶりついてきた（2月9日、SWITCH）
- 続・ドエロ奥さん 6（2月10日、LEO）
- 徹底的膣内射精 4時間 インパクトMIX（2月15日、impact）
- 禁断介護（2月16日、グローリークエスト）
- ボクの妹は男を見下ろす騎乗位セックスが大好きな現役潮吹き中●生（2月19日、極ロリCLUB）
- 指名No.1の美人セラピストにレズられて発情しちゃった私（2月23日、AKNR）
- VIP専用巨乳レズビアンソープ 2（2月23日、LADY×LADY）
- 濡れた髪を初めて見せてくれた君 ＃07（2月24日、ワンダフル）
- 淫乱（2月25日、NCTR）
- 彼氏の友達にコッソリ逆夜這い（3月1日、グローリークエスト）
- M男泣き!悶絶ペニバン責め!!（3月2日、mow）
- 脚責め天国!集団美脚イジメ（3月2日、mow）
- 同居家族にバレないように妻の妹に手を出したら、お漏らししちゃうぐらいの敏感反応で僕のチ○ポを待っていた（3月8日、SWITCH）
- 仁科百華のレズファン感謝祭（3月8日、DEEP'S）
- 美人セラピストの神の指先 至極のフェザータッチ性感エステ その3（3月13日、AROMA PLANNING）
- MOODYZファン感謝祭 バコバコバスツアー2012 小悪魔痴女たちの誘惑大乱交SP（3月13日、MOODYZ）
- 小悪魔美少女に接吻で骨抜きにされちゃった僕。4（3月13日、AROMA G-18）
- キャリア系OL M男社員スパルタ調教 4（3月15日、QUEEN DOM）
- ちんぐり騎乗位 3（3月16日、OFFICE K’S）
- 女子校生の巨尻ディルドオナニー Vol.3（3月16日、K’S WORKS）
- 同性少女愛 誰もが羨む美少女同士がよだれ潮まみれのオマ○コ同士でかなり激しいレズビアン!!（3月19日、極ロリCLUB/妄想族）
- マ○コもアナルもベロベロ舐めて！上も下もグチョグチョにして！超舌レズビアンDX（3月22日、ブイアンドアールプロデュース）
- 女看守の強制連射懲罰（4月5日、FD）
- 近親相姦 色欲娘にレズられる恥母（4月5日、ジャネス）
- 長距離フライトで溜まった性欲を帰りのリムジンバスで発散するキャビンアテンダント 発情CAバス（4月5日、DEEP'S）
- 朝の人気女子アナウンサーがお送りする!! Hで楽しい情報バラエティAV ‘おめざめSOD’（4月5日、SOFT ON DEMAND）
- 中○生のとき考えたエロいシチュエーション（4月13日、アロマ企画）
- ディルドオナニー60人 4時間（4月13日、MARX）
- お兄ちゃんを手を使わないでお口だけでイカせてあげる♪よだれまみれ美少女濃厚ノ〜ハンドフェラ!!（4月19日、エンペラー）
- kira☆kira SPECIAL ロリGAL喫茶☆集団大乱交（4月19日、kira☆kira）
- 月刊 パンティストッキングマニア Vol.4（4月20日、DENIER）
- 教師と生徒の逆転関係!禁断レズ学園 セカンドシーズン Vol.1（4月21日、DEEP'S）
- 近親相姦 色欲娘にレズられる恥母（4月25日、JNS）
- サディスティック学園 QUEEN OF 女教師 2（4月25日、QUEENDOM）
- エロドラマ（仮）10（4月27日、LEO）
- 敏感な私のいつものセックス（5月1日、S-Cute）
- 極楽 金玉舐め手コキ（5月4日、OFFICE K’S）
- 男のアナルを執拗に狙う女達が集まるサークル（5月5日、フリーダム）
- 新感覚M性感 ガーゼコキクリニック（5月5日、フリーダム）
- W潮吹き逆レイプ（5月15日、ジャネス）
- 騙され犯され中出しされた悲惨なコンビニ店員（5月15日、impact）
- レズ レイプ RETURNS 5（5月15日、JNS）
- JKディルドオナニー 2（5月18日、JKs）
- スケベ熟女おま●こお漏らしオナニー（5月18日、熟オナ）
- 指高速ピストン マン汁垂れオナニー（5月19日、ゑびすさん/妄想族）
- 下品なほどドスケベレズビアン（5月19日、アンナと花子）
- 唾液まみれのベロチュウや乳首舐めされながらの極上手コキ4（5月19日、FETISH BOX）
- 可愛い姪っ子姉妹に強制で連続射精させられちゃった僕。（5月25日、AROMA G-18）
- Costume Lesbian 2 Gals ver.（5月25日、LADIES♀ROOM）
- すっぽん喰いつきフェラ3 超吸引バキュームで縮む睾丸（6月1日、FETISH BOX）
- 包茎チンポ責め（6月1日、OFFICE K’S）
- 潮吹き大乱交 4時間SPECIAL（6月1日、MOODYZ）
- 過激ダンスパーティー 1.0 ver（6月15日、JNS）
- 精液便女 Vol.6（6月16日、RUSH）
- 包帯少女 かよわい5人に悪戯する快感（6月20日、Philia）
- 真性レズビアン 処女喪失（6月20日、ピーターズMAX）
- 下品な女たち チームGEHIN（6月20日、neo）
- 「このオンナ、最上級。」 06（6月22日、ONCE）
- ザーメンごっくん口姦監獄（6月22日、MAD）
- 汁好き痴女の喉奥しぼり THE 4時間（6月22日、ワープエンタテインメント）
- 北海道＆新潟 スノーボードトリップ（6月22日、7）
- 究極! 限界露出ダンス（6月25日、究極）
- ハメ潮絶叫イキ狂い乱交（7月1日、ZUKKON/BAKKON）
- 嫌がる女にしつこいくらいレズ接吻・クンニ!（7月15日、JNS）
- 泡吹きマジイキお漏らしレズビアン（7月19日、HIBINO）
- ジェット噴射潮吹きQUEEN（7月19日、FETISH BOX）
- 私のオナニーお兄ちゃんにだけ見せてあげる♪ 本当にスケベで可愛い妹がお兄ちゃんだけを見つめてオマ○コ見せつけ潮吹きオナニー!!（7月19日、エンペラー/妄想族）
- 大槻ひびきに発射(イカ)されちゃった僕たち。大槻ひびきAROMA BEST SELECTION 1（7月25日、アロマ企画）※単体ベスト
- 大槻ひびき、つばさの東京〜大阪ドライブ。エロエロサービスエリアの旅（7月27日、7）
- 卑猥で下品な音を奏でるご奉仕フェラと濡れ膣アクメ（7月27日、FIRST STAR）
- 見てから寝ると夢精できるDVD（7月27日、EROTICA）
- チ○ポで突かれて飛び散るハメ潮4時間（8月1日、MOODYZ）
- 鼻しゃぶり犯しあうレズ 9組（8月1日、ゑびすさん/妄想族）
- 発禁寸前! 未体験 丸見え映像 〜三人のおねだり女子校生〜（8月3日、太もも太郎）
- 性感レズ ペニバンエステ（8月5日、JNS）
- ねっとり睾丸舐めとネッチリ手淫で逝き果てるM男（8月5日、MBC）
- 超選抜!! 国民的アイドルに南国で何度も中出ししよう 2♡ 235分スペシャル 〜わたしたちと赤ちゃん作らない…?〜（8月9日、SOD ACE）
- 川上ゆう主演・監督作! 〜テーマ 願望・妄想〜 女が女を本気で愛して嫉妬号泣する濃厚ベロキス顔面潮ぶっかけ集団5Pレズアクメ!!（8月13日、セレブの友）
- 4種混合乱交（8月13日、MOODYZ）
- 白目失禁淫乱レズ乱交（8月19日、乱丸）
- ベラ噛み2 じゅるじゅると絡み合う舌（8月19日、FETISH BOX）
- 極上ギャルが心のこもったおもてなし!夢の超高級風俗フルコース!! 2（8月24日、KMP）
- 夜這いレズビアン（8月24日、LADIES♀ROOM）
- BEACH TRIP 大槻ひびき・瀬名あゆむ・小滝みい菜 南の島にぷらり旅。（8月24日、7）
- ザ・働く女映像 働く女の弱みを握って…、やっちゃった! 弱みを握れば簡単に（8月25日、SIDE-B）
- 陵辱FUCK首絞めSPECIAL（9月1日、中嶋興業）
- ふたなりレズ姉妹（9月5日、JNS）
- ムチムチタイトスカートバス 2 万年発情期なのはパッツン生地でデカ尻が強調されるから!? 人目を気にせず挑発してくる肉感美人OL（9月6日、DEEP'S）
- 美人看護師に夜な夜な強制射精されてしまった俺（9月6日、AKNR）
- レズられて 学校でよくある禁断な関係 3（9月15日、JNS）
- 巨乳娘レンタル露出 街中で目立ちすぎる極上巨乳屋外一日デート全裸羞恥露出ガチオナ濃厚SEX（9月19日、エンペラー）
- これぞドライオーガズムの頂点 男の潮吹き 4時間スペシャル（9月19日、Fetish Box）
- 足裏パラダイス 2（9月20日、稀有）
- オナニー中毒 100人の変態すぎるキ●ガイ自慰行為 上巻 6時間（9月22日、プールクラブ・エンタテインメント）
- 激烈な寸止め!Vol.4（9月22日、BIZARRE STYLE）
- ペットM男を飼育するQUEENたち 180分スペシャル（9月25日、MBC）
- 4人にパンチラ挑発されて犯された俺（9月25日、美）
- ザ・フェラ映像 フェラチオ×14人（9月25日、SIDE-B）
- 甘えん坊のボクに浴びせられる優しい淫語 DX 4時間（10月1日、Fetish Box）
- 黒ふちメガネのギャルにやられたい（10月1日、FETISH BOX）
- バックファイヤー 四つん這いの体勢からシッポのように出たチ○ポ（10月1日、MOODYZ）
- 敏感な私のホンキのセックス（10月1日、S-Cute）
- 粘着系べろちゅう淫行（10月5日、JNS）
- 早漏M男ザーメン狩り Ver.ふたり責め（10月5日、cobra）
- メンズドレナージュ専門 癒しのエステティシャン（10月5日、VALEX）
- 無制限レズアクメ産婦人科（10月6日、V&R）
- 超選抜!! 国民的アイドルユニットとお忍び温泉旅行で何度も中出ししよう♡♡ おっしゃぁ〜イクぜぇ〜!in湯けむり孕ませ大乱交SP♡（10月6日、SOD ACE）
- 大槻ひびきが淫乱すぎて困っちゃった僕たち。大槻ひびきAROMA BEST SELECTION II（10月13日、アロマ企画）
- レズビアンラヴァーズ I（10月13日、U&K）
- GAL女子校生M男イジメ!（10月15日、QUEEN DOM）
- アナル舐めながら手コキして下さい DX 4時間（10月19日、Fetish Box）
- 止まらない女の潮吹き射精! 美熟女大量潮吹き全16名30シーン8時間!!（10月19日、婦人社/エマニエル）
- ロリ専科 キミだけに語りかけ!ロリっ娘20人! オマ●コぴちゃぴちゃ指入れ自画撮りオナニー4時間DX vol.02（10月19日、グレイズ）
- こんな淫乱オフィスで働きたい! 残業手当は淫行支給（10月25日、ジャネス）
- 連射PANIC!!! 終わらない男汁搾取 3（10月25日、JNS）
- 二人きりの夏休み（11月1日、S-Cute）
- 白目を剥くほど気持ちイイ!! 女監督ハルナの過激レズ痴漢（11月1日、V）
- 指コキ 1本の指で竿をなぞるように刺激し射精へと誘う匠の業（11月1日、MOODYZ）
- ペニバンの虜になっていく女たち 3 熟女VSギャルVSロ●ータ 4時間（11月2日、マニアゼロ）
- 本気で感じさせる 超敏感 勃起乳首いじり。（11月2日、OFFICE K’S）
- 欲情温泉 レズ性感マッサージ VOL.02（11月2日、DiVA’s）
- 悪戯される尿道亀頭（11月5日、ジャネス）
- 責め続けられ悶絶するM男 240分 特別編（11月5日、ジャネス）
- ボンデージの虜 M男調教QUEEN（11月5日、MBC PLATINUM）
- レズレイプ RETURNS DX 4時間（11月5日、ジャネス）
- 女好きの女（11月8日、LADY×LADY）
- これぞ究極の姉妹喧嘩! 姉の目の前で旦那を犯す妹（11月8日、AKNR）
- 「女の口は嘘をつく。」 雌女ANTHOLOGY ＃111（11月9日、AUDAZ）
- 禁断レズ3Pスペシャル!（11月9日、アウダースジャパン）
- 巷で噂のレズビアンデリバリーヘルス 〜男性でも利用できる鑑賞コース〜（11月13日、U&K）
- 大槻ひびきが自宅に押しかけSEXしまくり（11月13日、MOODYZ）
- オイルエステで失禁するほど感じちゃったお姉さん（11月16日、OFFICE K’S）
- 奇跡の極エロボディ!美くびれ&デカチチ101cm爆乳Jカップ（11月19日、エンペラー）
- kira☆kira ギャル女子校生 -絶え間なく続くW野外露出潮吹き-（11月19日、kira☆kira）
- 唾液まみれのベロチュウや乳首舐めされながらの極上手コキ DX（11月19日、Fetish Box）
- ハーレム淫語痴女（11月19日、ドグマ）
- 女監督ハルナの素人レズナンパ67（11月20日、ピーターズ）
- 手コキと勢いのある射精百景 II 下巻 6時間（11月20日、レイディックス）
- 触手アクメ 12（11月22日、SOFT ON DEMAND）
- 受験生の僕には大問題!裸族な姉とひとつ屋根の下（11月22日、アイエナジー）
- 矛盾 絶対に感じないと誓った女と絶対に感じさせる男（11月22日、AKNR）
- 官能スペシャリスト PUSSY DRIVER 2 突き上げられし肉壷の奥淫 絶叫!ドリル放置エクステンドver.（11月25日、BLACK BABY!）
- 女の惨すぎる瞬間 麻薬捜査官拷問 女捜査官FILE19 大槻ひびきの場合（11月25日、BLACK BABY!）
- 淫乱撫子 1（12月1日、プレステージ）
- 大槻ひびき BEST 4時間 THE FREE BITCH IS BACK（12月1日、Fetish Box）※単体ベスト
- 親子ほど年の離れた女たちのレズキス 4時間（12月4日、プレステージ）
- 完全主観 罵倒地獄 Vol.2 僕に浴びせる言葉の暴力（12月5日、フリーダム）
- 性豪S女の絶倫SEX（12月5日、ジャネス）
- 超選抜!! 国民的アイドルユニットに何度も中出ししよう 会えるだけじゃつまらない! 推しメンに夢の中出しファン感謝祭（12月6日、SODクリエイト）
- おしゃぶり予備校 37（12月7日、映天）
- 隣の部署でカワイイと噂になってるアイドル顔のアノ娘は、相当スケベなチ○ポ好きOLらしい。（12月7日、WEEKENDER）
- ふたりでオモチャにしてあげる 積極的なオンナの子!覚悟してね!男子たち!（12月11日、プレステージ）
- 指でズボズボ！オマンコどUPオナニー（12月13日、ワンズファクトリー）
- 近親相姦レズビアン4時間（12月19日、スタイルアート/妄想族）
- ハメ潮 イキ潮 飲み潮 乱交エッチ No3（12月20日、ソフトオンデマンド）
- 不覚にも嫁を保険屋に寝盗られた（12月20日、タカラ映像）
- レズクンニ 2 4時間（12月21日、マニアゼロ）
- The Dynamite!! KING of Women’s 淫闘レズバトル 〜逝かせ殺しのデスマッチ〜 第三話 驚愕の若妻女体イキ潮地獄!巧妙淫技セックスカウンセラー vs 爆発寝取られ恨み妻（12月25日、BabyEntertainment）
- 夫のいない間に浮気ばかりする淫乱な若妻（12月28日、なでしこ）

- 淫乱痴女のアクメ20本番（1月1日、Fetish Box）
- 新都市伝説 戦慄の羅刹淫女 噂の拷問○女（トーチャー・ガール）（1月1日、マザーズエンターテイメント）
- 潮吹き潮まみれ大乱交（1月1日、ワンズファクトリー）
- 逆チクビ痴漢（1月4日、ドリームチケット）
- 月刊 パンティストッキングマニア Vol.12（1月5日、OFFICE K’S）
- 二周年ありがとう720分 メガ盛りスイッチ（1月10日、SWITCH）
- とってもエッチなナースたち2（1月11日、BAZOOKA）
- 浮気カノジョ!! 僕は何も出来ない、寝取られ発情現場を覗くだけ…（1月13日、MOODYZ）
- 目隠しされてワクワクしてる敏感M男なボクのカラダを次が読めないイタズラで次から次へとモテあそぶイジワル痴女性交（1月14日、ワープエンタテインメント）
- イタズラ痴女のM男苛め 大槻ひびき スペシャル（1月15日、マニアゼロ）
- W人間中出しオナホール 〜69型で固定された娘達の悲劇〜（1月19日、エムズビデオグループ）
- オフィス 聖水放尿 顔騎オナニー（1月20日、FUTURE）
- レズビアン11組 ペニバンファックDX 4 4時間（1月22日、マニアゼロ）
- アロマ仮想風俗シリーズ 舐められ【放課後】倶楽部 DX 特別合宿コース（1月23日、アロマ企画）
- 矛盾 絶対に感じないと誓った女と絶対に感じさせる男（1月24日、AKNR）
- まどか☆ヒビキ kawaii姉妹と夢の二股性活（1月25日、kawaii）
- 潮吹き放尿W淫乱痴女（1月25日、美）共演:篠原杏
- 悪戯な大槻ひびき パーフェクトコレクション240分 SPECIAL（1月30日、FUTURE）※単体ベスト
- 女子アナ レズバトル 愛内希 大槻ひびき（2月1日、U&K）
- 大槻ひびきのペットにされて何度も射精させられた。（2月5日、ジャパン）
- ザーメンは、いつから痴女たちの飲みものになったのか? 4時間（2月5日、ジャネス）
- 温泉ソープに堕ちた妻 （2月7日、タカラ映像）
- リメイク版〜濃厚接吻 2 舌吸いとコリ勃つ乳首（2月13日、アロマ企画）
- kira☆kira BLACK GAL BEACH 黒ギャル大量潮吹き中出し☆FUCK ON THE BEACH（2月19日、kira☆kira）
- 100%まるごと大槻ひびきベスト 正統派美少女AVアイドルが真面目な顔してド淫乱!! 4時間（2月19日、エンペラー/妄想族） ※単体ベスト
- 一人でオナる未来は寂しくないですか?性器の相性が120%のSEXパートナーをご紹介します! おち○ぽ仲介業（2月21日、DEEP'S）
- 癒らし。VOL.90 （2月22日、アウダースジャパン）
- オフィスレディに職場で強制センズリさせられガマン汁垂らし無理矢理発射させられるM社員（2月25日、ジャネス）
- 支配される愛快感泥沼3Pレズビアン 濃密に絡み合う愛欲ベロキス終わらない快感大量潮吹きと裏切られた夜這い強姦生中出し（2月25日、セレブの友）
- 横浜から家出してきた神待ち少女（2月25日、JUMP）
- 童貞を卒業したい男子限定のエッチな筆おろしチャンス あなたのスケベな妄想SEXテクニックを憧れのAV女優のカラダで思う存分試してみませんか（3月7日、アパッチ）
- 人妻 略奪レイプ（3月10日、FAプロ）
- 仕事の出来ないM男社員にアナル責め手コキでお仕置きをするミストレスOL（3月15日、FUTURE）
- 淫口痴女 接吻ディープスロート（3月19日、ドグマ）
- 華麗なるセレブレズビアン作品集 オトコなんてもういらない…極上レズビアン性交 固く結ばれた禁断の関係 8時間（3月19日、婦人社/エマニエル）
- kira★kira SPECIAL kira★kira×泉麻那プロデュース REAL GAL FUCK（3月19日、kira☆kira）
- 極上痴女 アナル責め手コキ 4時間（3月19日、スタイルアート/妄想族）
- すっぽん喰いつきフェラ 超吸引バキュームで縮む睾丸 DX 4時間（3月19日、Fetish Box）
- 私が満足するまでイッたらダメよ? 焦らし好きのオナニー美少女が挑発的な見せつけ遊戯で貴方だけに語りかけるオナニー専用のオナニーDVD（3月19日、エンペラー/妄想族）
- 大槻ひびきのベロベロちゅうちゅう（3月21日、グローリークエスト）
- ヒロイン失禁地獄 セーラーメディウム（3月22日、GIGA）
- 歯を磨く女（3月23日、KEU）
- 大槻ひびきの悩殺 パンチラ☆症候群 青春パンチラ白書（3月25日、アロマ企画）
- THE ペニスバンド（3月25日、ジャネス）
- セックスアート・オンライン（3月25日、CMP）
- 生意気は女子校生（4月1日、ワンズファクトリー）
- 制服お姉さんの強制顔騎 窒息寸前でフル勃起するM男 4時間（4月1日、jam）
- 綺麗なお姉さんのペニバンドライオーガズム 4時間（4月5日、マニアゼロ）
- 月刊ジャネス 背後から手コキ 4時間 SPECIAL（4月5日、ジャネス）
- ごちそうザーメン 1（4月5日、映天）
- 特選 パンティストッキングマニア 4時間（4月5日、OFFICE K’S）
- 凌辱世界忍者戦（4月7日、アタッカーズ）
- ヒロイン股間破壊 麗捜戦隊セシルピンク（4月12日、GIGA）
- 気持ちイイけど声が出せない我慢レズ（4月13日、U&K）
- 美脚直穿き黒パンストのお姉さんは好きですか?3 オナニー好きな美女達が貴方だけを見つめて貴方だけに語りかける挑発的開脚極太ディルドオナニー快楽遊戯（4月13日、セレブの友）
- ペニバンで責め続けられるM男たち 美人OL編（4月15日、FUTURE）
- ボンデージの虜 M男調教QUEEN DX 4時間（4月15日、ジャネス）
- 妹夜這い中出しレイプ盗撮（4月19日、グレイズ）
- ド淫乱ハードレズビアン8時間（4月19日、アンナと花子）
- 淫らなオクチ2 濃厚フェラでザーメン搾取 3時間スペシャル（4月19日、Fetish Box）
- 淫語クリニック（4月25日、ロケット）
- 厳選されたオンナだけの狭い所オナニー! 見ている貴方だけをずっ〜と見つめて汗だく汁だく密室快楽止まらないふしだら自慰行為（4月25日、セレブの友）
- 「セックスの気持ちよさを覚えたい」 ウブな女性たちが、人生初の「潮吹き、失禁、本気汁=イク」を体感する 恥じらい初イキ体験ツアー（4月25日、ソフトオンデマンド）
- チ○ポ、マ○コが女性の日常用語 淫語しか言わない世界 特別版 淫語クリニック（4月25日、ROCKET）
- へそ掃除（4月25日、KEU）
- ボンデージ中毒な穴（あな）ル男（4月25日、CHANGE）
- M男の強制天国 3〜手コキ、アナル責め、尻コキ、顔騎、足コキ、ペニバン〜4時間（5月1日、スタイルアート/妄想族）
- 艶堂しほり レズスペシャル 3時間30分（5月1日、エマニエル）
- 脳内射精!M男専用オフィスで快感アナル開発するキャリア系クィーン（5月1日、妄想族）
- 手コキ×淫語×大量発射 4時間（5月1日、Fetish Box）
- 寝取り夜這い 彼氏の横で寝取られてしまった女たち（5月2日、グローリークエスト）
- JK 罵声とツバぶっかけてセンズリ鑑賞（5月5日、未来）
- 催眠 赤 DX 55 スーパーmc編（5月17日、アウダースジャパン）
- 催眠 赤 DX55 ドキュメント編（5月17日、アウダースジャパン）
- GAL女子校生限定!激腰振りロデオ騎乗位FUCK8時間（5月19日、kira☆kira）
- kira★kira BLACK GAL 逆レイプ-強制中出しち○ぽ狩りW黒ギャル-（5月19日、kira☆kira）
- 男子便所ゲリラ出没痴女 極上エロ逆痴漢イクまでチ○ポは離さないド下品ファック潮吹き快感絶頂!!（5月19日、婦人社/エマニエル）
- 見つめられながらの上品な卑猥語（5月19日、Fetish Box）
- めがねフェチSpecial 4時間（5月19日、Fetish Box）
- レズビアン求愛オナニーコレクション20人15シーン 濃厚ベロキス蜜穴極突きディルド大量潮吹き快感オーガズムテクニックノンストップ240分!!（5月19日、婦人社/エマニエル）
- 顔騎放尿しながら寸止めマッハ手コキする女子校生たち（5月25日、未来）
- 職業別痴女に犯られるM男 【秘書＆ドクター編】（5月25日、CHANGE）
- 色気ムンムンの僕のお姉ちゃんは気持ちいいと何度でも潮を吹くエロイ女だった!! （5月30日、JUMP）
- キャラ崩壊! 現場も崩壊!完全泥酔乱交（6月1日、ZUKKON/BAKKON）
- 狂おしいほどオナニーしたい 2（6月1日、Fetish Box）
- パンチラ＆蒸れるパンスト（6月1日、妄想族）
- 大槻ひびきにお説教されたいっ!（6月5日、ジャネス）
- 過激着エロ もっこり喰い込み肉ビラ（6月5日、ジャネス）
- 完全女性主導のSEX やって、犯って、性(や)交りまくる女たち!（6月5日、ジャネス）
- 淫らな言葉ぶっかけてあげるわ 天才痴女の官能淫語プレイ（6月5日、ジャネス）
- トリプルV.I.Pスプラッシュ 大量潮吹き30リットルスペシャル（6月7日、PREMIUM）
- 過激ダンスパーティー 1.0 ver（6月15日、ジャネス）
- イクと同時に潮がブワッシャーっ!! わたし、こんな淫乱になりました（6月19日、乱丸）
- GAL青姦8時間スペシャルー灼熱太陽の下で猛烈に絡み合うギャル達ー（6月19日、kira☆kira）
- 潮吹きは派手なほうがいいに決まってる。淫乱トランス大噴水125連発（6月19日、乱丸）
- 潮吹き噴射しても気持ち良すぎて絶頂が止まらないレズビアン8時間（6月19日、アンナと花子）
- 女子校生を公開レズいぢめする女子大生お姉さん（6月19日、アンナと花子）
- 尿道くぱぁ おしっこガールズ30人 6時間（6月20日、プールクラブ・エンタテインメント）
- 職場の喉奥シャブリスト（6月21日、ワープエンタテインメント）
- 罵声をあびせられながら肛門を責められ金玉責め手コキで発射するM男（6月25日、未来）
- 熱血痴女教師のM男調教学園（6月25日、マルクス兄弟）
- ロリ痴女達の青姦露出 ダダ漏れ大量潮吹き野外乱交（6月25日、美）
- 月刊クロストマニア（6月27日、タカラ映像）
- スケベ過ぎる! 指・玩具ズッボズッボ変態オナニー（7月1日、MOODYZ）
- ねっとりの尻コキ、足コキ、パンティーコキで爆射したい（7月1日、Fetish Box）
- ベラ噛み じゅるじゅると絡み合う舌 DX 4時間（7月1日、Fetish Box）
- スーパーテクニック手淫で射精したい（7月5日、ジャネス）
- The Room 「W」 羨望のM男ハーレムへようこそ vol.2（7月5日、未来）
- 義妹×彼女×教え子と僕のラブラブハーレム性活 つぼみ 友田彩也香 大槻ひびき（7月12日、BAZOOKA）
- べろチューレロレロしながら濃厚手コキしてあげる 2（7月12日、REAL）
- MOODYZファン感謝祭 自宅に押しかけ大乱交4時間SPECIAL（7月13日、MOODYZ）
- 連射PANIC!!! 終わらない男汁搾取 DX4時間（7月15日、ジャネス）
- 甘ったる〜いアプローチでイジワルにからむ囁き淫語目隠し寸止めファック（7月19日、ワープエンタテインメント）
- 凄まじい絶頂トランス同性愛（7月19日、乱丸）
- 絶頂爆イキ! マニアック手コキSP 4時間（7月19日、Fetish Box）
- POP痴女メイドのご奉仕（7月19日、妄想族）
- 生中出し痴漢便所4時間 仕事終わりのアフタートイレ痴漢濃厚生中出し陵辱アクメ（7月19日、エンペラー）
- 脳内快感 アナル拡張とドライオーガズム（7月23日、ライハナ東海）
- 女装娘リンチ3時間SPECIAL 〜童貞狩り・金蹴り・放尿・アナル責め調教〜（7月25日、オペラ）
- 美熟女オナニー集8時間 貴方だけを見つめて…巨乳美尻主観潮吹き快感アクメ50人45シーン（7月25日、セレブの友）
- 脳内快楽! アナルペニバン無限オーガズム 女子校生編（7月25日、未来）
- 男が潮吹いたりすんげぇ発射しちゃう! 女神の痴女テク 69連発8時間（8月1日、MOODYZ）
- ジェット噴射 潮吹きQUEEN デラックス 4時間（8月1日、Fetish Box）
- 脇むしゃぶりつきあうレズ（8月1日、ゑびすさん/妄想族）
- 月刊 パンティストッキングマニア Vol.18 挑発キャンギャル×光沢パンティストッキング（8月2日、OFFICE K’S）
- 爆音フェラチオ vol.2（8月2日、OFFICE K’S）
- M男の願望かなえてあげる（8月2日、ケンシロウプロジェクト）
- 絶頂潮吹きアイドル（8月7日、デジタルアーク）
- ペニバンQUEENのM男調教プログラム（8月7日、CHANGE）
- ギャル生徒会が支配するありえない逆セクハラ学園（8月8日、GARCON）
- 超ギャル Wブチギレ手コキ!!（8月8日、GARCON）
- シチュエーションドラマ催眠 No11（8月9日、アウダースジャパン）
- チューして手コキ 9名収録（8月10日、ユニオンプロダクツ）
- エビ反りするほど失禁アクメしちゃう媚薬オイルエステ（8月14日、OFFICE K’S）
- 窒息イラマチオ（8月14日、OFFICE K’S）
- ベロキス＆乳首舐め手コキ（8月15日、マニアゼロ）
- 死ぬほど気持ちイイ女の快感を味わいたくて出演したら本当に死ぬかと思ったオレ（8月19日、MOTHERS ENTERTAINMENT PICTURES）
- チクビ男子 僕の乳首を弄んで下さい（8月19日、妄想族）
- kira★kira SPECIAL 怪談エロ七不思議（8月19日、kira☆kira）
- 綺麗なお姉さんに弄ばれる女装おと娘（8月23日、TMA）
- 逆レイプ M男調教クイーン（8月25日、CHANGE）
- 集団拉致ローション地獄絵図（8月25日、ダスッ!）
- 白ギャル＆黒ギャル 制服レズ性感（8月25日、ジャネス）
- 無理! 堪え切れずにお漏らししちゃいました。（8月25日、マルクス兄弟）
- 欲求不満妻な美人妻たちのセンズリ鑑賞（8月25日、AVS）
- 淫尻授業（8月26日、実録出版）
- 1本のちんぽを舐めしゃぶる2人の女 〜天国のフェラチオ〜（9月1日、ゑびすさん/妄想族）
- スローセルフイラマチオ 自ら喉奥までチ○ポをくわえこみフェラ（9月1日、妄想族）
- MOODYZファン感謝祭 うらバコバコバスツアー2013 補欠者救済? バコバス砦と荒くれ海賊団!!（9月1日、MOODYZ）
- 女弁護士 上原亜衣の淫語裁判 性犯罪の検証をしていくうちに明らかになる童貞、デカチンに発情!女法律家たちによる性器の淫語尋問バトル!!（9月5日、DEEP'S）
- スケベ娘のセンズリ鑑賞会（9月5日、ジャネス）
- バーチャルヒプノシストSP 3（9月6日、アウダースジャパン）
- レズ友100人出来るかな!? 女の子だけの素人レズナンパ! パート2（9月10日、ホットエンターテイメント）
- 3ヶ月はズリネタに困らない 美熟女AV、ヌキ専用。（9月12日、タカラ映像）
- ヒロインハンティング セシルピンク（9月13日、GIGA）
- 居酒屋の個室で‘すだれ1枚’隣の大槻ひびきちゃんが潮吹きしまくり見せつけ!コンドームが無い状況で発情した一般カップルは営業中の店内で飛び火(生)中出しSEX!!!（9月19日、SODクリエイト）
- kira★kira BLACK GAL HIGH SCHOOL 2013 黒ギャルJK修学旅行 潮吹きビーチ大乱交3時間スペシャル（9月19日、kira☆kira）
- ペニバンSEXレズビアン8時間（9月19日、アンナと花子）
- 素人さん大集合!AV女優VS素人男優4時間（9月25日、マルクス兄弟）
- 濃厚クンニリングス 2 〜熟したマ○コに舌をぶち込む女子校生たち〜（9月25日、ジャネス）
- 露出グラマラス野外SEX8時間!! Vol.2 巨乳美女野外露出交尾本能覚醒潮吹き絶頂アクメ!!（9月25日、セレブの友）
- 秘め事…発情兄嫁。何かと頼りない旦那に物足りなさそうな素振りを日常の所作の中で意思表示をしつつ義弟に対し徐々に卑猥なる方向へと煽動し誘惑する美人兄嫁（9月26日、タカラ映像）
- 狂おしいほどオナニーしたい 3（10月1日、Fetish Box）
- 性欲 同僚教師にハメられ悶絶/不良娘を肉棒指導/酔った勢いで同僚と3P（10月1日、FAプロ）
- 催眠研究室 SP5（10月4日、アウダースジャパン）
- ネバネバスペルマ 10（10月4日、映天）
- 口撃淫語フェラ おしゃべりなオクチ おしゃぶりなオクチ（10月5日、ジャネス）
- HIBIKI OTSUKI 8時間（10月7日、デジタルアーク）※単体ベスト
- 露出の高いギャルを路上拉致!媚薬レイプ!!（10月10日、GARCON）
- キレイな女のレズレイプ 4時間（10月15日、マニアゼロ）
- 月刊ジャネス 唾液まみれの甘いキスaaaKISSaaa接吻 SP（10月15日、ジャネス）
- kira★kira BLACK GAL HIGH SCHOOL 2013 青姦露出★ビチャバシャ連続潮噴射黒ギャルJK修学旅行（10月19日、kira☆kira）
- これぞドライオーガズムの頂点 男の潮吹き 4時間スペシャル 2（10月19日、Fetish Box）
- 変態女の感じすぎて狂っちゃう過激レズビアン8時間（10月19日、アンナと花子）
- 危険日は触れられただけで激イキ痙攣する世界（10月24日、DEEP'S）
- 我慢できない! ズボズボ指オナニーでイク女たち（10月25日、マルクス兄弟）
- 近親ペニバンファック! 2 （母と娘の異常性癖）（10月25日、ジャネス）
- 親愛なる絶対服従女（10月25日、サイドビー）
- レイプ狂い（10月25日、アリスJAPAN）
- 大槻ひびき レズ コンプリート4時間（11月1日、スタイルアート/妄想族） ※単体ベスト
- 着衣ソープランド（11月1日、MOODYZ）
- 卑猥な言葉と手淫でたっぷりと射かせてあげるわ（11月5日、ジャネス）
- 突然のゲリラ豪雨!ズブ濡れになりブラが透け、服の上からでもハッキリと分かる女の巨乳を見た僕は…（11月12日、プレステージ）
- レズビアン12組 ペニバンファックDX 5 4時間（11月12日、マニアゼロ）
- 親族レズビアン わたしの叔母さん（11月13日、VENUS）
- 近親レズビアン 母と娘（11月15日、マニアゼロ）
- 気持ち良すぎて絶頂と快楽に溺れるレズビアン8時間（11月19日、アンナと花子）
- 自我崩壊トランス性交集II（11月19日、乱丸）
- オマ○コがバカになっちゃう一泊二日の潮吹き温泉旅行。イクときは射精みたいに潮吹きするカノジョが連続絶頂で噴水状態!（11月22日、GOT）
- 逆ナンパ本物中出し! ゴムなんていらねえよ、夏（11月25日、本中）
- 悩殺アクメ淫語オナニー vol.2（11月25日、ジャネス）
- 入れてから一緒にイクまで収録! チ○ポだけでイカせる!! 激しいピストンSEX 4時間（12月1日、MOODYZ）
- ハイパー痴女 BEST selection 大槻ひびき 4時間（12月1日、Fetish Box）※単体ベスト
- 人妻略奪レイプ ストーカーの執念が幸せな家庭を襲撃する!!（12月1日、FAプロ）
- ギャル陵辱レズ学園 極悪ギャルVS美少女転校生 残虐レズいじめ 2（12月5日、GARCON）
- PREMIUM TERRACE HOUSE 極上美女たちのセックス、レズ、大乱交4時間スペシャル（12月7日、PREMIUM）
- レズ友100人出来るかな!?女の子だけの素人レズナンパ! パート3（12月10日、ホットエンターテイメント）
- 騎りまくり34人 2013年度バージョン（12月13日、LEO）
- 淫語オナニー中毒（12月19日、Fetish Box）
- 感じすぎる濃密レズビアン8時間（12月19日、アンナと花子）
- 蛇肉棒 全長80cm! ガマン汁には媚薬作用が!! 前後左右にうねり挿す世界最長チ○ポが看護師を虜にする…（12月19日、SODクリエイト）
- 欲しくて欲しくて堪らない女たち120人! 挿入の瞬間120連発（12月19日、乱丸）
- 催眠SEX 6 〜ドキュメント編〜（12月20日、アウダースジャパン）
- 主観×淫語×あなたの彼女 SP 3（12月20日、アウダースジャパン）
- パンスト美脚で責められたい 4時間（12月20日、OFFICE K’S）
- サディスティックM男調教【女医 & 女社長編】（12月25日、CHANGE）
- 童貞チ●ポと美女の卑猥な性交 〜溜まったザーメンを全部飲みほしてあげる〜（12月13日、メディアステーション）
- 本中3周年記念作品!!美少女中出し島 尾上若菜 上原亜衣 葵こはる 葉月可恋 さとう遥希 北川瞳 大槻ひびき 琥珀うた（12月25日、本中）◎
- 凌辱ヒロイン プラグスーツチルドレン（12月27日、TMA）◎

- 代官山裏通り ペニバン性感レズエステ（1月1日、スタイルアート/妄想族）
- 肉棒を欲しがる卑猥な痴女（1月1日、スタイルアート/妄想族）
- 6名の働く美熟女 セックスしながら時給を発生させる強欲な人妻（1月4日、AFRO-FILM）
- イキ狂う潮吹きオナニー（1月5日、ジャネス）
- 淫行レズ接吻 2 〜顔舐め日、鼻舐め日、唾液責め〜（1月5日、ジャネス）
- おま○こズボズボ双頭バイブ濃厚レズ交尾3 4時間（1月5日、ジャネス）
- 華麗なるパンストオナニー（1月5日、ジャネス）
- HYPER HIGHLEG QEEN 8時間（1月7日、デジタルアーク）
- 女性用医療品メーカーに就職したら先輩OLたちの放尿便器奴隷にされた僕（1月9日、GARCON）
- 「主観×淫語×早熟女子校生」SP 2（1月10日、アウダースジャパン）
- ダブル緊縛鬼イカセ（1月10日、レアルワークス）
- M男 KILLER SEXスペシャル 3（1月10日、ジャネス）
- 双頭ディルド 極上レズ性感 2（1月20日、ジャネス）
- レズ三昧 DX4時間（1月20日、ジャネス）
- 介護士さん大好き!中出し痴漢じいさん（1月23日、SODクリエイト）
- 極楽! 尿道フェラチオ（1月25日、アロマ企画）
- ディルドオナニー 100人8時間（1月25日、マルクス兄弟）
- アナル責めながら超高速手コキする女たち240分（2月1日、スタイルアート/妄想族）
- セックスア○ナ オンライン HD 4時間（2月1日、TMA）
- ヤリたい盛りのエッチな女子大生 卒業記念に思いっきりヤリまくり温泉旅行 初美沙希 瀬名あゆむ 大槻ひびき 舞咲みくに 大森玲菜（2月1日、おかず。）
- 凄腕テクニック痴女手コキ 8時間スペシャル（2月4日、マニアゼロ）
- 現代の名工 四天王のアナル責め（2月5日、フリーダム）
- スチュワーデス、ひびき 流出! 失禁プライベートSEX（2月7日、BeFree）
- 人妻おまんこ指オナニー 締まった濡れマ○コがヌチャヌチャして刺激するとイキ出す人妻、vol.6（2月7日、AFRO-FILM）
- 予備催眠SP 12（2月7日、アウダースジャパン）
- 異物挿入オナニーでイキ狂う淫乱女たち（2月13日、AVS collector’s）
- オフィスレズビアン 美と愛欲に溺れた女たち（2月13日、AVS collector’s）
- 月刊 パンティストッキング通信 vol.3（2月13日、AVS collector’s）
- イキっぱなし淫乱SEX16時間（2月19日、乱丸）
- ペニバンお姉様の痴逆レイプ ドライオーガズム 15名240分（2月19日、スタイルアート/妄想族）
- マン汁過多グチョ濡れオナニー盗撮（2月19日、ゑびすさん/妄想族）
- 露出がバレた羞恥が激しい快感となり痙攣 失禁 絶頂をむかえるバレイキ女子校生［SENZ UNIT 第三回作品］（2月20日、SODクリエイト）
- 禁断拘束レズ VOL.4（2月21日、アウダースジャパン）
- 主観×淫語×夜の蝶SP（2月21日、アウダースジャパン）
- イカ臭い僕の勃起チンポを人妻の目の前で剥き出しにしてセンズリ鑑賞 2（2月25日、メロウムーン）
- 淫乱（2月25日、NCTR）
- COOLビューティー M男ハンター（2月25日、CHANGE）
- 横浜から家出してきた神待ち少女（2月25日、JUMP）
- オマ●コ露出ビデオ ひびき（仮名）（3月1日、山と空/妄想族）
- 強制センズリさせられ我慢できず発射するM男たち 15名240分（3月1日、スタイルアート/妄想族）
- W美少女密着 逆3Pソープランド 友田彩也香 大槻ひびき（3月1日、MOODYZ）
- 現代の名工 四天王の絶品手淫（3月5日、フリーダム）
- 大槻ひびき BEST SELECTION 4時間（3月7日、TMA）◎ ※単体ベスト
- おしゃぶり中毒な痴女のフェラチオ 4時間SPECIAL（3月7日、CHANGE）
- 濃厚なゆっくり手コキで焦らされたい（3月7日、CHANGE）
- 絶品痴女テクニック 16時間（3月7日、PREMIUM）
- DOKIレズ 66（3月7日、アウダースジャパン）
- 超本格官能人妻エロ絵巻 経営不振に喘ぐ居酒屋の若女将が突如始めた‘毎週水曜は裸エプロン’と言う斬新すぎる新戦略（3月13日、タカラ映像）
- アナルを犯し手でシゴく アナル責め手コキSPECIAL（3月15日、マニアゼロ）
- 近親相姦 色欲娘にレズられる恥母 DX4時間（3月15日、ジャネス）
- 仲間麗奈 レズ三昧 DX4時間（3月15日、ジャネス）
- 女のコの方が多い夢の様なハーレム乱交16時間（3月19日、ROOKIE）
- 女の子は絶頂する瞬間が一番気持ち良い! イクイクSEX盛り合わせ16時間 part2（3月19日、ROOKIE）
- kira☆kira BEST 大槻ひびきスペシャル8時間-特別編-（3月19日、kira☆kira）※単体ベスト
- 背面性交クリニック 全性交でバック日、背面騎乗位に特化 シックスナイン精液採取 ディルドー研修 入浴介助中の性交処置（3月20日、SODクリエイト）
- AV女優のカミングアウト（3月21日、テクノブレイク）
- 近親相姦 母と娘の親子レズ（3月25日、マニアゼロ）
- 従順男は私の可愛いペット 貴方の精子は全て私の物。淫語寸止め快感まんコキ交尾ドスケベ射精管理部屋（3月25日、セレブの友）
- 南の島で男漁り!ヤリたい放題4人組の中出し旅行スペシャル（3月25日、本中）
- 妄想淫乱オフィスDX Vol.2 こんなオフィスで働きたい! 4時間（3月25日、ジャネス）
- 小西まりえと2人の関係（4月1日、レズれ!）
- 退去勧告先で不潔男に犯された女性職員日、露出と複数チ●ポでドM快楽に堕ちる!（4月1日、映天）
- 連続射精イズム しゃぶられシゴかれ2回抜き（4月1日、Fetish Box）
- 鬼バキュームフェラ 生け贄になったチ○ポ（4月5日、ジャネス）
- 現代の名工 四天王の掃除機責め（4月5日、フリーダム）
- 超絶テクニック! ゴッドハンドで男の潮吹き Vol.3（4月5日、ジャネス）
- 手で犯す M男専用手コキスト（4月5日、ジャネス）
- あなた、やめてっ! お願い、こんな所でっ!!嫌がる妻をベットに引きずりこんで中出しっ!!〜病院編〜（4月11日、LEO）
- AV女優の凄テクほどこし性行為（4月13日、MOODYZ）
- 中出しされたザーメンをごっくん Vol.4（4月13日、MOODYZ）
- おしゃぶりMチ○ポ 支配的なフェラチオで猛発射（4月15日、ジャネス）
- 未体験 丸見え映像!! 〜21人のおねだり女子校生〜 全編フェラとセックスとメガネっ娘!（4月18日、グレイズ）
- イイ女限定!! マン汁べっちょり卑猥オナニーコレクション全40人8時間（4月19日、婦人社/エマニエル）
- 親子ほど年の離れた女たちのレズクンニ4時間（4月19日、スタイルアート/妄想族）
- 絶頂寸前の気持ち良すぎるオナニー200人16時間（4月19日、ROOKIE）
- 粘っこいザーメンをおねだりするフェラ お願い日、精子お口にドロドロちょうだい（4月19日、Fetish Box）
- マン汁をジュルジュル舐めまくり舌を敏感オマ○コにぶち込むレズクンニリングス（4月22日、マニアゼロ）
- アイアンハート（4月25日、GIGA）
- ペットM男を飼育する美女たち（4月25日、ジャネス）
- M男パニック精子狩り 4時間スペシャル（4月25日、ジャネス）
- これぞドライオーガズムの頂点 男の潮吹き 4時間スペシャル 3（5月1日、Fetish Box）
- こんな4人と酒を飲みたい（5月1日、ZUKKON/BAKKON）
- レイプ犯を愛したワタシ（5月2日、オルガ）
- 競泳水着 顔面騎乗（5月5日、フリーダム）
- 現代の名工 四天王の脚コキ（5月5日、フリーダム）
- スレンダーBODY痴女ヴィーナス VOL.2（5月5日、ジャネス）
- レズっ気エステティシャンのテクニックで感じてしまう女性客。オイルとマン汁が混ざり合い日、いやらしく光るマ○コや膣の奥にズッポリ入れアクメを感じるペニバンで性感プレイ（5月6日、マニアゼロ）
- 若妻猛烈交尾（5月8日、タカラ映像）
- kira★kira STREET GAL&おやじっち メイドGALはノーパン潮吹きウェイトレス（5月19日、kira☆kira）
- 痛がる女たち（5月20日、プールクラブ エンタテインメント）
- ザ レイプ狂い（5月23日、アリスJAPAN）
- エロい腰遣いで自らのマンコの奥の奥を刺激する抜き挿し丸見え潮吹きディルドオナニー!（5月25日、セレブの友）
- 絶叫ぶっ飛び潮吹きお漏らしスケスケパンティー（5月25日、デジタルアーク）
- ペニバン5連発逆レイプ 3（5月25日、ジャネス）
- 色気ムンムンの僕のお姉ちゃんは気持ちいいと何度でも潮を吹くエロイ女だった!!（5月30日、JUMP）
- エッチな女の子たちのセンズリ鑑賞会（6月1日、スタイルアート/妄想族）
- おしゃぶりMチ○ポ 支配的なフェラチオで猛発射 2（6月5日、ジャネス）
- 手で犯す M男専用手コキスト ver.2（6月5日、ジャネス）
- 家庭教師ひびき先生の中出し授業（6月7日、BeFree）
- エンペラー オブ バトル（6月13日、STUDIO2.5）
- 馬乗りで上から淫語を浴びせかける腰フリ騎乗位（6月13日、MOODYZ）
- M男ザーメン狩りQUEEN（6月15日、ジャネス）
- 自我崩壊 トランス自慰（6月19日、乱丸）
- ディープスロートシスターズ（6月19日、ドグマ）
- 深夜夜行バス ゲリラ露出（6月20日、レイディックス）
- ネバネバスペルマ 18 ラッシャーみよしが主催するネバネバごっくん祭り（6月20日、映天）
- 挿入る瞬間の「あっ…」っていう表情がエロい100人 8時間（6月27日、TMA）
- AVファンを熱狂させた伝説企画を、豪華S級女優競演で全編完全撮りおろし! ソフト・オン・デマンド、おかげさまで日、もうすぐ20周年記念作品（7月1日、SODクリエイト）
- 小悪魔JK 大胆パンチラコレクション Special 大人数挑発バージョン（7月1日、アロマ企画）
- 未体験快楽ゾーン 男の潮吹きオーガズム（7月5日、ジャネス）
- ペニバン&聖水オーガズムSP（7月15日、ジャネス）
- 清純に見えて実はスケベなんですよ! 大槻ひびき16時間（7月19日、ROOKIE）※単体ベスト
- 私の前で愛しあいなさい 4時間12名全6話撮りおろしSP（7月19日、レズれ!）
- 完全未公開主観フェラ（7月25日、テクノブレイク）
- 強制中出し孕ませ学園（7月25日、本中）
- スケベオヤジのエロ目線 若い娘のおっぱい…おしり!!（7月25日、ながえスタイル）
- 病みつき!指入れオナニー中毒 高速ピストン4時間（7月25日、TMA）
- 男の乳首はクリトリス（8月1日、Doスケベ/妄想族）
- 快楽MAX 男の潮吹きオーガズム 4時間スペシャル（8月1日、Fetish Box）
- 現役女子大生の家庭教師を親がいない時に自宅で中出しレイプ盗撮（8月1日、青空ソフト）
- 真昼の暴行 レイプ（8月1日、FAプロ）
- 娘の夫に犯されて不覚にも悦びを知ってしまった義母（8月1日、FAプロ）
- 続 時間よ止まれ! 〜いつでもどこでもハレンチ天国〜 パート1（8月8日、ブイアンドアールプロデュース）
- クリムゾンプリズン イカされたら敗北日、恥辱ゲームに参加させられた女たち（8月13日、MOODYZ）
- 女監督ハルナの素人レズナンパ 84 友達同士で全裸ベロちゅ〜イキまくり体験30（8月15日、ピーターズ）
- ベロちゅう接吻で鬼発射（8月15日、ジャネス）
- 淫乱スプラッシャー 大槻ひびきBEST（8月19日、乱丸）※単体ベスト
- チンポコ・マグニチュード ボッキ・チンポコ 男だって潮吹きアクメ（8月19日、ドグマ）
- 人妻本格飼育 ～美熟女拘束雌犬調教コレクション 41人8時間2枚組（8月19日、婦人社/エマニエル）
- 濃密キスと淫行 DELUXE Vol.2（8月19日、Fetish Box）
- 素人男子をトイレで逆レイプ… したら逆に感謝されちゃいました!（8月21日、アマチュアインディーズ）
- おしっこシャワー 30人分の浴尿体験（8月22日、レイディックス）
- スペシャルデリバリー!AV女優が素人のお宅訪問8時間!（9月1日、MOODYZ）
- 連続射精イズム しゃぶられシゴかれ2回抜き 4時間 Vol.2（9月1日、Fetish Box）
- エロ汁まみれのオナニー中毒 3（9月5日、ジャネス）
- The Room 「W」 羨望のM男ハーレムへようこそ DELUXE 4時間（9月5日、ジャネス）
- 素人娘に見せつけ!センズリ鑑賞（9月5日、映天）
- 尻伝説（9月6日、実録出版）
- 絶頂潮吹きカンフーアクションAV イカセ死亡遊戯 2（9月6日、ROCKET）
- 監視されていた美人受付嬢（9月7日、アタッカーズ）
- ビアンカップルの日常 元カノと焼けるようなレズFUCK 大槻ひびき 篠めぐみ（9月7日、ビビアン）
- ヒロイン洗脳悪堕ち 轟戦隊グランドファイブ 前編（9月12日、GIGA）
- 発情 ピストン騎乗位 上からオマ○コしたい女たち（9月13日、アロマ企画）
- 鬼バキュームフェラ 生け贄になったチ○ポ 2（9月15日、ジャネス）
- ママのリアル性教育（9月18日、グローリークエスト）
- 寸止め焦らしで大暴発スペシャル VOL.5（9月19日、Fetish Box）
- 「夫には内緒なの」欲求不満でオマ○コを疼かせる浮気妻 無防備なパンチラや胸チラで誘い旦那以外のチ○ポにむしゃぶりついてきた!（9月25日、ジャネス）
- ヒロイン洗脳悪堕ち 轟戦隊グランドファイブ 後編（9月26日、GIGA）
- 人妻おまんこディルドdeオナニー 本気でイキ狂う淫乱な奥様方（10月3日、AFRO-FILM）
- W手コキ射精ハーレム（10月5日、ジャネス）
- レズビアンシェアハウス 初美沙希 大槻ひびき 有村千佳 みづなれい Maika 友田彩也香（10月7日、ビビアン）
- 義父に中出しさせる淫ら嫁（10月9日、ルビー）
- 憧れ戦隊ヒロインを下僕化 III（10月10日、GIGA）
- 教えてひびき先生!（10月19日、アイデアポケット）
- 催眠看護 全国共通お○こ券（10月19日、ROOKIE）
- 絶頂ハメ潮4時間 2（10月19日、乱丸）
- 超人気アダルトモデルが1週間の社員体験!ムラムラしてもヌキは絶対NG!!（10月24日、おかず。）
- 性暴力 心まで屈服させられた人妻（10月25日、FAプロ）
- 見下されながら騎乗位で犯された僕。2（11月1日、MOODYZ）
- 新人 大槻ひびきデビュー（11月7日、h.m.p）
- 淫語で責め続けるド淫乱痴女SEX 50人500分スペシャル（11月14日、BAZOOKA）
- くぱぁ だらしなく卑猥で美しいマ●コたち2（11月15日、ワニッチ）
- ガツガツ腰振りトランス騎乗位（11月19日、乱丸）
- 高身長熟女コンプリート〜背が高いからこそ出来る体位セックス4時間（11月19日、婦人社/エマニエル）
- 美脚パンストマニアックス 極上の悩殺ストッキング 4時間（11月19日、Fetish Box）
- 淫らな言葉ぶっかけてあげるわ 官能淫語プレイ DX vol.3 4時間（11月25日、ジャネス）
- 自慰快楽パラノイド14（11月25日、セレブの友）
- 11名の働くド淫乱人妻 4時間 えっ今ヤるの!? お仕事中でも生挿入!真っ昼間からバコバコ生中出しセックスを楽しみ時給を荒稼ぐ人妻たち（11月25日、Yellow Moon）
- レンジャーガールズ絶体絶命!恐怖の濡れ責め地獄（11月28日、GIGA）
- S-Cute 大槻ひびきスペシャル 快感に響きあう心と身体（12月1日、S-Cute）
- 暴発モード突入 射精は急には止まらない 玩ばれるギン勃ちチ○ポ 4時間（12月1日、Fetish Box）
- Best of 大槻ひびき（12月5日、アウダースジャパン）※単体ベスト
- 僕の乳首をイジって下さい 濃厚な乳首責めでヌカれたい（12月5日、ジャネス）
- 猛烈どっぴゅんセンズリ鑑賞 人妻のネット〜リ横フェラで僕の金玉が騒然!溜まった濃厚ザーメンをぶっ放せ!（12月5日、AFRO-FILM）
- PREMIUM超豪華大乱交 8時間スペシャル（12月7日、PREMIUM）
- 魅惑の美脚パンストSEX8時間12月7日、BeFree）
- ミニスカ性感痴女道場 2（12月13日、アロマ企画）
- 未発育ロリ専科 特殊レズ浴場2（12月13日、マルクス兄弟）
- ビキニブリーフでフル勃起しながら究極の暴発発射をしてみませんか? 4時間スペシャル（12月15日、ジャネス）
- 「ナマで入っちゃった!」オイル素股でチ○ポをマ○コに擦りつけてたら日、気持ち良すぎて生挿入!中出しセックスまでヤッちゃった風俗嬢たち8（12月18日、グローリークエスト）
- お宅訪問レズ（12月19日、DIY）
- 【完全版】指入れオナニー50人4時間（12月19日、湘南/妄想族）
- 卑猥に絶句日、果て無き性欲の虜。（12月19日、TEPPAN）
- 本中4周年記念作品!!美少女中出し島2014（12月25日、本中）
- M男が通う潮吹き回春マッサージ（12月26日、おかず。）
- 【実写版】りんかん倶楽部 前編（12月26日、ZIZ）

- 没落セレブ妻 恥辱のセックス講習（1月19日、MANJIRO/エマニエル）
- ワイセツな美脚で抜かれたい 4時間（1月19日、Fetish Box）
- Sadistic Queen 大槻ひびき BEST 4時間（1月20日、ジャネス）※単体ベスト
- 美人女子アナ30人!超お宝エロ映像大公開〜おっぱいポロリからレ●プ本ハメまで!（1月25日、パラダイステレビ）
- 【実写版】りんかん倶楽部・後編（1月30日、ZIZ）
- AV女優の凄テクを我慢できれば生★中出しSEX!（2月1日、ワンズファクトリー）
- ガチレズSP 5（2月6日、アウダースジャパン）
- 大槻ひびきちゃんの家におじゃまします（2月7日、BeFree）
- 大槻ひびき スペシャル痴女Edition 4時間（2月13日、痴ロモン/妄想族）
- 緊縛令嬢姉妹 さとう遥希 大槻ひびき（2月13日、million）
- 失禁&おもらしコレクション4時間（2月19日、湘南/妄想族）
- 僕と叔母さん…我慢なんてできない（2月19日、ABC/妄想族）
- 私だって潮吹きたーい! だってAV女優だもん!!（2月19日、ROCKET）
- 潮吹きオルガ 常軌を逸脱したイキ狂い潮吹きオナニー（2月25日、ジャネス）
- ヌキサシバッチリ!!厳選センズリ専用ディルド&指入れオナニー素材集 20人4時間（2月27日、レアルワークス）
- 欲求不満な人妻はおっぱいを押しつけたりパンチラで僕を誘惑してきた。思わずチ●ポはフル勃起でハチキレそう。気がついた彼女はマン汁を垂らしながら僕の上に乗ってきた!（2月27日、なでしこ）
- 爆乳緊縛ハードレズビアン 〜捜査官の爆乳を狙う卑猥な女狐〜（3月1日、Fitch）
- 見つめられながら上品な卑猥語 DX 4時間 Vol.3（3月1日、Fetish Box）
- 美乳彼女とのドキドキエッチSP 2（3月6日、アウダースジャパン）
- 挑発×美脚パンストフェティシズム 4時間 2（3月13日、メディアステーション）
- 白虎レズ V&R Years Volume.01 480分（3月13日、ブイアンドアールプロデュース）
- 僕の上司はメガネの似合うミニスカ女部長（3月13日、アロマ企画）
- 女監督ハルナの素人レズナンパ 90 姉妹同士の恥じらい快感!絶頂初体験!（3月15日、ピーターズ）
- シリーズ団塊9 太刀川公章 64歳 大槻ひびきの場合（3月16日、UIA）
- 熱いクチマ○コでしゃぶり尽くしてあげるわっ!!! 厳選フェラチオ映像 4時間 Vol.2（3月19日、Fetish Box）
- Men’s乳首と凄テク手淫 敏感なチクビを責めながらシゴいてあげる（3月19日、Fetish Box）
- OL全身女体図鑑 第一号（3月25日、アロマ企画）
- 真面目なフリしたパンチラ先生（3月25日、アロマ企画）
- ヤリマン幼なじみ4人が住む子作り町3丁目2番地（3月25日、本中）
- キレイなお姉さんのパンモロ誘惑コレクション（3月27日、おかず。）
- 鬼抜きリップサービス 肉棒をこよなく愛する美女（4月1日、Fetish Box）
- 催眠研究所-女子アナ洗脳支配-（4月1日、催眠研究所別館）
- 催眠研究所-W洗脳完了-（4月1日、催眠研究所別館）
- 蛇舌挟み撃ち 桜井あゆ 大槻ひびき（4月1日、MOODYZ）
- 夢の集団痴女秘書オフィス 大槻ひびき 水樹りさ 初美沙希 山本美和子（4月1日、million）
- キャバが如く キャバクラが似合いそうなAV女優20選!!（4月3日、クリスタル映像）
- スーパーピストンディルドオナニー 4時間（4月13日、マルクス兄弟）
- 大槻ひびきスーパーベスト4時間（4月13日、マルクス兄弟）※単体ベスト
- 甘く匂い立つノーパンパンスト 透ける卑猥な肉ビラ 3（4月15日、ジャネス）
- 拘束いいなり雌マゾ飼育 最愛なる貴方に捧げる肉体イキ狂い調教奴隷陵辱中出し（4月19日、エンペラー/妄想族）
- WORKER人妻4時間 汗で蒸れた完熟マ●コに勃起棒を生インサ〜ト（4月25日、AFRO-FILM）
- 大槻ひびき 総集編 4時間（5月1日、グレイズ）※単体ベスト
- 子作りおねだり淫語（5月1日、Fetish Box）
- 【実写版】対魔忍ユキカゼ〜コスプレイメージビデオのつもりがAVになっちゃいました!!〜（5月1日、ZIZ）
- 【特典収録】波多野結衣 大槻ひびき Wキャスト 二人をじっくり楽しめる2セックス入り特別版!（5月1日、TEPPAN）
- 逆チクビ痴漢 マンガ喫茶で声ガマンFUCK!!スペシャル 4時間（5月2日、ドリームチケット）
- Best of 大槻ひびき part2（5月2日、アウダースジャパン）※単体ベスト
- 近所で評判の若くてキレイな人妻が無防備パンチラと甘い言葉で僕のチ●ポを誘惑してくる!旦那の居ない間に、こっそり挿入させてくれちゃうんです。240分（5月3日、マニアゼロ）
- お口に全部ちょうだい働くお姉さんの口内発射 39発480分（5月7日、BeFree）
- 最低10回抜きたくなる美しいW魔女（5月7日、ゴールデンタイム）
- 鬼フェラ地獄 XXI（5月8日、レアルワークス）
- 巨乳オナニー 美少女オナニー 美女オナニー 潮吹きオナニー 失禁オナニー 悶絶オナニー 痙攣オナニー 絶頂オナニー（5月8日、テクノブレイク）
- 妄想アイテム究極進化シリーズ ボディジャックZERO 憑依アプリ誕生編 〜幽体離脱で女のカラダを乗っ取ってエロくてダークな憑依レズ天国〜（5月9日、ROCKET）
- ザ・痴女☆女教師4時間（5月13日、マルクス兄弟）
- 催眠素顔 13（5月15日、催眠研究所）
- センズリマニアの世界 シコシコしている姿をガン見されて嬉し恥ずかし大射精4時間スペシャル（5月15日、ジャネス）
- 双頭ディルド 極上レズ性感DX 20名 4時間（5月15日、ジャネス）
- 麗しき人妻の無防備チラリズム 50名（5月19日、ABC/妄想族）
- 3穴スプラッシュ 強制レズアクメ 女×女×女のイカせ合いバトル〜 大槻ひびき 碧しの 朝桐光（5月19日、レズれ!）
- セックスが溶け込んでいる日常 働く綺麗なお姉さん『常に性交』丸の内OL（5月21日、SODクリエイト）
- 眠れぬ夜の出張サービス 性交添い寝倶楽部大人のゆりかご（5月21日、AKNR）
- マスターベーションインストラクション 5 最強のオナ指示淫語マイスターSP（5月21日、ROCKET）
- 好きでもない男と結婚させられた女の屈辱的な中出し生活（5月22日、EROTICA）
- 意識を失い失禁するほど首を絞め上げるSEX（5月25日、ダスッ!）
- 女が何人居ても男たちの前では為す術もなくただ犯される（5月25日、ダスッ!）
- 女の惨すぎる瞬間 麻薬捜査官拷問 女捜査官 FILE 29 大槻ひびきの場合（5月25日、BabyEntertainment）
- この神脚、生唾ごっくん…。肌に吸い付くようにフィットしたパンストがいやらし過ぎる美脚お姉さんが焦らせながら責めてくる4時間12人（5月25日、ビッグモーカル）
- 熱いクチマ○コでしゃぶり尽くしてあげるわっ!!! 厳選フェラチオ映像 4時間 Vol.3（6月1日、Fetish Box）
- 人妻種付け中出し〜痙攣悶絶ナマ中発射でゴム無しFUCK〜（6月1日、ABC/妄想族）
- 姦淫因習奇譚 夫以外に犯される夜（6月7日、アタッカーズ）
- 原作・中華なると 最新コミックがついに実写化!! 令嬢麻衣子〜旧家の秘宴〜（6月7日、マドンナ）
- 逆愛人契約!中出し10発するまで許さない淫乱痴女2（6月12日、メディアステーション）
- 淫乱淫語教室 清楚に淫らな女子校生（6月13日、アロマ企画）
- AJOI 究極の完全主観オナニーサポートDVD 3 Aromatic Jerk Off Instruction（6月13日、アロマ企画）
- 極限アクメ 電動ドリルバイブ放置地獄（6月13日、BabyEntertainment）
- 癒しのじゅるじゅぽフェラCOLLECTION50連発4時間 Part.2（6月15日、プリモ）
- M男汁が枯れるまでシャブリ殺してあげるわ 絶品フェラチオに大発射（6月15日、ジャネス）
- 司書の私 (レズビアン) が勤める図書館には時々、恥ずかしそうにしながらHな書籍 (官能小説、How to本、ヌード本など) を探しに女子がやって来る。 4（6月18日、Hunter）
- 社内で美人OLのお尻をジロジロ見てはチ●ポをいじるダメ社員の僕（6月25日、AFRO-FILM）
- センズリ鑑賞4時間 チ●ポを見る人妻たちの顔は、SEXしてる時よりもエロい（6月25日、AFRO-FILM）
- ボディコン姿で挑発され、チ○ポまで陵辱されちゃった僕。（6月25日、アロマ企画）
- レズ百面相 全編大量の淫汁滴る本気レズSEX!こんなイヤラしい大槻ひびきは見たことない!!（6月25日、セレブの友）
- Wインモラル 〜夫と彼氏にごめんなさい〜（7月1日、S-Cute）
- 汚れた口唇 不倫に溺れる若妻の実態（7月1日、FAプロ）
- さぁ、私のお顔にぶっかけなさい（7月4日、ワープエンタテインメント）
- 告白と膣内射精（7月13日、MOODYZ）
- Wフェラおしゃぶり天国 ドスケベな女の子がふたり一緒に口淫ご奉仕しちゃいます（7月13日、痴ロモン/妄想族）
- 淫乱W痴女のザーメン狩り 2人の美女に同時に犯されていく至極のエクスタシー（7月15日、ジャネス）
- 近所の若奥様にモテ遊ばれた僕のチ○ポ 人目も気にせず上に乗られてザーメン搾り取っていくんです。（7月15日、ジャネス）
- ありえない相手とレズ行為!歳の差なノンケ女に突然キスしたら「えっ…!?なんで私、こんなに濡れているの!?」と戸惑いながらもマン汁を垂らしイキまくる!! 2 （7月19日、マニアゼロ）
- kira☆kira Festival 泥酔GALS☆集団中出し-素人ナンパ海の家2015-（7月19日、kira☆kira）
- ふたなりインケイジュ姉妹 チ○ポ&マ○コの快感が気持ち良すぎて近親汁出まくり、イキまくりスペシャル 22名4時間（7月19日、スタイルアート/妄想族）
- 身悶え痙攣する激アクメSEX（7月19日、ABC/妄想族）
- イタズラ温泉2015夏☆8時間!新作撮り下ろし8人全員セックス!!シリーズ最大のパワーアップイタズラ満載スペシャル!一般客が大勢いる館内を全裸で逃げまくる羞恥娘たちの運命は!?サディスティックヴィレッジ8周年記念限定リリース作品（7月23日、サディスティックヴィレッジ）
- 性欲盛りなU30歳の部下の嫁に手を出した俺（7月23日、AKNR）
- 巷で流行りの人妻ピンサロでスケベな奥様から衝撃発言…「指名くれたら本番いいよ…」フル勃起した肉棒は甘い囁きに我慢ができず、そのまま生で挿入しちゃいました…（7月24日、GIGOLO）
- 凌辱ヒロイン セーラー戦士中出し輪姦（7月24日、TMA）
- 焦らしセンズリ鑑賞 目の前にチ●ポがあるのに‘待て’を命じられた雌妻たち（7月25日、AFRO-FILM）
- ながえ官能映像集 パンツに包まれた女の股ぐら（7月25日、ながえスタイル）
- OL×禁断拘束レズSP（8月1日、アウダースジャパン）
- 生指オナニー 5（8月1日、アウダースジャパン）
- えっ…!?あなた何するの。娘にオマ○コを刺激され戸惑う私（ノンケ母親）自分でも信じられないくらい感じて濡れまくった私は母性愛からかいつしかレズの虜になってしまった!（8月4日、マニアゼロ）
- 扇風機で涼むTバックのパンチラ女子に発情した俺（8月6日、AKNR）
- 常に乳首責めエステで感じちゃった俺（8月6日、AKNR）
- 大槻ひびきと一晩中…AV女優が語った本音とお仕事モードじゃないSEX（8月7日、h.m.p）
- 可愛すぎるランジェリー娘5人と中出し性交（8月7日、TMA）
- 堕靡泥の星 悪霊誕生2（8月7日、アタッカーズ）
- ENDRESS BLACKHOLE vol3 〜終わりなき黒い穴〜（8月13日、BabyEntertainment）
- 体が疼く女の子の 濡れ染みパンツ挑発（8月13日、アロマ企画）
- 愛人×人妻×濃厚接吻（8月14日、メディアステーション）
- 「えっワタシなんでこんなに濡れちゃうの?」絶対ありえない若い娘に突然レズられちゃうノンケな美魔女!戸惑いながらもオマ●コ舐められたらその気になっちゃう!!（8月14日、なでしこ）
- 巨乳温泉女将が至れり尽くせりの性交サービスでおもてなし!!（8月14日、メディアステーション）
- REAL10周年記念 初めての黒人30cm級メガチ●ポSEX（8月14日、レアルワークス）
- オシャブリーナ フェラチオがしたくてたまらないおしゃぶり痴女（8月19日、Fetish Box）
- 近親相姦レズ愛娘に突然キスをされレズられてしまうノンケな母親。戸惑いながらもオマ○コを刺激され自分でも信じられないくらいに感じてしまう私…（8月19日、設定思考/HERO）
- 超巨根性交 デカチンに魅せられる女達（8月19日、TEPPAN）
- ある日突然、姉が犬になってしまった! しょうがないからペットとして世話をしていたら、急に発情!まさかの近親相姦!（8月20日、サディスティックヴィレッジ）
- 彼女の親友がエッチな誘いをしてきた…。僕は誘惑に勝てるのか?（勝てずに中出ししました）（8月25日、AFRO-FILM）
- 即ハメ!! 9 レジェンド女優編 台本ナシ! 編集ナシ! ガチンコ一本勝負!! イキ狂う365日分セックス快楽でオマ○コ崩壊!!絶頂回数20回超!（8月25日、セレブの友）
- 波多野結衣に睾丸ふやけるほどしゃぶられながら 大槻ひびきに乳首溶けるまで舐められ続ける エロ贅沢すぎる3Pセックス（8月25日、アロマ企画）
- 大江戸ソープギャル 〜ソープ嬢がタイムスリップ!花の吉原泡技対決!!〜（8月28日、Eドラ!）
- 絶対にいけないことだとわかっていても手を出してしまう私（真性レズビアン）恥かしそうにしながら唾液と愛液が糸を引くほどの濃厚レズセックスに夢中になる熟女（ノンケ） 2（8月28日、なでしこ）
- 淫脚フェチ 究極の美脚コキでぶっこきたい（8月30日、ジャネス）
- 禁断介護（9月1日、グローリークエスト）
- 女子校生文化祭模擬店 ちら見せオナサポ喫茶SP（9月1日、アロマ企画）
- 性犯罪特別捜査官撃逝き迷宮〜午前0時からの任務〜（9月1日、BabyEntertainment）
- 新妻とその大家族がエロすぎたからおもくそ子作り（9月1日、ZUKKON/BAKKON）
- 華やかな狂宴（9月1日、アタッカーズ）
- MEN’S潮吹きアクメ イカされて、吹かされて、イキ果てる男の射精と潮吹き 4時間（9月1日、Fetish Box）
- 人妻を虜にする 寸止め淫語レズビアン 新山沙弥 大槻ひびき（9月7日、ビビアン）
- 殿堂!スーパーアイドル8時間 大槻ひびき（9月11日、million）※単体ベスト
- 妖しく花咲く女たちスペシャル2 ミステリア淫虐調教SEX編（9月13日、ミステリア/妄想族）
- おま○この味がするパンツを顔に被され、甘酸っぱい接吻をされちゃった僕。（9月13日、アロマ企画）
- ぱっくりオマ○コ丸見えノーパンパンスト淫乱オナニー（9月13日、痴ロモン/妄想族）
- うだつの上がらないダメ社員に逆セクハラで強制勃起させるサディスティックなOL秘書たちスペシャル 24名 4時間（9月15日、ジャネス）
- インテリ変態ビッチ秘書 清楚で知的な秘書の過激な痴態…。（9月19日、Fetish Box）
- 姉フェチ3（9月25日、セレブの友）
- 【ハズレなし】素晴らし過ぎる美女レズ。ガチで綺麗なお姉さん達が唾液交換濃厚キスで発情しながらイキまくる! 24人のレズバトル4時間（9月25日、ビッグモーカル）
- ぱつんぱつんの極小ビキニブリーフを穿かされて癒しプレイで焦らされて鬼発射してみませんか? 4時間スペシャル（9月30日、ジャネス）
- 甘い淫語フェラ おしゃべりでオシャブリな癒し系口淫 4時間スペシャル（10月1日、Fetish Box）
- 足腰ガクガク!! ハードピストン立ちバック（10月1日、TEPPAN）
- 家庭崩壊（10月9日、h.m.p）
- 美人4姉妹とハーレム同棲生活（10月9日、メディアステーション）
- 女だけの濃厚3Pレズ性交 お姉ちゃんのレズ行為を見てしまった妹が…（10月15日、ピーターズ）
- ‘どろどろ精子、解放’回春デトックス専科 美人エステティシャンの凄腕テクでトロける射精させてもらっちゃいました（10月15日、ジャネス）
- 配属された部署は上から目線の女子社員ばかり!ミニスカ、黒ストッキングにそそられフル勃起、いつも気がつかれ顔騎、尻コキで強制発射させられるんです。25名 4時間（10月15日、ジャネス）
- サディスティックな美人秘書に容赦なく責められるM男ダメ社員!究極テクで何度も発射を誘いザーメンを搾取する痴女クイーン24人4時間（10月19日、スタイルアート/妄想族）
- 肉弾Tバック デカ尻Bomber（10月19日、Fetish Box）
- 激しいセックスでガクガク痙攣絶頂（10月19日、乱丸）
- レイプが合法になった世界 3 〜公衆の面前でチ○ポ挿れっぱなし!犯りたいと思った瞬間に即ハメ!白昼堂々強制子作り!!〜（10月22日、DEEP'S）
- 「いっぱいしてください…キス…」 おじさん食堂06 キスが気持ち良過ぎて何回もおねだりしちゃうくらい感じやすい奥さんの手料理とセックスが二つの意味でオイシイ。（10月25日、ビッグモーカル）
- ディープキスでヨガる有閑夫人 2（10月25日、セレブの友）
- 私、これで教師をクビになりました・・女子生徒にTバック（10月25日、ながえスタイル）
- 凄腕テクお姉さんの生殺し寸止め焦らし（10月30日、ジャネス）
- 肉ビラ丸見えノーパンパンストオナニー（10月30日、ジャネス）
- 母と娘 人には言えない近親レズビアンな関係 「お母さんのオマ○コ舐めてあげる」父親には内緒の禁断レズはやめられない（11月1日、スタイルアート/妄想族）
- 美脚パンストマニアックス 極上の悩殺ストッキング 4時間 Vol.4（11月1日、Fetish Box）
- フェラ好き人妻の口に顔にザーメンブチまける 35連弾（11月1日、ABC/妄想族）
- 異常快楽 介護物語（11月7日、アタッカーズ）
- 完全主観!!人気女優が終始カメラ目線でマシンガンのように淫語を放ちながらSEX（11月13日、メディアステーション）
- 驚愕のポルチオエステサロン伝説 どこまでイクの? 私のカラダ（11月7日、ゴールデンタイム）
- たっぷりの唾液で糸を引くお下劣なベロちゅう中毒 Vol.2（11月13日、痴ロモン/妄想族）
- イキ顔にザーメン4時間40人（11月19日、婦人社/エマニエル）
- 禁断の近親性愛4時間 近親セックス快楽に溺れた淫乱女40人の恥態（11月19日、婦人社/エマニエル）
- 奴隷ROOM Second 01（11月20日、MAD）
- 夜行バスで行く 野外エロの旅（11月20日、レイディックス）
- 乱交でレズれ!（11月19日、レズれ!）
- 男をおもちゃにする女たち12時間（11月25日、セレブの友）
- おとんとおかん 7（11月25日、セレブの友）
- 最高の本格的レズ解禁（11月25日、セレブの友）
- 泣き寝入りレイプ（11月25日、FAプロ）
- 拝啓、堕胎は許しません。『射精いっぱい我慢してね?我慢すればする程、いっぱい子宮に届くんだって!そしたらスグに子供出来ちゃうかもね』って、これが妊娠率100%のスウィート淫語美人妻8人4時間（11月25日、ビッグモーカル）
- 野外逆レ○プ!男を喰らう痴女4時間（11月25日、痴女ヘブン）
- 接吻近親相姦 一つ屋根の下、罪悪感と快楽の狭間で最高潮に燃え上がる若妻たち（11月26日、ヒビノ）
- 亀頭責め黄金伝説 最終章 THE FINAL 4時間 スペシャル（12月1日、Fetish Box）
- Best of 大槻ひびき part3（12月4日、アウダースジャパン）※単体ベスト
- まだまだ犯し足りない女（12月7日、アタッカーズ）
- ネトラレ人妻オークション（12月11日、メディアステーション）
- 若妻の秘密 隣のお兄ちゃんに恋して……（12月11日、オルガ）
- 夢の足コキパラダイス 肉棒に絡みつく足技でザーメン生搾り 4時間（12月13日、痴ロモン/妄想族）
- 人妻究極フェラチオ100人100連発!!!（12月15日、プリモ）
- 胸キュン! 柔らかい舌で優しく乳首を舐められ、凄腕手コキで抜かれたい（12月15日、ジャネス）
- 淫語手コキで脳内快楽中枢を刺激せよ! Vol.3 4時間SP（12月19日、Fetish Box）
- 爆尻ヒップスター デカ尻マニアCOLLECTION 4時間（12月19日、Fetish Box）
- 変態舌のアンビリーバブルな絶品フェラチオ 4時間（12月19日、Fetish Box）
- 緊縛女スパイ拷問（12月20日、バミューダ/妄想族）
- 豪華共演!紗倉まな&超人気女優たちがイカせてくれる 夢のハーレム逆3Pスペシャル（12月24日、SODクリエイト）
- 大槻ひびきのエロすぎる挑発に感じちゃった僕たち。大槻ひびき AROMA BEST SELECTION III（12月25日、アロマ企画）※単体ベスト
- ♀先輩「へぇ〜、●●くんって会社でこんな風にされるのが興奮するんだぁ?」 美人過ぎるOLの癒され淫語耳犯し。【男ウケ】シチュ4時間12人（12月25日、ビッグモーカル）
- 【ハズレなし】素晴らし過ぎる美女レズ。ガチで綺麗なお姉さん達が唾液交換濃厚キスで発情しながらイキまくる! 24人のレズバトル4時間 02（12月25日、ビッグモーカル）
- 本中5周年記念作品!!美少女中出し島2015（12月25日、本中）
- 変態口淫フェラチオ 飢えた私のクチマ○コでギンギンの肉棒をしゃぶらせて! 4時間スペシャル（12月25日、痴ロモン/妄想族）
- 女神達のフェラテクで口内射精!1ヵ月日替わり痴女責め31発（12月25日、痴女ヘブン）
- ダメ社員がメスイキするまで導く痴女レディ24人4時間 逆パワハラでフル勃起させ無理やり射精されちゃいました!（12月29日、マニアゼロ）

- シロダーラ催眠 女穴決壊イカセ地獄（1月1日、CORE）
- 精子狂い激ヌキ 大量50発射（1月1日、ABC/妄想族）
- TEPPAN未収録 滑らかで激しい極上手こき（1月1日、TEPPAN）
- MOODYZ15周年記念作品【限定共演】クリムゾンドリーム（1月1日、MOODYZ）
- 感じすぎていっぱい潮吹きごめんなさい…7（1月13日、セレブの友）
- 戦慄の残虐拷問ファイル 15人の失踪捜査官（1月13日、BabyEntertainment）
- 色良し・形良し・匂い良し!完璧すぎるくぱぁピンクな美マ○コ8時間（1月19日、ROOKIE）
- 淫語オナニー中毒 6 4時間（1月19日、Fetish Box）
- 種付け中出し交尾4時間40人（1月19日、婦人社/エマニエル）
- 発射寸前!2人以上からご奉仕されるハーレムフェラチオ16時間（1月19日、ROOKIE）
- ヌキ系性感DETOXサロン 心をこめて射精までしっかりとご奉仕いたします 4時間スペシャル（1月19日、Fetish Box）
- 絶対的パンストまにあ（1月20日、ジャネス）
- 人気AV女優プライベート映像流出!?撮影終了後のAV女優さんマジで口説いてお酒を飲まさせてさらにこっそり媚薬を仕込んでお持ち帰り!!そのままSEXまでさせてくれるのか!?【徹底検証】（1月20日、プレステージ）
- この快楽… 知ったらもう戻れない!!馬並みディルドでポルチオ開発&超濃厚媚薬オイル漬けにして強制発情状態が続くと女は一体どうなるのか!? 大槻ひびき（1月22日、UMANAMI）
- セレブ系素人妻ガチナンパ!!21 エロくて美形な人妻16人!!即尺!!即生ハメ!!ザーメン中出し!!（1月22日、GIGOLO）
- 女監督・真咲.jp 愛しき女たちのレズビアンSEX12時間（1月25日、セレブの友）
- 【衝撃】女優崩壊観察ドキュメント!絶叫即中出しきもだめしツアー（1月25日、本中）
- 凄腕テクニックで大暴発カーニバル だ・か・ら、出ちゃいますって! 4時間 総集編（2月1日、Fetish Box）
- 逆チクビ痴漢 野外でゲリラ痴漢&そのまま逆レイプ!!スペシャル 4時間（2月5日、ドリームチケット）
- 美人女将が心を込めたスペシャルテクニックで接待!至れり尽くせりのスペシャル温泉旅館!!（2月12日、メディアステーション）
- 女監督ハルナの素人レズナンパ 98 友達同士で下ネタしりとりHゲーム!初レズ激イキ体験!（2月15日、ピーターズ）
- 一等賞の美尻巨尻小尻桃尻熟尻裸尻を出した女の子8時間（2月19日、ROOKIE）
- ガニ股ディルド騎乗位4時間40人（2月19日、婦人社/エマニエル）
- ガン突きバック65名（2月19日、ABC/妄想族）
- 完全主観! 旦那のチ○ポをねっとりとフェラチオしたがる美人妻（2月15日、ジャネス）
- 鉄板complete 大槻ひびき BEST（2月19日、TEPPAN）※単体ベスト
- 匂いたつパンスト性交4時間40人（2月19日、婦人社/エマニエル）
- 射精管理されたデカちんニューハーフ（2月25日、ダスッ!）
- 好きなマ○コにいつでも中出しOK海の家 ヤリマン編（2月25日、本中）
- ノンストップ凌辱2（2月25日、セレブの友）
- 不倫妻野外露出（2月25日、バミューダ/妄想族）
- コリコリになる敏感メンズ乳首と超ギンギンになるチ○ポ 4時間 スペシャル（3月1日、Fetish Box）
- ふしだらな黒衣の女 マゾ牝未亡人の憂鬱（3月1日、シネマジック）
- MOODYZファン感謝祭 バコバコバスツアー2015 優勝記念版（3月1日、MOODYZ）
- 野外露出白書10名5時間DX（3月4日、映天）
- ベロキス接吻MANIAX 私の唾液、とっても甘くて美味しいでしょ? VOL.2（3月5日、ジャネス）
- お口に全部ちょうだい フェラチオ大好きお姉さん達の口内射精34発8時間（3月7日、BeFree）
- 女王様凌辱戦争 JACKAL ANOTHER NIGHT〜仁義なき狼藉の宴〜（3月7日、アタッカーズ）
- 大槻ひびき19時間40分ベスト（3月13日、セレブの友） ※単体ベスト
- B.B.ボーイズに目覚めちゃった僕。挑発パンチラ&全裸オプション（3月13日、アロマ企画）
- 「誘惑してくるお姉様は好きですか?」 遊び好きな若妻が夫の目を盗んでは他のチ●ポを咥えまくる!（3月15日、ジャネス）
- 大槻ひびき式早漏チ○ポ強化合宿（3月17日、AKNR）
- 淫語手コキで脳内快楽中枢を刺激せよ! Vol.4 4時間SP（3月19日、Fetish Box）
- 拘束汗だくイカセ性交（3月19日、TEPPAN）
- 縛り拷問 奴隷市場の宴（3月19日、バミューダ/妄想族）
- 絶世の淫殺美女 4時間 BEST 大槻ひびき（3月19日、Fetish Box）※単体ベスト
- 淫獄レズバトル∞アクメ（3月25日、BabyEntertainment）
- ザ・レズビアン（3月25日、ながえスタイル）
- 絶対コレやってみたい!ドキドキするくらい美人なお姉さんにエッチな言葉をいっぱい言われながら優しくねっとり手コキで鬼射精（3月30日、ジャネス）
- 大槻ひびきベスト 4時間（4月1日、h.m.p）※単体ベスト
- オンナの射精!潮噴き激昇天性交 25名（4月1日、TEPPAN）
- 騎乗位膣コキ チ●ポ狩り 中出し搾り取り（4月1日、h.m.p）
- 私立ハーレム淫語学園（4月1日、MOODYZ）
- 「通常射精の10倍気持ち良い?!」イッた後も勃起したままで男の潮吹きしちゃいましょう!4時間（4月1日、Fetish Box）
- 80名 トロけるような恍惚の表情 クンニ激昇天（4月1日、TEPPAN）
- 自ら快感を高めていく熟女騎乗位 70名（4月1日、ABC/妄想族）
- ルームシェア先の美人姉妹に寝取られ逆3P（4月7日、ヒビノ）
- エロすぎる姉との近親相姦映像集 8時間（4月8日、TMA）
- 禁断のトライアングル 〜逃れられない運命の兄妹交尾〜（4月8日、オルガ）
- インテリ眼鏡の僕のママ4（4月13日、セレブの友）
- 女監督ハルナの素人レズナンパ 100 大槻ひびきちゃんと碧しのちゃんの豪華Wナビで素人女子をとことんイカせまくれ!（4月15日、ピーターズ）
- 夫以外の肉棒の虜になってしまった いやらしい奥様24名5時間（4月16日、MAXING）
- 大槻ひびき レズれ! プレミアムBEST5時間（4月19日、レズれ!） ※単体ベスト
- ［永久保存版］ペニバンでレズれ!スペシャル56人4時間 真性レズビアンの股間から突き出した擬似チ○ポでノンケのGスポットを突きまくる!!（4月19日、スタイルアート/妄想族）
- 激ヌキ授乳手コキ 50発射!!（4月19日、ABC/妄想族）
- 突撃!いたずらレズ乱交inメイクルーム（4月19日、レズれ!）
- 美脚パンストマニアックス 極上の悩殺ストッキング 4時間 Vol.5（4月19日、Fetish Box）
- 出会って速攻、女優3人の方から襲いかかる生中出しハーレムSEX（4月25日、ダスッ!）
- 肉感ハレンチ極小レオタード VOL.4（4月30日、ジャネス）
- 淫まん!肉ビラぷるぷるの変態マ○コがやってくる（5月1日、Fetish Box）
- 痙攣昇天 玩具連続イカセ（5月1日、TEPPAN）
- 綺麗なお姉さん限定!美顔射祭!（5月7日、BeFree）
- LESBATTLE ROYALE-レズバトル・ロワイヤル-（5月7日、ビビアン）
- エロ脳完全トリップ!びんびんに迫ってくる淫語責め手コキ（5月13日、痴ロモン/妄想族）
- 性交の鍵（5月13日、セレブの友）
- 潮吹きオルガ 常軌を逸脱したイキ狂い潮吹きオナニー PART3（5月15日、ジャネス）
- 魅惑のWフェラチオ 60人30連発!!!（5月15日、プリモ）
- 大槻ひびき全集（5月19日、ドグマ）※単体ベスト
- 完全主観でセンズリサポート 密室感がたまらない Jerk Off Instruction（5月19日、Fetish Box）
- スケベな匂いの愛液が溢れるガチイキ変態ディルドオナニー VOL.3（5月19日、Fetish Box）

1. 女に犯される女が抜ける! 「忘れられない体にしてあげるわ…」嫌がるノンケ女がレズ女に無理やりレイプされて覚醒しちゃう4時間 7組14人（5月25日、ビッグモーカル）

- 寸止めSEX お願いだからイカせてください…8（5月25日、セレブの友）
- 中出し不倫妻たちの温泉旅行 03（5月25日、ビッグモーカル）
- スケベな柄パンスト美脚 6（5月30日、ジャネス）
- 賢者タイムなんて一切なし!どぴゅどぴゅザーメンが止まらない連続射精のエクスタシー 4時間 Special（6月1日、Fetish Box）
- 人体固定2穴バイブレ×プ（6月1日、CORE）
- パイパン全裸奴隷 夫の部下に剃毛調教された美乳妻（6月1日、Fitch）
- 亀頭くっきりのビキニブリーフ姿でたっぷりと焦らされる悶絶エクスタシー（6月13日、痴ロモン/妄想族）
- ザーメンぶっかけ顔射祭8時間（6月13日、天真乱マン/HERO）
- 絶頂!ガニ股オナニスト 爆イキ自慰快楽102連発8時間（6月13日、天真乱マン/HERO）
- 恥じらいの剛毛SEX50人8時間（6月13日、セレブの友）
- 「ハズレなし」ガチでレズ好きなお姉さんたちがオマ○コを舐め合ってイキまくる!28人のレズビアン4時間（6月15日、ジャネス）
- 「通常射精の10倍気持ち良い?!」イッた後も勃起したままで男の潮吹きしちゃいましょう!4時間 Part2（6月19日、Fetish Box）
- 竿いじりを楽しむ女 精液を抜き続ける手ま○こ×32人（6月24日、おかず。）
- 根っからのち○ぽ好き 尺八大好きまったり、じっくり、ねっとりフェラ×24人（6月24日、おかず。）
- イチャLOVEデート 世界で1番大切な大槻ひびき（6月25日、セレブの友）
- 欲求不満の浮気妻はスゴ淫です!旦那の留守に大胆なチラリズムで誘惑されザーメン絞り取られちゃいました!!（6月28日、マニアゼロ）
- 射精するトコロ見せて…。女が責めるフェラ&手コキ 30発射（7月1日、TEPPAN）
- 巨乳人妻野外露出SEX（7月8日、REAL）
- 浮気妻の亀頭クリクリ手コキがたまりませーん!たっぷり涎を垂らした誘惑妻のネットリ手淫にドピュドピュ大昇天!!（7月12日、マニアゼロ）
- オマ○コ本気汁ディルドオナニー 旦那に相手にされない人妻がガマンできずマン汁からめてズボズボ絶頂!210分（7月12日、マニアゼロ）
- 五感封じSEX! 4（7月13日、セレブの友）
- 糸を引く粘膜唾液を垂れ流し、自らたっぷり喉奥イラマチオする変態おしゃぶり女たち 2（7月15日、ジャネス）
- 淫乱スピリッツ 男を挑発するハイパー痴女（7月15日、ジャネス）
- 色気むんむん!直穿きノーパンパンストMANIAX 4時間（7月19日、Fetish Box）
- お義父さん中に出して 性交の途中でゴムを外し中出しを強いる嫁達 4時間（7月19日、フォーディメンション/エマニエル）
- 自慰快楽オナニスト40人4時間vol.2（7月19日、婦人社/エマニエル）
- すけべ爺の女喰らい熟練交尾 第四章（7月19日、不老仙人/エマニエル）
- 根っからのち○ぽ好き 尺八大好きまったり、じっくり、ねっとりフェラ2×22人（7月22日、おかず。）
- ノンストップ ち●ぽ＆ディルド騎乗位 SEXもオナニーも跨ってイきたい!女の子20人（7月22日、おかず。）
- そこのキリッとしたキャリアウーマンっぽいお姉さん!女子大生の進路相談に乗ってあげてください!見た目は清純ロリの2人が急にドSの本性をあらわし、お姉さんにレズプレイの気持ちよさを教えてあげちゃいました!（7月25日、ナンパJAPAN）
- ディルド丸呑み!オナニー狂。至近距離から淫語連発! ズボッズボ音速ピストンオナニーを見せつけて壮絶アクメでおかしくなる変態美女。4時間16人（7月25日、ビッグモーカル）
- 鬼抜きリップサービス 肉棒をこよなく愛する美女 DELUXE 4時間（8月1日、Fetish Box）
- スケベな匂いの愛液が溢れるガチイキ変態ディルドオナニー VOL.4（8月1日、Fetish Box）
- 風呂場で泡まみれ性交（8月1日、ABC/妄想族）
- パンスト完全着衣FUCK 艶めかしい美脚パンストが絡みつく（8月13日、痴ロモン/妄想族）
- ボンデージ美女の足コキ これがM男の「ゲソの極み」だぁ!!!! 厳選4時間エディション（8月15日、ジャネス）
- 魅惑のWフェラチオ 60人30連発!!! Vol.2（8月15日、プリモ）
- 特濃精液搾り チン棒ちょ〜だい（8月19日、ABC/妄想族）
- FIRST SPLASH おマタから勝手にお水が噴き出しちゃった 女の子の初めての潮噴き瞬間8時間!!（8月19日、アイデアポケット）
- 私、いつもオナニーばっかりしてるの（8月19日、Fetish Box）
- 女とSEXしたい女（8月25日、セレブの友）
- 気持ち良すぎてオシッコいっぱい漏らしちゃいましたWWW 快楽アクメ大失禁オナニー（8月25日、痴ロモン/妄想族）
- 縛られた美人秘書04 〜苦痛を快楽に変えるオフィス緊縛〜（8月25日、ビッグモーカル）
- 「男の汁は飲み物です」ヤリ捨てOK! ご奉仕ペット。嬉しそうに汗まみれ男をベロッベロ舐め回して綺麗に…。汗だくセックス後さらに精子までごっくんしてくれる最強淫乱めちゃシコ天使 4時間（8月25日、ビッグモーカル）
- ハーレムスポーツジムに入会した僕 イヤらしいインストラクターが本能にコミット!!（8月26日、メディアステーション）
- 野外中出し浴場 男湯に奥さんを連れ込んで男性客の目の前で中出し!（8月26日、UMANAMI）
- 「ハズレなし」ガチでレズ好きなお姉さんたちがオマ○コを舐め合ってイキまくる!26人のレズビアン 24時間（8月30日、ジャネス）
- 突然パンチラで挑発されてこっそりシゴいちゃった僕。Next Stage（9月1日、アロマ企画）
- 本物の超淫乱女はフェラチオしながら猛烈にオナニーもするんです Vol.3（9月1日、Fetish Box）
- やんひびが走るってよ AV女優はフルマラソン（42.195 km）走り終わった後、何回騎乗位出来るのか検証!!（9月1日、ケイ・エム・プロデュース）※「AV OPEN 2016」エントリー作品。
- 「通常射精の10倍気持ち良い?!」イッた後も勃起したままで男の潮吹きしちゃいましょう!4時間 Part3（9月1日、Fetish Box）
- 女の子がオナニーするのは都市伝説かと思っていたら、目の前で僕よりも太くて大きいバイブを入れてヨガっている女子がいた!僕はショックを受けながらも大興奮!チ○ポはガン勃ちでもう爆発寸前!（9月7日、ATLANTIS-H）
- レズビアン店員のいる乳揉みまくりランジェリーショップ 大槻ひびき 彩奈リナ 斉藤みゆ（9月7日、ビビアン）
- 同じマンションに住む奥さんのまるで挑発するような無防備浮きブラ姿に理性崩壊!欲求不満なセックスレス妻は敏感過ぎる乳首を触られながら何度も仰け反り絶頂!（9月9日、V&R PRODUCE）
- 厳選レズペニバン 32名4時間スペシャル オンナが女とFUCKする100%道具使用のハードプレイ! Gスポットにブチあたるペニスにオーガズムを感じる女たち!!（9月11日、ジャネス）
- AJOI 究極の完全主観オナニーサポートDVD8 Aromatic Jerk Off Instruction（9月13日、アロマ企画）
- 美女限定!! 口（くち）マ○コ姫（9月13日、天真乱マン/HERO）
- 昼下がりの人妻に逆痴漢されちゃいました!旦那が帰って来る前にチ●ポに乗っかりピストン騎乗位!（9月13日、マニアゼロ）
- スケベな粘膜音が響き渡るノーパンパンスト淫語オナニー（9月15日、ジャネス）
- ガニ股オナマ○コ4時間（9月19日、婦人社/エマニエル）
- 完全ノーモザイクディルドフェラ 唇や舌のスケベな動き、全てお見せいたします!（9月19日、Fetish Box）
- 訳アリ 美人でセレブな奥様たちのデリヘル回春マッサージ（9月19日、ルビー）
- パンチラ挑発で勃起したち○ぽに我慢できずハメさせてくれる女の子達 パンチラ＆SEX 20人 240分（9月23日、おかず。）
- 媚縛潜入捜査官02 媚薬でイカされまくり、縛られて嬲られる美しき捜査官たち…（9月23日、REAL）
- イチャLOVEレズビアンデート 川上ゆう 大槻ひびき（9月25日、セレブの友）
- 【超】イラマぱいせん!【激】どぴゅっ! 涙目で嬉しそうに自ら喉の奥まで突っ込み精子を絞り取ってくれるイラマチオが普通のフェラだと勘違いしてる先輩たち。怪物ディープスローター14人 4時間（9月25日、ビッグモーカル）
- 性感シロダーラエステ4時間フルコース（10月1日、CORE）
- ハーレムフェラで美女たちに贅沢独り占めされたボク。（10月1日、MOODYZ）
- 昭和女のエレジー 疎開先の村で女生徒たちの身代わりになり憲兵隊や村人たちの慰み者になった全裸羞恥・女教師1943（10月6日、ヒビノ）
- 一般男女モニタリングAV レズver. 学校帰りの女子校生限定企画!女の身体を知り尽くした大槻ひびきのレズ凄テクを体験してみませんか?清楚で純粋な女子校生が産まれて初めての濃厚レズプレイ 連続マジイキ合計39回!（10月7日、DEEP'S）
- 美姉妹・同棲レズビアン アナル舐め愛SEX 初美沙希 大槻ひびき（10月7日、h.m.p）
- 絶叫! 拘束M嬲り8時間（10月13日、天真乱マン/HERO）
- 勃起不全解消!! ヤレると噂の痴女人妻回春マッサージ（10月14日、BAZOOKA）
- スケベな柄パンスト美脚 DELUXE 4時間（10月16日、ジャネス）
- フェラチオの中で一番【四つん這いフェラ】が好き!（10月19日、Fetish Box）
- ED治療 医療コンシェルジュ 瀧本梨絵（仮） ドキュメント作品 医療の限界と壁を超える挑戦（10月20日、SODクリエイト）
- 「いっぱいしてください…キス…」おじさん食堂 BEST 02 キスが気持ち良過ぎて何回もおねだりしちゃう奥さんたちの手料理とセックスが色んな意味でオイシイ。（10月25日、ビッグモーカル）
- エロ脳をガッツリ直撃!アドレナリンが溢れ出る淫語手コキ（10月25日、痴ロモン/妄想族）
- めちゃくちゃに犯したい9つのお尻（10月25日、AFRO-FILM）
- 露出狂の美人妻（10月25日、ビッグモーカル）
- イカセ拷問 鬼犯 02（10月28日、REAL）
- 夫が出て行って2秒で監禁される人妻（10月28日、人妻花園劇場）
- 女子校生にパンチラで挑発されパンパンに勃起した欲情ち○ぽをうっとり見つめてもらいながらシコシコしてしまった!! エッチで無邪気なパンチラJK23人 240分（10月28日、おかず。）
- 釣りバカおじさん日記 〜マドンナ大槻ひびきとニジマス&ヤマメ釣りチャレンジ!!〜（10月28日、TMA）
- ガチ淫! 痴女MAX（10月30日、ジャネス）
- 大槻ひびきレズ大好き!5時間30分コンプリート クリとオマ○コに欲情する女のガチレズSEX!（11月1日、スタイルアート/妄想族） ※単体ベスト
- 参りましたm（__）mこんな凄い手コキは初めてです!!ドクドクとたっぷり精子が出てしまう超爽快な射精しちゃいました 4時間（11月1日、Fetish Box）
- 逆チクビ痴漢 公然で乳首ワイセツされちゃう快感羞恥!!スペシャル 4時間（11月4日、ドリームチケット）
- ピュアレズビアン 憧れの先輩女優との濃厚な唾液とマン汁が混じり合うレズ 向井藍 大槻ひびき（11月4日、h.m.p）
- AV界フリースタイルレズビアンバトル（11月7日、MOODYZ）
- 田淵式 秘技伝授 〜道具や体力に頼らずに女性を喜ばせることができる性儀〜（11月10日、SODクリエイト）
- 厳選レズペニバン 32名4時間スペシャル オンナが女とFUCKする100%道具使用のハードプレイ! Gスポットにブチあたるペニスにオーガズムを感じる女たち!! 2（11月13日、ジャネス）
- ベロちゅうで唾液を交換しながら生ザーメンを思いっきり膣内射精する濃密性交スペシャル 4時間（11月19日、Fetish Box）
- 金玉に吸い付き、亀頭をベロで愛撫し、根元からち○ぽをしゃくり上げる! フェラチオ中毒の女×20人 240分（11月25日、おかず。）
- 絶対絶命! 捕えられ縛られて犯されるピンチな可愛い女の子!（11月25日、ビッグモーカル）※「絶対絶命」はタイトルのママ。
- 第1回!AV女優と会ってSEXするまで帰れませーんin恵比寿!!!（11月25日、BAZOOKA）
- ひびはた対決 大槻ひびき 波多野結衣（11月25日、セレブの友）
- 不倫率77%! アナタの奥さんは大丈夫ですか?（11月25日、AFRO-FILM）
- 痴女アイドル BEST 大槻ひびき 4時間（12月1日、Fetish Box）※単体ベスト
- 見つめながら俺のデカチンシャブってください。（12月1日、TEPPAN）
- 若妻生中出しドスケベ性交（12月1日、ABC/妄想族）
- 嫁と企むおしゃぶり枕営業（12月2日、光夜蝶）
- 同僚のデカ尻タイトスカートに発情しちゃった俺（12月8日、AKNR）
- いつもは高飛車な女上司はほろ酔い状態になるとパンスト穿きながら馬乗り生挿入!欲求不満過ぎて自ら激しいピストン何度も勝手に絶頂!（12月9日、V&R PRODUCE）
- AV女優 裸コレクション 第三弾（12月9日、V&R PRODUCE）
- イジられるメンズ乳首と極上手コキ 4時間 Special（12月13日、痴ロモン/妄想族）
- 指一本触れずに僕を発射へ追い込むお姉さんのエロい囁きとチラリズム その4（12月13日、アロマ企画）
- アンビリーバブルな潮吹きでイキ狂いするオナニー美女 変態モードがロックオンされた超豪快な淫乱スプラッシュ!4時間12名（12月15日、プリモ）
- 性交ルームサービス（12月16日、SODクリエイト）
- あなたがいない間に義父にレ×プされました…（12月19日、溜池ゴロー）
- 淫蜜拷問女人集団 ポルチオレズエステ 官能ハードボイルドver. 〜生け贄マダム 狂おしき快楽地獄〜（12月19日、レズれ!）
- 完全主観 60人 放尿の滝 60人×主観×客観 120回のオシッコパラダイスがここにある…（12月20日、レイディックス）
- SODファン大感謝祭!賢者タイムなし!何発も発射できる猛者が神!射精無制限ぜつりんバスツアー 超人気女優16人 VS 一般募集素人ファンによる夢の大乱交!総勢19名一泊二日79発射!（12月22日、SODクリエイト）
- ひとつ屋根の下で暮らす義父のイヤラしい視線に興奮して…夫への罪悪感を抱きつつも、自ら腰を振って中出しさせる専業主婦（12月23日、GIGOLO）
- 【焦らされ注意】まるで洪水の様な射精感!精液搾取を生業とする優しい痴女二人が淫語連発セックス発射無限ループ4時間（12月25日、ビッグモーカル）
- 高画質 アッツアツの精子を子宮に孕ませ中出し120発16時間（12月25日、ROOKIE）
- 肉弾尻コキ射 最高の巨尻でコスって神発射（12月25日、ジャネス）
- 人妻家政婦 〜覗いてください〜（12月25日、マックスエー）
- MJ12 マ○コジャック VOL.2（12月25日、FAプロ）
- ミニスカ痴女連合!ち○ぽSOS!!（12月25日、アロマ企画）

- べろべろベローチェKISS手コキ ベラ噛みながらシゴいてください 4時間（1月1日、Fetish Box）
- 老人を唾液と淫語で舐め癒す女（1月5日、グローリークエスト）
- 彼氏と電話している彼女をNTR 声を押し殺して何事もないように装う女に大興奮!まさか自分の彼女が電話の向こうで男のチンチンをシゴいているとは…（1月6日、アキノリ）
- 接吻しまくり淫口よだれ女（1月6日、ワープエンタテインメント）
- SODファン大感謝祭!裏ぜつりんバスツアー 脱落者救済 熱血SEX塾 発射できないダメち○ぽは私たちがお仕置きよ♡ 本編登場超豪華出演女優16名のWフェラ×8コーナーも収録!（1月6日、SODクリエイト）
- 大槻ひびき絶対エロティシズム3SEX（1月13日、セレブの友）
- 羽田璃子20時間42分 最後の…ベスト（1月13日、セレブの友）
- 勃起が止まらない全裸居酒屋の過激サービス（1月13日、メディアステーション）
- 焦らし・寸止め大歓迎!尿道の穴が広がってくるほどおしゃぶりや手淫で僕の汁だくチ○ポを責めて下さい!!4時間12名（1月15日、プリモ）
- 上も下も超気持ち良い!恋人気分で濃密ベロキスをしながら思いっきり情熱的なSEXしてみませんか?4時間12名（1月15日、プリモ）
- プレミアム風俗VIPフルコース in 大槻ひびき（1月16日、MAXING）
- 月刊ジャネス BANG!BANG!連続射精マスターに凄テクでイカされる男たち 4時間（1月17日、ジャネス）
- ウエスト60cm以下バストE-cup以上スレンダー巨乳限定 汗だく激性交集（1月19日、TEPPAN）
- 夫が寝静まった夜を狙って 無防備若妻夜這い（1月19日、ABC/妄想族）
- 女の子になって、レズ責めされちゃった僕。大槻ひびき 波多野結衣（1月19日、MOODYZ）
- 完全主観でセンズリサポート 密室感がたまらないJerk Off Instruction Vol.2（1月19日、Fetish Box）
- 自慰快楽オナニスト（1月19日、婦人社/エマニエル）
- 女優力（じょゆうりょく）AVで1番抜けるのは、本気で感じている女の表情である―（1月19日、SODクリエイト）
- 『ィっちゃぅからダメぇえ!』潮吹き女のエロさは異常。騎乗位で自ら腰を振りまくりマジ顔でイキ潮美女12人4時間（1月25日、ビッグモーカル）
- 淫語を囁き背後から忍び寄る手コキ痴女犯（1月31日、ジャネス）
- スケベ汁ねっちょり淫語オナニー VOL.2 4時間（2月1日、Fetish Box）
- パンストホリック 極上の美脚と淫靡なナイロン 4時間（2月1日、Fetish Box）
- 兄嫁の軽い冗談でその気になった義弟はまさかの絶倫チ○ポ!容赦なくマ○コを突き続けられ裏切りの大絶頂!?（2月2日、AKNR）
- 厳選!イイ女&可愛い女じっくりネットリ濃厚SEX240分（2月3日、テクノブレイク）
- うまなみの兄にめろめろにされた弟嫁（2月9日、タカラ映像）
- 職権乱用中出しオイルエステサロン（2月10日、メディアステーション）
- 潔癖症のご主人様とお漏らし我慢敏感メイド（2月13日、ワンズファクトリー）
- 変態快楽トリップ!肉びらグイ込みレオタードオナニー（2月13日、痴ロモン/妄想族）
- ドスケベ秘書のしーあがいなーほいそー系（足、長い、細い）のパンスト美脚が絡みつく中出しSEX（2月14日、ジャネス）
- SODロマンス×フランス書院 原作 神瀬知巳 人妻女教師と新人女教師〜私はあなたのオナホね〜（2月16日、SODクリエイト）
- セクシー女優の赤裸々女子会 プライベートからセクシー業界まで、彼女達のありのままの思いを全て話しますSpecial!（2月16日、AKNR）
- SEXなしでは生きていけない真性痴女たちの強制中出し猥褻録（2月24日、BAZOOKA）
- ヌキサシバッチリ!ディルドオナニー&騎乗位SEX 根元まで咥え込み、穴の奥深くをかき回す発情ま○娘達（2月24日、おかず。）
- アロマのJOIはパンチラでタップリ挑発してからとどめにま○こやアナルを見せてくるので何度でも射精できちゃうね!〜よりぬきAJOI〜（2月25日、アロマ企画）
- 女×女のレズビアンSEX（2月25日、セレブの友）
- 社内不倫 2番目の女がやめられない（2月25日、FAプロ）
- パンスト美脚の足コキで死ぬほどイカされたい!4時間12人（2月25日、痴ロモン/妄想族）
- 女を欲情させる日本家屋の美 和室濃厚SEX（3月1日、ABC/妄想族）
- 真正レズビアン 優木涼香 AV debut 2nd 本気イキ・エビ反り絶頂を繰り返すビアン遊戯3本番（3月2日、SODクリエイト）
- きゅんきゅんメイド喫茶 まるごと全員に種配り（3月13日、ZUKKON/BAKKON）
- しゃぶり癒し淫尺フェラチオOmnibus（3月14日、ジャネス）
- 女監督ハルナの素人レズナンパ109 姉妹で人生初おもちゃ体験!超快感!全開イキまくり!（3月15日、ピーターズ）
- 昏睡キメセク 〜媚薬×催眠×泥酔〜（3月16日、MAXING）
- 釣りバカおじさん日記 〜釣った魚も抱いた女もまとめて全記録〜（3月24日、TMA）
- ダイナマイト巨尻美女と中出しFUCK（3月25日、痴ロモン/妄想族）
- 「ながらベロキス」とかいう神プレイ。100％恋人目線でやたら濃厚キスしてくる美女に優しくリードされながらイカせて! 僕を! 4時間16人（3月25日、ビッグモーカル）
- オンナ好き「大槻ひびき」5時間30分 スペシャル オマ○コに発情する女とレズれ! 唾液・マン汁・体液・勃起クリを舐めまくり!!（3月28日、ジャネス）
- 発射寸前!イクッ!イクゥゥ!ビクッビクンってイッてる時に激しくピストン再開。「ダメダメまだイッてるからぁ」とかいう抵抗を無視してつきまくった結果…8時間（4月1日、ROOKIE）
- ボンデージの虜 SPECIAL ペニバンQUEENのアナルFUCKコレクション 4時間（4月11日、ジャネス）
- 僕のねとられ話しを聞いてほしい 地元の富豪に一晩買われて泣く泣く寝盗られた妻（4月25日、JET映像）
- もう…立てない…崩れ落ちる程の極ピストン性交（5月1日、TEPPAN）
- 【配信限定オムニバス】真昼間の野外露出奴隷（5月7日、レアルワークス）
- 生まれて初めての筆おろし（5月13日、ダスッ!）
- 女監督ハルナの素人レズナンパ111 豪華ナビ女優4名SP!姉妹・友達同士で全裸ベロちゅ～!初3P体験!（5月15日、ピーターズ）
- 変態マゾヒスト ボンテージ嬢 イラマチオ調教（5月16日、MAXING）
- ボッキ肉棒を喉マ○コで感じるイラマ痴女スペシャル（5月16日、ジャネス）
- エントリー主催 ち○ぽスカウト 人気企画『しゃぶりながら』の出演応募でやってきた素人男性を神フェラで審査したら結果56発! 射精優秀者には‘ごっくん’ご褒美付き!（※素人男性60名参加）（5月18日、SODクリエイト）
- SODファン大感謝祭×真正中出し 射精無制限ぜつりんバスツアー（※素人男性18名参加）（5月18日、SODクリエイト）
- 見つめながら語りかけ射精を誘う手コキ50名（5月19日、TEPPAN）
- 最初で最期のレズ解禁!! AIKA 大槻ひびき 波多野結衣（5月25日、ビビアン）
- 【サンプル視聴注意】もっこりビキニパンツしごき! パンツ越し焦らし責めの気持ち良さに思わず暴発…。12人4時間（5月25日、ビッグモーカル）
- 寸止めSEX お願いだからイカせてください…ベスト8時間（5月25日、セレブの友）
- ノンストップ4Pレズビアン（5月25日、セレブの友）
- 極上の尻と卑猥な太腿 デカ尻にピッタリ貼り付くタイトミニで挑発するフェロモン痴女 30人 240分（5月26日、おかず。）
- 激しく腰を振るコスプレイヤー騎乗位 8時間（5月26日、TMA）
- 卑猥な淫語とセックスで射精を促す淫乱痴女30人 4時間Special（5月26日、BAZOOKA）
- SODファン大感謝祭! まだまだ終わらないぜつりんバスツアー 脱落した素人が人妻軍団に強制イカせ奉仕&本編出演超豪華女優の完全主観フェラ!（※素人男性18名参加）（6月1日、SODクリエイト）
- あの頃のキモチでセックスしてみました。人気AV女優デビュー作リメイク4時間（6月2日、h.m.p）
- 極上おもてなし!行けば必ずヤレる人妻回春エステサロン（6月9日、BAZOOKA）
- 美人若妻媚薬拘束潮吹きイカセ（6月9日、REAL）
- 潮吹きオルガ 常軌を逸脱したイキ狂い潮吹きオナニー PART4（6月13日、ジャネス）
- 憧れの人にアナルを犯されたい…アナル奴隷志願 調教レズビアン 最上晶 佳苗るか大槻ひびき（6月19日、ビビアン）
- 淫語痴女（6月19日、ドグマ）
- 濡れ染みパンツでパンチラ挑発され、ビンビンに勃起したち○ぽにシミ付きパンツをかぶせられパンコキ&パンフェラ発射!（6月23日、おかず。）
- 男根の誘い 大槻ひびき（6月25日、溜池ゴロー）
- 男優徹底排除。JOI 圧倒的オナサポ動画4時間10人! 02（6月25日、ビッグモーカル）
- 人気AV女優限定!無礼講すぎる大乱交合コン（6月25日、セレブの友）
- ノンストップ4Pレズビアン2（6月25日、セレブの友）
- 理想の飼育調教 ～麗しのメイド性奴隷～（6月25日、マックスエー）
- 空前絶後の超絶淫靡の鉄板女優 騎乗位 100名（7月1日、TEPPAN）
- 淫語女子アナ 11 綺麗でエロさ満点クッソ抜ける女子穴SP（7月6日、ROCKET）
- 超絶腰ふり腰使いII（7月13日、アロマ企画）
- フェラチオパレード Part2 32人23発射!おクチでザーメンをズッパ抜く（7月13日、Freja/HERO）
- 僕のペットの義母6（7月13日、セレブの友）
- 誘惑的パンチラコレクション 2（7月13日、アロマ企画）
- 至高のペニバンアナル男犯（7月16日、MAXING）
- 超巨根性交 デカチンに魅せられる女達 BEST OF BEST 55名（7月19日、TEPPAN）
- ドスケベ痴女100人の強制快楽射精チ○ポ狩り（7月25日、セレブの友）
- 人気AV女優限定!無礼講すぎる大乱交合コン2（7月25日、セレブの友）
- 人妻花園劇場 1周年記念スペシャル～永久保存版～（7月28日、人妻花園劇場）
- 下半身暴発!手コキ射精 50発射（8月1日、ABC/妄想族）
- 帰省したヤリマン3姉妹に絶倫チ●ポをしごかれ続けるご近所中出し物語 大槻ひびき AIKA 葉月七瀬（8月11日、million）
- アイアンクリムゾン 15（8月13日、ダスッ!）
- 超イイオンナがエッロい淫語とオマ○コくぱぁでオナニーサポート（8月24日、ROCKET）
- マジックミラー号逆ナンパ 夏スーパービキニボディ（8月24日、ROCKET）
- 田舎の近親相姦 ひとつ屋根の下で暮らす義父が嫁を犯す瞬間（8月25日、グローバルメディアエンタテインメント）
- 裏・ひびき（8月25日、MAX-A）
- 大槻ひびきがアナタのセンズリ完全サポート!（8月25日、セレブの友）
- 【肉ビラめくれ過ぎ!】ディルド丸呑み! オナニー狂。02 至近距離から淫語連発! ズボッズボ音速ピストンオナニーを見せつけて壮絶アクメでおかしくなる変態美女。4時間16人（8月25日、ビッグモーカル）
- 固定バイブだるまさんが転んだ6 AV OPEN2017スペシャル!!（9月1日、はじめ企画） ※「AV OPEN 2017」素人部門エントリー作品
- スーパーガチンコ全裸レズバトル DYNAMITE2017 シリーズ優勝者とレジェンド女優が夢の対決 〜史上最大最強レズ女王決定8人制トーナメント〜（9月1日、ROCKET） ※「AV OPEN 2017」ドキュメンタリー部門エントリー作品
- ヤリマンワゴンが行く!! ハプニング ア ゴーゴー!!大槻ひびきとリズの珍道中（9月1日、桃太郎映像出版）
- SOS! 黒ストッキング痴女警報!!（9月13日、アロマ企画）
- 媚薬痙攣レースクイーン 〜罠に嵌められた人気RQのガンギマリFUCK〜（9月16日、MAXING）
- いいなり美尻義母（9月25日、セレブの友）
- 本気で赤面する、美少女の放尿!!（9月25日、MAX-A）
- あなたのおちんちんが果てしなくカワイイ事が10人の姉に、ばれた。（10月1日、ZUKKON/BAKKON）
- 兄嫁「絶対挿れちゃ駄目よ!」無許可で先っぽだけ挿れるつもりが予想外のヌレヌレマ○コにスルッと生挿入! 火がついちゃったお義姉さんと何度も生中出しセックス!（10月5日、AKNR）
- 教えてビッグダディ!! 林下清志のHow to SEX!!（10月13日、KMP Premium）
- 直下型パンチラ挑発（10月13日、アロマ企画）
- 大槻ひびきVS波多野結衣 イカセバトルロワイアル 〜台本も無し・手抜き一切無しのガチンコ対決!!〜（10月25日、MAX-A）
- 禁欲10日目の媚薬 13（10月25日、セレブの友）
- 【チ○ポ堕ち浮気】 清楚な顔して積極的な不倫妻が恋人気分でおじさんとイチャパコ中出し! 4時間9人（10月25日、ビッグモーカル）
- M男悶絶! 射精の快楽を超えた、男の潮吹き4時間（10月27日、おかず。）
- 「お義父さん、私のカラダで興奮してしまったんですか?」夫婦ゲンカが絶えずセックスレスな専業主婦は自分を女として見てくれる義父からいやらしい視線を向けられて怒ると思ったら自ら挑発して高齢チ○ポを生ハメしたら何度もイキまくって生中出し（10月27日、B級熟女選手権）
- お姉ちゃんのリアル性教育（11月2日、グローリークエスト）
- 有名人気女優が逆ナンパ!ミッションクリアのカギは2人の連携!何回発射してもいいよ! 開始してから9分50秒〜10分の間の10秒間で発射できたらご褒美は生中出しセックス! 女優には賞金!（11月2日、アイエナジー）
- 初パイパン絶頂スレンダー（11月7日、MOODYZ）
- 教師猥褻三昧 〜教え子の食い込みに人生崩壊〜（11月13日、ながえスタイル）
- SODロマンス×フランス書院 したがり若未亡人（11月16日、SODクリエイト）
- 可愛い女子社員と相部屋宿泊 スーツを脱いだら綺麗なおっぱい! 締まったくびれ!プリプリのお尻! 無防備に寝ている女と密室に二人きりで股間の疼きが止まらない!2（11月16日、AKNR）
- 淫汁オルガズム催淫中出し10連発（11月24日、REAL）
- 挨拶はディープキスが当たり前! 日本国民ベロチュウ記念日2（12月7日、AKNR）
- 完全主観有名女優の中出しソープ（12月7日、アイエナジー）
- 大槻ひびきのホモでも中出し射精させてしまう痴女テクニック!（12月13日、本中）
- 2人の脳内に住みついた痴女たちに操られ、ボクの意思など無視され導かれるがまま、彼女に普段しない中出しまでしちゃいました… ハーレム淫語脳内操り痴女（12月15日、MOODYZ）
- 妊娠確実!? 種付けセックス!! 中出しされた精子をドリルバイブで更に子宮の奥へ押し込まれた大槻ひびき（12月16日、MAXING）
- 大槻ひびきとイチャLOVE中出しデート（12月25日、MAX-A）

- 女監督ハルナの素人レズナンパ 118 友達同士のおっぱいのGスポットスペンス乳腺マッサで初覚醒!スイッチ入って大槻ひびきちゃんと3Pレズでマジ卍!（1月15日、ピーターズ）
- 今すぐヤリたい!超人気のベテラン女優 大槻ひびき 4時間（1月16日、MAXING）※単体ベスト
- ち○ぽ洗い屋のお仕事17（1月25日、SODクリエイト）
- 止まらない嫉妬×SEX（1月25日、マックスエー）
- レズテクNO.1決定戦台本なしのイカセ合いバトル!DOCUMENT LESBIAN 2018 ガチレズセックス大乱交（1月25日、ビビアン）
- （株）腿コキ商事（2月1日、MOODYZ）
- 本気レズしました。（2月2日、ビビアン）
- もう〜まさにアニメ! 解れた糸を引っ張るとみるみる服が短くなっていくwww 2（2月8日、AKNR）
- シ●タ狩り娼婦（2月15日、グローリークエスト）
- 媚薬をクリトリスに塗りこまれ敏感になりすぎてエビ反り絶頂を繰り返す大槻ひびき（2月16日、MAXING）
- ボディジャックX ブレーンハッカーズ〜君の頭の中のお宝いただきます!〜（3月8日、ROCKET）
- 高級オイルエステ 人妻M覚醒拘束レズ（3月15日、ピーターズ）
- 昼顔 〜花言葉は絆…そして情事〜（3月25日、マックスエー）
- ザ・ピストン騎乗位（4月5日、グローリークエスト）
- 朝ゴミ出しする近所のノーブラ奥さんとやっちゃった俺10 SPECIAL（4月12日、AKNR）
- 男では味わえない快感に目醒め激しくイキまくる絶頂44回!! 痴女テクに溺れるレズビアン調教 西宮このみ 大槻ひびき 篠田ゆう（4月13日、ビビアン）
- 接吻乳首責めレズビアン 〜家庭教師の卑猥なレズキスニップル調教〜 河南実里 大槻ひびき（4月13日、Fitch）
- Mペット調教レズビアン 大槻ひびき 加藤あやの（4月13日、セレブの友）
- 早漏改善セックストレーニング（4月16日、MAXING）
- ひびはた対決 リベンジ（4月25日、セレブの友）
- 私、夫に秘密で義弟に性教育しています…（5月17日、グローリークエスト）
- 大槻ひびき25時間30分ベスト（5月25日、セレブの友） ※単体ベスト
- 息子の嫁（6月1日、プラネットプラス）
- 大槻ひびき・波多野結衣 デビュー10周年記念SPECIAL SELECTION（6月8日、million）※女優ベスト
- 妻を女二人の温泉旅行に送り出したら連れのバカ女が呼んだ糞チン野郎と生セックス 俺がみたことないスケベ顔でよだれ垂らしてチ〇ポしゃぶってケツを振り出す妻に愛想が尽きました（6月8日、ドバドバ大作戦/HERO）
- エステ服でパンチラしながら誘惑してくるエステティシャンを壁や床に押し付けチ●ポねじ込んだら体をビクビク痙攣させてきたので、そのまま中出しまでキメてしまった（6月16日、MAXING）
- 大槻ひびきの乳首をずっと責めたらビクビク連続絶頂!!（6月25日、MAX-A）
- 騎乗位で上半身を動かさずに腰だけをグイングイン振りまくって中出しさせる馬乗りドスケベ美女2（7月5日、グローリークエスト）
- 母子交尾 〜橋倉路〜（7月7日、ルビー）
- 犯されたホームヘルパー（7月31日、ASOKOYA）
- はだかの家政婦 全裸家政婦紹介所（8月1日、プラネットプラス）
- しがみつきホールド孕ませSEX（8月2日、グローリークエスト）
- 下品な音を奏でる卑猥なご奉仕フェラと濡れ膣アクメ［リマスター復刻版］（8月12日、First Star）
- ひびはた対決 リベンジ2（8月13日、セレブの友）
- 女監督ハルナの素人レズナンパ 122 人気ナビ贅沢仕様!! 親友同士の女子と初レズ本気絶頂!（8月15日、ピーターズ）
- レズテクNO.1決定戦 台本なしのイカセ合いバトル! DOCUMENT LESBIAN 2018 Season.2 ガチレズビアンSEX大乱交（9月7日、ビビアン）
- 絶対領域痴女ハーレム 美脚に挟まれ身動きできず中出ししちゃう!!（9月13日、痴女ヘブン）
- 人気SNSいいねナマ中出し旅 前編 大槻ひびきを日本一好きな素人男性は誰だ!!? ある日突然、北海道、佐渡島、高知、鹿児島に飛び立ち3日以内にひびやんのDVDを売って自力で東京に帰って来られるか!（9月25日、本中）
- 淫語を喋る俺だけの性欲処理人形 Wドール特別仕様（10月13日、AVS Collector's）
- 土下座して頼んでみた 学校編（10月13日、無垢）
- 大槻ひびき10周年記念 ガチ友達全員でハメて咥えてイキまくれ!!ぶっかけ中出しごっくん大乱交ファン感謝祭180分スペシャル!! 後編（10月25日、本中）
- 嫁とのSEXを覗いてた女が興奮を抑えきれず俺のチ○ポを求めだす!（10月25日、AKNR）
- 大量潮吹きジュンジュワー!マジで感じてスプラッシュ! ビンビン感度MAXのこの女に本番中出し連続交尾でガンギマらせる!（11月1日、美人魔女/エマニエル）
- 突然やってきた営業レディは媚薬を飲むと、黒パンストを擦りつけながら淫らに股間を滴らせ、カニバサミで中出しを求めた! 5（11月9日、V&R PRODUCE）
- 美人若妻媚薬拘束潮吹きイカセ 4時間スペシャル（11月9日、REAL）
- ひびはた対決 リベンジ3（11月13日、セレブの友）
- 引退×中出し るーたんと最後にみんなで青春するぞスペシャル!!!（11月25日、本中）
- （裏）手コキクリニック ～完全版～ 性交クリニックファン感謝祭2018 ユーザーリクエストで選ばれたオールスター豪華ナース大集合 4時間SP!（12月6日、SODクリエイト）
- 愛あるレズビアン 大槻ひびき 波多野結衣（12月25日、セレブの友）
- 痴女姉ちゃんとこっそり中出しSEX（12月25日、MAX-A）
- 美少女「長澤えりな」ちゃんのHの最中に大槻ひびきちゃん乱入!ひびやん先生がえりりんにHの手ほどき。えりりんの耳元で囁きながら、ひびやんがオナニーでイク。挿入されたえりりんにひびやん先生が教育的指導をしながら、…（12月28日、アリスJAPAN）

- Ma○ko Device BondageVI 鉄拘束マ○コ拷問（1月3日、グローリークエスト）
- 寝ている夫の隣で義父と中出しセックス（1月25日、なでしこ）
- 東京肉穴淫語痴女物語（2月1日、SODクリエイト） ※「AV OPEN 2018」企画部門エントリー作品[39]
- 狙い目は閑散期! 暇な平日昼間のヌキなし健全エステ店は貸切状態! いつもは下ネタ苦手なお堅いエステティシャンが、隙見せパンチラと際どい過剰サービス! フル勃起で紙パンから顔を出した亀頭はいつもシカトなのに、今日は紙パンを脱がされて…!（2月1日、MOODYZ）
- 推川ゆうりのデカ尻アナルをひびはたが責める3Pレズビアン（2月25日、セレブの友）
- 濃交 大槻ひびきのリアル中出しセックス（2月25日、MAX-A）
- 高級オイルエステ 人妻拘束M絶頂レズ（3月15日、ピーターズ）
- 水泳部所属の姉の競泳水着姿にフル勃起した弟がコッソリ媚薬を飲ませると超敏感なカラダに! 拒む姉をよそに子宮奥に突き刺さる終わりなき超絶ハードピストンで死ぬほど強制仰け反り絶頂! 2（3月22日、V&R PRODUCE）
- 自宅で売春する淫乱三姉妹の性接待が凄すぎる件（3月25日、セレブの友）
- 出世できないダメ男×No.1風俗嬢 愛し合うウエディング生中出しSEX（4月25日、セレブの友）
- お姉さん女優2人に開発されて… イクイク 初体験レズ解禁! (5月13日、アイデアポケット)
- 制服美少女の性器むき出し妄想爆発オナニー（5月31日、REAL）
- ご近所でチ○ポをシェア! 若い男を喰いまくる肉食系の奥様たち（6月13日、セレブの友）
- 羽生ありさのデカ尻アナルをひびはたが責める3Pレズビアン（6月25日、セレブの友）
- 大槻ひびき 12本番×4時間（6月25日、MAX-A）※単体ベスト
- 祝!デビュー2周年 美しすぎるレズ解禁!! (7月7日、PREMIUM)
- お色気P○A会長&悩殺女教師と悪ガキ生徒会 (7月18日、グローリークエスト)
- 美女3人の凄テク回春で極上射精ができて、そのうえ生中出しSEXで最後の一滴までザーメン搾り取ってくれる睾丸マッサージ店 (7月25日、セレブの友)
- 黒人生中出しNTR 規格外のデカマラに魅せられた妻…夫に内緒で黒人チ○ポに跨がりブラックザーメン膣内射精!! (7月25日、セレブの友)
- 地味で人見知りだけど実はムッツリでドスケベすぎる文系女子と中出しSEX (7月25日、MAX-A)
- ミラクル乳首責め回春マッサージ 絶対連射させちゃうビーチク＆チ○ポW刺激ハーレム!! (8月13日、MOODYZ)
- 泡姫桃源郷 生中出し出来るスゴテクご奉仕ソープ嬢（8月25日、MAX-A）
- エロ痴女お姉さんは童貞クンが大好物、濃厚で積極的すぎる筆おろしテクに全身がピクピクなって我慢できずに大量の精液をオマ○コの中で発射しちゃった僕。（9月1日、Cupido/妄想族）
- 人妻不倫サークルの罠（9月7日、ドラマポルノ）
- 監禁レイプされた妻 ～閉ざされた日常、獣欲に支配された6日間（9月13日、NAGIRA）
- タイトスカート穿いた心優しいデカ尻姉の絶対領域に欲情した弟! 媚薬を飲ませると自らニーハイソックスを擦りつけながら淫らにパンツを滴らせカニバサミで中出しを求めた! SPECIAL（9月13日、V&R PRODUCE）
- 寝取られ子作り旅行 僕と妻の赤ちゃんを授かるために排卵日を狙って旅行に来たら、男子大学生たちに妻が寝取られて中出しされまくった（10月1日、ミセスの素顔/エマニエル）
- パンスト挟み撃ちデカ尻スッチー秘密倶楽部（10月1日、MOODYZ）
- 南京袋の女（10月7日、アタッカーズ）
- 加藤あやののデカ尻アナルをひびはたが責める3Pレズビアン（10月13日、セレブの友）
- 私の彼氏（カレ）は疑似恋愛人形（メンズラブドール）3 (10月25日、セレブの友)
- 聖水痴女ハーレム 有坂深雪 大槻ひびき（11月1日、MOODYZ）
- 美しすぎるレズビアンカップルの日常～ねっちょり絡みあう濃厚な接吻と大人のレズセックス 2 大槻ひびき 美谷朱里（11月1日、MARRION）
- 治験バイトに行ったら…まさかの勃起薬!ハーレム状態で何度も勃たされひたすらヌかれ続けた。（11月13日、MOODYZ）
- 男子は僕一人だけ! 水泳部の合宿で巨乳の先生と先輩達にたっぷりシゴかれ初体験がドリーム大乱交 深田えいみ 稲場るか 佐知子 八乃つばさ 大槻ひびき（11月13日、Fitch）
- ズッ友の美女3人が彼氏とのSEXトークで盛り上がり学生時代の先生を痴女責めで懲らしめた話 波多野結衣 大槻ひびき 加藤あやの（11月13日、セレブの友）
- 山井すずのデカ尻アナルをひびはたが責める3Pレズビアン (11月25日、セレブの友)
- キャンギャル狂想脚 Wキャスト 大槻ひびき 森沢かな（12月1日、ミル）
- 新人の部下に調教されて快楽に溺れていった女上司（12月13日、セレブの友）
- 彼氏をチェンジする三姉妹 山井すず 波多野結衣 大槻ひびき（12月25日、セレブの友）

#### 2020年代
- 先輩たちの怒りを買って集団イジメの対象になり、更にはセクハラ上客用の淫らな生贄となった新人生保レディ（1月7日、アタッカーズ）
- 黒パンストの下半身が卑猥にクネるオナニー快楽（1月13日、セレブの友）
- 少子化対策の為に精子を募集!献ザーメン男性を募集する巨乳射精サポートボランティア（1月17日、BAZOOKA）
- お子様目線で癒やし系保育士ひびき先生にバブみを感じてオギャりたい!（1月25日、MAX-A）
- みひなのデカ尻アナルをひびはたが責める3Pレズビアン（2月13日、セレブの友）
- デビュー10周年でリア充でチヤホヤされてる生意気な天海つばさ(本人)を輩を使って犯しまくってヤッた。。。(狂)【大槻ひびき】緊急参戦!!（3月13日、アイデアポケット）
- 私たち男子禁制のシェアハウスに住んでるけど男連れ込んで顔射SEXしてます（3月13日、セレブの友）
- 大槻ひびきを本気で酔わせてみる1日呑んだくれAVドキュメント!（4月25日、セレブの友）
- レズビアンに囚われた女潜入官Special 久留木玲 枢木あおい 大槻ひびき（5月7日、ビビアン）
- ザ・ガマン!!! スケベな責めに耐える巨乳美少女!!!（6月1日、AV/フリーマーケット）
- 夫の妹に恋した私 レズ解禁 神咲まい（6月25日、アイエナジー）
- 逆4P痴女テクでイカせてやんよ! 波多野結衣が男潮を吹かせながら乳首責めで大槻ひびきが絶頂させトドメのアナル責めで蓮実クレアが犯す 完全射精フォーメーション（6月25日、痴女ヘブン）◎
- 他人オチ●ポの匂いで発情する美人妻「ぶっとい肉棒で犯しまくって♡」（6月27日、オイスター海運）
- 大槻ひびきと浜崎真緒 ノーカットレズビアンライブ（7月7日、ビビアン）
- 濡れてテカってピッタリ密着 神競泳水着（7月9日、親父の個撮）
- 部屋結界 SPECIAL ～ようこそ僕だけの淫乱学園へ イヒ!～（7月9日、SODクリエイト）
- 大槻ひびき 20時間08分ベストセラーBOX8枚組（7月25日、セレブの友）※単体ベスト
- 本中10周年記念作品!! 美少女中出し島完全版おもてもうらも全部見せちゃいます! 240分SPECIAL（8月25日、本中）
- CATCH THE DREAM（9月15日、ピーターズMAX）
- 神メガネOL（10月8日、親父の個撮）
- 美女三人に囲まれ 聖水トリプル痴女ハーレム エロ汁ビチャビチャかけられながら何度も射精させられる!（10月25日、痴女ヘブン）

- 絶対本番出来る生中出し風俗嬢（1月1日、MAX-A）
- 大槻ひびきBEST（1月8日、h.m.p）※単体ベスト
- 男は嫌いだけど、おちんちんは大好き。高身長美女のペニクリを奪い合うレズビアン（1月13日、ダスッ!）
- 社長の息子のHな社会科見学 7（1月21日、グローリークエスト）
- まるっと! 大槻ひびき（2月1日、プラネットプラス）※単体ベスト
- 女をトロットロにさせる焦らし・耳舐め・全身愛撫レズビアン（2月7日、ビビアン）
- むちむちデカ尻 神ブルマ（2月11日、親父の個撮）
- 性格が悪すぎる社長の息子がうちに来て散々家の悪口を言って妻を怒らせたのち、妻は寝取られました（3月19日、ミセスの素顔/エマニエル）
- 催淫洗脳された美人妻は嫌がりながらも淫乱ビッチになっていた（3月25日、ダスッ!）
- 二人の痴女お姉さんの本当にあったエッチなお話（4月1日、プラネットプラス/七狗留）
- 大槻ひびき レズビアンベスト4時間（5月7日、ビビアン）※単体ベスト
- 初めて会う夫の連れ子にデリ嬢と勘違いされ、中出し許した私。（5月19日、KSB企画/エマニエル）
- 女性専門風俗店レンチン ～痴女歓迎! 20分からご利用可能! 随時勃起中のドM男大量在籍レンタルチ●ポ～（5月25日、SEX Agent）※オムニバス作品
- 風俗シチュエーションで魅せる!! 淫語で中出し杭打ち騎乗位SEX（6月1日、MAX-A）
- ド痴女ハーレム 綺麗なお姉さんに挟まれ囲まれて何度も中出しさせられる! 星奈あい 蓮実クレア 大槻ひびき AIKA （6月7日、PREMIUM）◎
- S級美熟女ベスト大槻ひびき 4時間 スレンダー美乳マドンナ（6月7日、Mellow Moon）※単体ベスト
- 大槻ひびき 20時間53分ベスト 3（6月13日、セレブの友）※単体ベスト
- 仮面夫婦 ～騙す女と騙される女～ 第二章（7月1日、MAX-A）
- 大槻ひびきの凄テクを我慢できれば生★中出しSEX!（8月1日、ワンズファクトリー）
- 夫の出張中に…人妻NTR ～隣人に●され続けた26時間～（8月1日、MAX-A）
- おしっこ114連発 98人（9月2日、グローリークエスト）
- 【個撮】どこでもフェラ 4 11人（9月21日、かぐや姫Pt/妄想族）

- 柊木楓 レズ解禁 〜義母のレズ調教〜（1月27日、アイエナジー）
- アブノーマルカップルによる変態NTRプレイの一部始終 大槻ひびき（2月1日、MAX-A）
- えっココで…いきなりスプラッシュ! ドMクンはズブ濡れでイッちゃいな! ビチョビッ痴のWメガ潮吹きクレイジー逆ナンパ! 大槻ひびき 皇ゆず（2月1日、MOODYZ）
- A moment of bliss ～大好きな2人との最高のレズ～ 百永さりな 大槻ひびき 波多野結衣（2月15日、ピーターズMAX）
- 乳首舐めベロちゅう手コキ 2（2月15日、グローリークエスト）※オムニバス作品
- 絶対的上から目線で美乳痴女が淫語コントロール 射精を支配される究極主観JOI 大槻ひびき（3月1日、Fitch）
- どっちも好きで選べない! 可愛すぎる2人が俺のチ○コを奪い合うヤリまくり性活!! 大槻ひびき×浜崎真緒（3月1日、MAX-A）
- ドロ沼の性欲に… トぶぞ。執拗に男の睾丸をコネくるセレブ妻限定の不倫スイートルーム（3月8日、BAZOOKA）※オムニバス作品
- 夫婦で挑戦! 大槻ひびきの凄テクで夫が2回イカされたら妻が寝取られナマ中出しSEX!（3月15日、はじめ企画）
- REQUEST 至高美女 大槻ひびき（3月16日、MAXING）
- 「おばさんの私が下着を盗まれるなんて…」 6　自分を女として見てくれるというだけで人妻は発情してしまうので本当チョロい（4月12日、かぐや姫Pt/妄想族）
- オイルで身体をテッカテカにして男をイカせまくる最狂痴女ハーレム監禁射精プリズンSecond 大槻ひびき 新村あかり 八乃つばさ（4月12日、Million）
- マイホームを購入して幸せな夫に解雇通告! 撤回して欲しくて危険日なのに上司に中出しされた部下の嫁 大槻ひびき（4月19日、アクアモール/エマニエル）
- 大槻ひびき BEST VOL.1（4月19日、グローリークエスト）※単体ベスト
- MAX-A30周年記念作品 18禁ハーレムハウス 咲野瑞希 最上一花 大槻ひびき 波多野結衣 浜崎真緒（5月3日、MAX-A）
- 波多野結衣＋大槻ひびき＋推川ゆうり＋篠田ゆう2枚組ハイパーベスト4時間36分（5月10日、セレブの友）※波多野結衣 大槻ひびき 推川ゆうり 篠田ゆうの共演作をまとめたベスト盤。
- ガチぶっつけ本番!レズ友撮ドキュメントSP!!誰が来るのか知らない状況で1対1でAV撮影してもらいました!!! あべみかこ 浅井心晴 あおいれな 大槻ひびき（6月23日、SODクリエイト）
- 恥辱の教室 剃毛女教師 大槻ひびき（6月28日、バミューダ/妄想族）
- 大槻ひびき2枚組ハイパーベスト5時間08分（6月28日、セレブの友）※単体ベスト
- ヤリマンワゴンが行く!! ハプニング ア ゴーゴー!! 波多野結衣と大槻ひびきとリズの珍道中 世界の交尾脳が淫度マシマシでカムバック! ひびはたコンビ最狂タッグで日本全土腰砕け性交計画（7月5日、桃太郎映像出版）
- 女のイキツボ直撃レズエステ4 乳首いじりとこねくり責めで拒絶しながらも絶頂をくり返す未開発のカラダ（7月7日、ナチュラルハイ）
- コンビニ本部の女 12 大槻ひびき（7月12日、JET映像）
- 忍者コンカフェ開店へ猛訓練 乳首は感じるでござる トライアングルレズビアン 加藤あやの 大槻ひびき 真矢みつき（7月19日、RUBY）
- 会員制 人妻玄関ピンサロ ワタシのお口で気持ちよくしてあげる 8（8月16日、アクアモール/エマニエル）
- 性欲処理専門セックス外来医院20 特別編 祝20作品目Anniversary【ますます妄想拡大!リクエスト企画祭り】みひな  乙アリス  広仲みなみ  佐野なつ  都崎あやめ  希咲那奈  大槻ひびき（8月25日、SODクリエイト）
- ママ友の溜まり場 メスイキ中出しサークル ～新米パパの僕が完全メス化させられちゃった1日～ 乙アリス 浜崎真緒 大槻ひびき 波多野結衣（9月6日、MOODYZ）
- 美尻と魔性の微笑みで僕を誘惑する人妻パーソナルトレーナー 逆NTR 大槻ひびき（9月13日、マドンナ）
- 既にトンデモない美尻のクセにパーソナルジムで美尻トレーニングに励む人妻にはトレーナーの僕でも我慢できない! 大槻ひびき（9月20日、ミセスの素顔/エマニエル）
- 毎日嫁を喘がせているボクの絶倫チ○ポを奪い合う欲求不満なご近所ランジェリー人妻! 嫁不在中の逆5Pハーレム不倫 篠田ゆう 通野未帆 波多野結衣 大槻ひびき（9月20日、溜池ゴロー）
- 茨城出身の純真無垢な元アイドルをレズ開発! アイドルの世界は可愛い女の子だらけ♪ 彼女はいつしか同性にも興味を持ちイカされてみたいと人生初レズ体験 朝海凪咲 大槻ひびき 八乃つばさ（9月22日、SODクリエイト）
- 週末限定、夫婦交換 妻が他人に抱かれる夜 岬ななみ 大槻ひびき（10月04日、アタッカーズ）
- 雪をも溶かす激アツゲレンデナンパスペシャル（10月15日、ピーターズMAX）
- 大槻ひびき × 波多野結衣のレジェンドコンプリートBOX 8枚組23時間21分（10月25日、セレブの友）※波多野結衣との共演作をまとめたボックスセット。
- はだかの訪問介護士 大槻ひびき（11月5日、プラネットプラス/裸婦趣向）
- うちの息子は性欲モンスター 大槻ひびき（11月8日、ダスッ!）
- ノーカットレズビアンライブ Special 波多野結衣 大槻ひびき 浜崎真緒 加藤ツバキ（11月8日、ビビアン）
- 素人なのにディルドオナニーで激しく感じちゃう一般人娘 10（11月15日、かぐや姫Pt/妄想族）
- 狂気拷問研究所 Depraved Queen New Aphrodisiac Rhapsody ～淫狂堕落女王様新媚薬狂想曲～ 大槻ひびき（11月22日、AVS collector’s）
- 妻がいけなくなった町内会キャンプで男は僕一人きり。欲求不満な人妻から僕のデカチンを狙われ何度もヤラされるハメに…！ 大槻ひびき 広瀬結香 早田菜々子（11月23日、SODクリエイト）
- 超凄テクご奉仕SEX12プレイ 中出し風俗嬢 4時間!! 大槻ひびき（12月6日、MAX-A）
- 人妻の浮気心 大槻ひびき（12月6日、人妻援護会）
- 素人娘の全裸図鑑 27  今時の女の子13名が恥らいながら脱衣していく様子をじっくり撮影した、変態紳士のためのヘアヌードコレクション（12月6日、かぐや姫Pt/妄想族）
- 「来年、3人でまたBBQに行こうね…」息子の手術費用を稼ぐために、愛する妻が1年間資産家の肉便器になる契約を結びました。 大槻ひびき（12月20日、ミセスの素顔/エマニエル）
- ひびやん&はままおがフードデリバリーで素人男子とガチ交渉!ハーレム逆3P狙いで「撮影協力してくれたら中出しハメ放題キャンペーン実施中です!」（12月22日、SODクリエイト）

- 隣の美人妻 泥酔し部屋を間違え「ただいま～!」 大槻ひびき（1月5日、プラネットプラス/七狗留）
- 女のイキツボ直撃レズエステ5 乳首いじりとこねくり責めで拒絶しながらも絶頂をくり返す未開発のカラダ 増量スペシャル（1月12日、ナチュラルハイ）
- いろいろなデニール数の黒タイツに挟まれたい… 踏まれたい… 絞められたい… 黒タイツ女教師 脚ロック酸欠射精 大槻ひびき（2月7日、DEEP'S）
- 「本当に、先っぽ3cmだけだからね…。」 久々に再会した幼馴染と悪ふざけから始まる友達以上、不倫未満の焦らし中出し1週間―。 大槻ひびき（2月14日、マドンナ）
- 遠距離恋愛中のカノジョと久しぶりに会って愛し合った三日間。 美谷朱里（2月14日、ダスッ!）※主演は美谷朱里。大槻は相手役で出演。
- セクハラママさんバレー! 5  ハイレグブルマ姿の人妻12人が挑む過酷なエロトレーニング（2月14日、かぐや姫Pt/妄想族）
- 潜入!! 噂のリンパマッサージ店 15「裏オプション、いかがなさいますか?」（2月16日、LEO）
- 極太ディルドを丸呑みしてヨガリ狂う淫乱オマ○コ婦人 総勢29人の杭打ちディルドオナニー（2月21日、アクアモール/エマニエル）
- 生徒に剃毛されてワレメを晒す女教師（2月24日、ワルハラ）
- MM号特別編 仲良しAV女優2人組がイキ潮3000ml噴出チャレンジ! W潮吹きで連続イキした決壊オマ○コにデカチン激ピストン中出し! in ザ・マジックミラー（3月7日、DEEP'S）
- 波多野結衣+推川ゆうり+大槻ひびき2枚組ハイパーベスト5時間17分（3月14日、セレブの友）※大槻、波多野結衣、推川ゆうりの3人が共演した作品をまとめたベスト版。
- 素人娘の全裸図鑑 29  今時の女の子13名が恥らいながら脱衣していく様子をじっくり撮影した、変態紳士のためのヘアヌードコレクション（3月21日、かぐや姫Pt/妄想族）
- マスク女子の卑猥なフェラチオ素人娘 3 12人（3月21日、かぐや姫Pt/妄想族）
- 聖水ぶっかけ女上司 びちょ濡れ状態で溺れ射精させられた僕 浜崎真緒 大槻ひびき（3月28日、痴女ヘブン）
- 波多野結衣 + 大槻ひびき アナルレズ限定 The Ultimate Best 8時間（3月28日、セレブの友）※ひびはたコンビが共演したレズ作品の総集編。
- どこでもおしっこ! 素人娘の大放尿30人 スロー再生でじっくり鑑賞できるマニア向け映像 7（4月4日、かぐや姫Pt/妄想族）
- 産婦人科痴漢!! 18 何も知らない若妻に治療と称して中出しまでっ!!（4月14日、LEO）
- お姉さんの巨尻が猥褻過ぎて秒殺で悩殺!! 大槻ひびき（4月18日、MARRION）
- はじめてのNHレズセックス 人生初の筆下ろし、解禁。 柏木かなみ 波多野結衣 大槻ひびき（4月25日、ダスッ!）
- あなたのチ●ポ洗います。8 素人アルバイト8人（5月9日、かぐや姫Pt/妄想族）
- 危険日直撃!! 子作りできるソープランド 44 大槻ひびき（5月11日、Mr.michiru）
- 撮影の合間に入浴シーンを撮らせてもらいました!! 20人 VOL.02（5月23日、UMANAMI）
- 衝撃の顔舐め ぐちょぐちょベロで唾液まみれ! フルボッキ!!（5月23日、ブラックドッグ/妄想族）
- Extreme (過激な) オナニスト! 38 大槻ひびき ～9オナニー139分（5月23日、セレブの友）※単体ベスト
- 母子交尾【上州塩沢路】 大槻ひびき（6月6日、RUBY）
- 初恋は義母。親父には言えない…大好きなお義母さんを孕ませてしまいました 大槻ひびき（6月9日、人妻花園劇場）
- あのぉ… 奥さんってどうしていつも裸なんですか!? 大槻ひびき（6月12日、MERCURY）
- ラッキーな胸チラを発見し、気づかれないように見てたけど、やっぱりバレてた?! 24 ～ヨガインストラクター編～（6月15日、LEO）
- 素人なのにディルドオナニーで激しく感じちゃう一般人娘 11（6月20日、かぐや姫Pt/妄想族）
- 集団痴漢 教室で生徒に犯される女教師（6月23日、ワルハラ）
- ヤリたくなったら即注文 家にやって来る配達員を狙って犯す痴女人妻 大槻ひびき（6月27日、クリスタル映像/MADAM MANIAC）
- 絶対領域 セクシーガールズバー痴女ハーレム 誘惑パンチラ美脚挟み撃ちで何度も射精させる卑猥サービス 大槻ひびき 波多野結衣 有岡みう 橘メアリー（6月27日、痴女ヘブン）
- ノーハンドフェラは奴隷の証! 8 手を使わずにフェラチオする10人の素人娘（6月27日、かぐや姫Pt/妄想族）
- 1日中セックスしよッ! 朝から晩まで、いつでもどこでも本能のままSEX三昧!! 大槻ひびき（7月4日、MAX-A）
- ひびきとお風呂に入りませんか? 大槻ひびき（7月6日、BOTAN）
- 潜入っ!! ●●駅北口から徒歩2分! これがウワサの闇リフレ!! 2（7月13日、LEO）
- サウナでイキたい。ととのった後のセックスはエクスタシー8000倍の絶頂体験（7月25日、ダスッ!）
- 最近、妻の様子がおかしい… 軽い気持ちで浮気チンポにハマった人妻は大切な物を同時に失う 大槻ひびき（7月31日、マザー）
- 自撮り 不倫ドキュメント（8月1日、RUBY）
- 派遣マッサージ師にきわどい秘部を触られすぎて、快楽に耐え切れず寝取られました。 大槻ひびき（8月8日、ダスッ!）
- 角オナニー 擦り付けたら止まらない  7  11人（8月8日、かぐや姫Pt/妄想族）
- エロ黒姉さん 大槻ひびき（8月12日、MERCURY）
- 黒パンストデカ尻CAの固定ディルド当てゲーム 利き竿イッポン勝負! 見事当てたら賞金100万円! 外せばその場でデカチン即ハメ! ディルドでイッた直後の敏感マ●コに彼氏より大きいチ●ポでハメられイキまくった客室乗務員は中出しも拒めないのか!? 2（8月15日、はじめ企画）
- 県立トビジオ大学医学部附属病院 看護中はずっと潮吹きっぱなし & 失禁しまくり 激ピスされても平然と医療行為をし続けるナース達 大槻ひびき 安藤もあ 幾田まち 上坂めい（8月24日、SODクリエイト）
- 「許してください…」 失禁イキ狂いエステ ～夫想いの人妻が堕ちた猥褻マッサージ媚薬キメセクNTR ～ 大槻ひびき（9月5日、MOODYZ）
- プライベート生中出しで大槻ひびきをハメドリッ!（9月5日、MAX-A）
- 本当にあった全裸旅館 30  ネットの評判を過剰に意識しすぎた結果、行き過ぎたおもてなしで男の欲望のすべてを満たしてくれるエロ過ぎる温泉旅館に行ってきた! 大槻ひびき 橘ひなの 中尾芽衣子（9月5日、RUBY）
- Red Dragon 大槻ひびき 波多野結衣（9月19日、ゴールド/妄想族）
- 90cm以上限定デカ尻人妻スポコス検証ドッキリ企画! 極小ウェアを着せられ恥じらうトレーニング体験中のデカ尻人妻にいきなりデカチン即ハメ! 何度逃げてもぶち込む鷲掴みピストンでイカされ続けた奥様は中出しも拒めないのか!?（9月19日、はじめ企画）
- 新・麗しの熟女湯屋 濃厚ねっとり高級ソープ 大槻ひびき（9月26日、グローバルメディアエンタテインメント）
- 徹底検証リアルドキュメンタリーショー AV撮影ガチナンパ 撮影終わりのモデルさんと飲み会! 酔わせて口説いてヤル! 01（10月10日、BAZOOKA）
- 親戚のおばさんに筆おろしされた僕。リターンズ 16（10月12日、LEO）
- イッた直後の感度100%のおま●こを更にメッタ突き無限ループピストン 大槻ひびき（10月16日、MAXING）
- 悪魔的スローな射精コントロール じっくり肉棒ペットを弄ぶ肉感痴女 大槻ひびき（10月17日、Fitch）
- ハイテンション!! SEXしたがりお姉さん!! 女優歴15年目だから! 変わらず欲求不満の性欲MAX三度の飯より素人ち○ぽ好き! 大槻ひびきのいきなり! 逆ナンバコバコワゴン（11月14日、ダスッ!）
- ずっと好きだったのはあなただけ 百合癒し温泉旅行レズビアン 大槻ひびき 沙月恵奈（11月14日、ビビアン）
- アナル舐められ大槻ひびき 撮影前の発酵ケツ穴を嗅がれ舐めほじられリアル赤面イキ!! 尻穴ヒクヒク丸出しで肛門クンニを求め… アナル舐めさせ新境地SEX! おしっこマン汁が染み込んだ肛門シワまで味わってほしいと願った 稀代のギガ潮レジェンド痴女（11月21日、DEEP'S）
- どこでもおしっこ! 素人娘の大放尿33人 スロー再生でじっくり鑑賞できるマニア向け映像 8（11月21日、かぐや姫Pt/妄想族）
- レズマジックミラー号 彼氏とのエッチが不満な女子大生が人生初のレズクンニで恥じらい絶頂! 女だからわかるイキツボ責めでレズ開発され愛液がダラダラ止まらない!（12月7日、ナチュラルハイ）
- 黒人覚醒 真・黒い衝撃 デカチン相手にマ○コの限界に挑む! 大槻ひびき（12月26日、バミューダ/妄想族）
- 推しのお姉さんと1日デートして、リアルに恋するレズSEX。 天晴乃愛 大槻ひびき（12月26日、ダスッ!）

- 夫に相手にされないスポコス人妻ハウスキーパーがデカ尻フリフリ無自覚にお客を誘惑!? 大槻ひびき（1月5日、プラネットプラス/七狗留）
- 「だって寂しかったんだもん…」 初めて不倫をした人妻、待っていた絶望の日々ー。 大槻ひびき（1月23日、溜池ゴロー）
- 女のイキツボ直撃レズエステ 7  乳首いじりとこねくり責めで拒絶しながらも絶頂をくり返す未開発のカラダ（1月25日、ナチュラルハイ）
- たった7時間2人っきりにしてみたら…結果、11発セックスしてました。 大槻ひびき（2月2日、ドリームチケット）
- 中出し学級崩壊 ベテラン教師である僕の妻がDQN生徒たちの肉便器にされました 大槻ひびき（2月6日、ミセスの素顔/エマニエル）
- 神業ハンドテクで何度も射精させて過激な裏オプションで生ハメ中出しまでさせてくれる黒パンスト人妻メンエス店の一部始終 2（2月6日、変態紳士倶楽部）
- 誰もいないと思っていた混浴温泉で両刀使いの美淫女にカップル共々イカされ続け強制寝取られ3P VOL.2（2月8日、DANDY）
- 裏オプの女王!! 2男を確実にイカせる妙技と未体験オプションの数々!! これがリフレ嬢の匠の技だっ!!（2月8日、LEO）
- ファーストクラス絶品人妻ナンパ 19（2月9日、ホットエンターテイメント）
- 喪服を脱がされた背徳の未亡人たち 3（2月13日、なでしこ）
- 互いに素性を知った美魔女ママ友と箱ヘルで出逢い、裏引き不倫。 大槻ひびき（2月13日、ダスッ!）
- 緊縛調教妻 温泉組合で働く人妻が堕ちた宿屋の罠。二泊三日の監禁縄調教快楽地獄 大槻ひびき（2月13日、グローバルメディアアネックス）
- 潮対応アナウンサー専門学校の1日。（2月13日、Hsoda）
- 外回りで湿った黒パンストOL専門 固定ディルド腰ふり羞恥ゲーム ジワジワとサイズが大きくなっていく障害物レース悶絶アクメ! 制限時間内にゴールできなかったら即ハメ中出し罰ゲーム! 2（2月20日、はじめ企画）
- 逆バニーDE泡姫桃源郷 泡と愛情でお客様の敏感な所をじっくり丁寧に洗いつくす 大槻ひびき（3月5日、MAX-A）
- 引きこもりの童貞息子がパンストフェチだと知った母は…。 大槻ひびき（3月5日、KSB企画/エマニエル）
- 『堅いのが当たってる…（※心の声）』メンズエステでギンギンに固くなったおち○ちんをメンエス嬢の股間にグリグリ押し当てたら何秒でヤレるのか?（3月12日、Hunter）
- 妊娠中の私は、大好きな夫のために大っ嫌いな元カレ（大手取引先）のチ●ポをおしゃぶりごっくんし続けた… 大槻ひびき（3月19日、MOODYZ）
- MILU-キャンギャル狂想脚アメイジング（3月19日、ミル）
- おマ●コとアナルがハッキリ見える 6 素人娘の超接写オナニー 12人（3月19日、かぐや姫Pt/妄想族）
- MOODYZファン感謝祭 バコバコバスツアー2024 AV男優発掘 & 育成スペシャル!! AV男優を目指す素人16名とAV女優16名の1泊2日大乱交ツアー!（4月2日、MOODYZ）◎
- メスイキW覚醒! お互いに何度も絶頂させ合うニューハーフ痴女レズビアン♂♀ 香椎つむぎ 大槻ひびき（4月9日、グローリークエスト）
- 「今から息子（義理）に抱かれます…でも怖いんです… 母親としてのモラルよりもメスの本能に支配されることが…」（4月9日、Hunter）
- 会社の給料じゃ足りないと嘆く女上司に冗談のつもりでフェラ抜きバイトを持ち掛けてみたらまさかの契約成立で追加で払えばセックスまでさせてくれた!（4月11日、LEO）
- 息子が通う塾の大学生バイト講師と恋愛不倫している巨乳ママチャリお母さん（4月12日、ホットエンターテイメント）
- 嵐の夜、会社に閉じ込められた女上司と二人きり 大槻ひびき（4月23日、グローバルメディアエンタテインメント）
- スーパーハイレグW痴女 大槻ひびき 都月るいさ（4月23日、ミル）
- オナサポ!! 女子○生 着衣で全裸で挑発的ダンス 6（4月23日、かぐや姫Pt/妄想族）
- NHレズセックス解禁。挿れて挿れられての変態トライアングルSP 火百合ゆな 大槻ひびき 有岡みう（4月23日、ダスッ!）
- あなたの彼女を200％痴女化させるためのHow to M男講座 ベテラン超絶技巧のAV女優3名の先生によりドSな授業開講スペシャル!! 大槻ひびき 紺野ひかる 森沢かな（5月9日、SODクリエイト）
- 人妻の隠れ家 池袋オイルマッサージ治療院 vol.2 ～密室でおこなわれる猥褻治療～（5月12日、MERCURY）
- 素人ナンパでセンズリ鑑賞 19 見るだけでいいんです! だからちょっと僕のチ●ポ見てもらえませんか?（5月14日、かぐや姫Pt/妄想族）
- 男をオモチャにする、反抗不能なボディコンW痴女 大槻ひびき 都月るいさ（5月21日、ミル）
- 【ASMR × 完全主観】 声の出せない状況でこっそり誘惑痴女の囁き淫語オナサポ12発射精（5月23日、SODクリエイト）※配信版は4月23日先行公開。
- お触り禁止本番NGのエステ店に在籍する神メンエス嬢たちの生挿入生中出し 裏オプ完全盗撮（5月28日、SCOOP）
- シコサポ!! エステティシャン大槻ひびきの最高のオイルマッサージ（6月4日、MAX-A）
- どこでもおしっこ! 素人娘の大放尿28人 スロー再生でじっくり鑑賞できるマニア向け映像 9（6月4日、かぐや姫Pt/妄想族）
- ゆいが私の好きな男と結ばれるなんて超ムカつくッ! だから… 結婚前中出しレ×プしてもらったんだ… 天馬ゆい（6月4日、MOODYZ）※主演は天馬ゆい。大槻は助演。
- 女のイキツボ直撃レズエステ8 乳首いじりとこねくり責めで拒絶しながらも絶頂をくり返す未開発のカラダ（6月6日、ナチュラルハイ）
- おほ声媚び媚び鬼キメセク 02（6月7日、ONE MORE）
- 母子姦 大槻ひびき（7月9日、グローリークエスト）
- 芸能界のレズビアン性加害実録 ～ドS女社長の性癖発散マゾペットに堕ちた新人アイドル～ 宇佐美みおん 大槻ひびき（7月9日、ビビアン）
- セクハラママさんバレー! 9 ハイレグブルマ姿の人妻10人が挑む過酷なエロトレーニング（7月9日、かぐや姫Pt/妄想族）
- エロ過ぎる家事代行サービス（ロイヤルクラス）ハイレベル美人スタッフの四つん這いスケパン尻がヤバすぎて年間契約確定!!（7月11日、LEO）
- 営業中の居酒屋でレズ店員にベロベロにさせられてこっそり手マンでお漏らしイキしまくる敏感女（7月11日、ナチュラルハイ）
- 美好柚伽 レズ解禁 ～継母の常軌を逸した可愛がり～ 美好柚伽 大槻ひびき（7月25日、アイエナジー）
- レズらせいじり電車 友達同士の手マンでイキ漏らす2人組娘（7月25日、ナチュラルハイ）
- 夫婦で挑戦! 夫がAV女優の凄テクを20分我慢できたら賞金! イカされちゃったら妻が寝取られ中出しSEX!! 7（7月30日、はじめ企画）
- 汚染憑依（8月8日、ROCKET）
- 膣圧改善!! 噂の子宮開花クリニック!!（8月8日、LEO）
- あざとスケベな家庭教師の万乳引力にまんまと釣られたボク。 大槻ひびき（8月13日、ダスッ!）
- 素人妻が一般大学生の自宅にコンドーム1つ渡され一泊一度のゴム姦では満足できず宿泊中2度もガチ中出しを許してしまう騎乗位でじっくり搾りつくす美人妻 きょうこさん 38歳（8月22日、コスモス映像）
- 際どい施術で焦らしまくって逆本番交渉! 感度MAXな敏感チ○ポを弄ぶ既婚男性を寝取るのが趣味な変態出張マッサージ師（8月27日、BAZOOKA）
- タダマンライフ 都合のいいセフレ4人に中出ししまくったハメ撮り記録 Vol.2（8月27日、BAZOOKA）
- マジックミラーNTRエステ 隣で美乳スレンダーな彼女が寝取られているのに、僕は巨乳お姉さんの凄テクに抗えず、生中セックスしてしまった。 胡桃さくら 大槻ひびき（9月10日、Hsoda）
- 派遣マッサージを頼んだ人妻のチクビに隙を見て媚薬を塗ると我慢できないほどに発情! 乳首責めだけでイキまくる変態と化した官能ボディを責めまくり最後は膣奥に濃厚精子を注入してやった!（9月10日、SCOOP）
- MOODYZファン感謝祭バコバコバスツアー2024完全版 バコバス7時間50分 + うらバコ4時間 + 未公開シーン収録13時間（9月17日、MOODYZ）◎
- 芸歴46年（合計）の凄テクを我慢できれば生★中出しSEX! AIKA 波多野結衣 大槻ひびき（10月1日、ワンズファクトリー）◎
- ヤリマンワゴンが行く!! ハプニング ア ゴーゴー!! AIKAと大槻ひびきと波多野結衣とリズの超珍道中 痴上最嬌の3美女たちと行く! 地球上で最もエロいオーバードライブセックス（10月1日、桃太郎映像出版）
- チ○ポ依存ギャル義姉さんと僕の、玄関待機で帰宅と同時の初速トップギア即尺フェラチオからの毎日ザーメンごっくんされてお掃除フェラされまくる同居生活 大槻ひびき（10月15日、グローリークエスト）
- 裏切りの女捜査官「そう… 私が二重スパイ」 媚薬オイル拷問! 拘束キメセク中出し! 無限アクメ潮吹き! 快楽堕ちさせてコチラ側に取り込むことにした… 波多野結衣 大槻ひびき（10月15日、MOODYZ）
- ニューハーフギャルOLをペニクリこねくりハラスメント! W痴女上司M調教メスイキ挟み撃ちアナルFUCK! 一ノ瀬ラム 波多野結衣 大槻ひびき（11月5日、ワンズファクトリー）
- 逆レ アラサー × アルハラ女上司 不同意生ハメ性交（11月7日、SODクリエイト）
- 人妻孕ませ不倫記録 巨根学生との不倫SEXの快感に溺れた妻 パートを頑張るキミの欲求不満で’欲しがりな子宮’に旦那の代わりに僕の精子を流し込み孕ませたい。 大槻ひびき（11月12日、JET映像）
- スペンス乳腺開発クリニック 大槻ひびき（11月19日、OPPAI）
- M男くんの自宅に突撃訪問! マゾチ○ポS責め精液搾取!! 大槻ひびき（11月20日、プラネットプラス/七狗留）
- アナルのシワの数までハッキリわかる! 人妻ノーモザイク連続絶頂アナル見せオナニー（11月21日、アイエナジー）
- 知人デリヘル。本番ナシのデリヘル呼んだら、高圧的な先輩がやってきた。 大槻ひびき（11月26日、ダスッ!）
- ゴミ屋敷清掃員パートの若妻たちがボクのため込んだ大量のオナティッシュから漂うザーメン臭に大興奮! ゴミ山に隠れてSEX三昧! 部屋もキンタマも…スッキリです!（11月26日、Hunter）
- 今でも現役のレジェンド女優 大槻ひびき240分（11月30日、マザー）
- 私の一番ヤリたいコト。え! 大槻ひびきが猫に転生しちゃった!（12月3日、Vitamin/妄想族）
- アナタを縛ってザーメン搾り尽くしてあげる 大槻ひびき（12月3日、GUPPI/妄想族）
- 大音量でAV見てたら隣の家に住むデカ尻美人妻がクレーム入れに押しかけて来た。欲求不満の人妻は僕の勃起チ●ポに発情して逆レ搾精! 僕は生ディルドとして飼われることになった 大槻ひびき（12月3日、ミセスの素顔/エマニエル）
- 僕たちの露出魔先生 普段は厳しい女教師が校内露出で羞恥興奮しているのを目撃した僕は… 「露出狂だってバレたら…でも気持ちよくてやめられない」（12月3日、ゲッツ!!ボンボン/妄想族）
- DAS1 GIRLS MEMORIES 大槻ひびき 1st BEST（12月10日、ダスッ!）※単体ベスト
- アナル舐めてもいいですか? 8 お尻で悶絶する素人娘（12月10日、かぐや姫Pt/妄想族）
- 素人ガチレズビアンあものAV女優狩り（12月12日、ROCKET）
- 完着ハイレグ痴女 アメイジング（12月17日、ミル）
- 保健のひびき先生が男を貪る絶倫性交 大槻ひびき（12月24日、マッシュルーム/妄想族）
- お前がイったって中出しするまでやめない。男をバカにする人妻を捕まえてマ〇コが馬鹿になってもグチャグチャに犯し続ける中出し拘束レイプ（12月24日、REAL）

- デカ尻で無意識に誘惑してしまう訪問看護師 大槻ひびき（1月5日、プラネットプラス/七狗留）[40]
- 足裏マッサージでパンチラしまくり女子に内緒で性感マッサージしたら、お股大開放!! 大槻ひびき（1月7日、MAX-A）
- 留守中の彼女の代りに家事手伝いに来てくれた彼女のお姉さんがエロ尻誘惑してくるので堪らず… 大槻ひびき（1月7日、山と空/妄想族）
- 友達の彼女がホットパンツ食い込み美尻で誘惑してきたので…（1月7日、ゲッツ!!ボンボン/妄想族）
- 乱交OKの混浴温泉と知らずに来た女性客は巨乳尻をワニ痴漢されて喘ぎ始め… 4名収録（1月7日、ゲッツ!!ボンボン/妄想族）
- 夫の部下に言い寄られ… 自宅で裏切りのNTR 大槻ひびき（1月16日、MAXING）
- チ○ポ狂いのドスケベ肉感ボディ奥様 XIV 大槻ひびき（1月21日、クリスタル映像）
- あなた、許して…。 心の隙間 大槻ひびき（2月4日、アタッカーズ）
- 密着ベロチュー不倫生中出し性交 大槻ひびき（2月4日、MAX-A）
- 息子ほど年の離れたバイト先の男子学生達と一泊二日の温泉旅行に来た美熟女パート主婦はお酒に酔うとノリノリで… 俺たちみんな39歳 パート主婦ひびきさんのガチ恋勢 大槻ひびき（2月4日、FunCity/妄想族）
- じんかくそうさ洗脳催眠 人様に点数を付け優越感を保つ性格サイテー身体は極上の有閑マダムを洗脳し採点してやった編 大槻ひびき（2月4日、山と空/妄想族）
- 近所の欲求不満な発情妻に勃起●を飲まされて、いきなりしゃぶられて2回連続で発射させられて、中出しで筆おろしまでされてしまった僕。2（2月7日、LEO）
- 真・交通事故示談NTR 身代わりの代償 大槻ひびき（2月11日、JET映像）
- 【AI2.0】従来の生成AIモデルを超えた豊かな表情と超リアルムーブ 最先端技術により創り出された（規格外のスケベ、ボンデージが似合いすぎるM女、ハメ汁ハメ潮ベッドシーツに世界地図）をインプット 神島*キララ（2月11日、KNIP）※「神島*キララ」名義
- 秘密の中出し学園祭 エッチな願いが叶う魔法のステッキでクラスでぼっちの僕が可愛い美少女10人のマ●コ・ア●ル丸見せ大乱交スペシャル!! 東條なつ 倉本すみれ 虹村ゆみ 香水じゅん 沙月恵奈 柏木こなつ 春陽モカ 美園和花 弥生みづき 松本いちか 大槻ひびき（2月18日、本中）◎
- 残酷ミラーゲームに負けるとエロ罰ゲーム あじわった事のないデカチンで清楚な若妻達が隣に旦那がいる状態でもおかまいなしで中出しSEX! なんとオカワリしてきた若妻も!! 15（2月18日、はじめ企画）
- 素人なのにディルドオナニーで激しく感じちゃう一般人娘 15（2月25日、かぐや姫Pt/妄想族）
- 乳首こねくりマッサージNTR 妻が至近距離にいるのに乳首責めで感度高められこっそりハメて何度も中出しさせる痴女エステティシャンの実態を隠し撮り 2（3月4日、変態紳士倶楽部）
- ブーツの美魔女とナマ交尾 即ズボチ〇ポの快感に美貌が蕩ける… ひびきさん35歳（3月18日、有閑ミセス/エマニエル）
- ママ友に誘われたマッチングアプリで、‘推しの年下’を一緒に甘く飼い慣らす。 めぐり 大槻ひびき（3月25日、マドンナ）
- 女性AV脚本家 Debut─ 付き合ったAV女優から、女優業を勧められて 橘メアリー 大槻ひびき（3月25日、ダスッ!）
- セクハラママさんバレー! 12 ハイレグブルマ姿の人妻10人が挑む過酷なエロトレーニング（3月25日、かぐや姫Pt/妄想族）
- 母子交尾 ～奥塩原下郷路～ 大槻ひびき（4月1日、RUBY）
- 女ハメ撮り師ミカとレズな女優たち ＃2 ひびやんとガチで愛し合うイチャレズ撮影（4月1日、パコパコ団とゆかいな仲間たち/妄想族）
- レズビアンに囚われた女潜入捜査官 ～裏切りと悦楽に乱れる闇の密売組織編～ 宍戸里帆 大槻ひびき（4月8日、ビビアン）
- フェラチオ父母会 息子たちを送ったあとは、行きつけの息子の元へ。当たり前のように即尺し、子供には見せられない顔で腰を振るお母様方の溜まり場 大槻ひびき 有岡みう 真木今日子（4月8日、Million）
- ディープキスレズ歯科クリニック2 大槻ひびき 黒木奈美 日々樹梨花（4月10日、ROCKET）
- 相撲部屋の紅一点、美人女将に1日密着取材。弟子9人の猛烈な性欲をサポートするどすこい性生活（4月10日、SODクリエイト）
- 彼女には大き過ぎて入らなかったボクのデカチンをむしろ喜んで受け入れイキまくり! デカチン大好き淫乱ママ友たちとハーレム中出し乱交!（4月22日、Hunter）
- Fカップ生セフレは何でもアリの最優秀ヤリ○ン ひびき（4月27日、First Star）
- まるっと! 大槻ひびき (2)（5月5日、プラネットプラス）※単体ベスト
- 美人妻が堕ちるとき 本能の赴くまま痙攣絶頂禁断セックス! 中出しに溺れる人妻10篇の物語 5時間10名（5月9日、ホットエンターテイメント）
- ノンケエステティシャンがレズビアンに一目惚れされ初めての快楽に溺れた日々 神村さつきレズ解禁作 神村さつき 大槻ひびき（5月13日、ビビアン）
- どこでもおしっこ! 素人娘の大放尿27人 スロー再生でじっくり鑑賞できるマニア向け映像 11（5月27日、かぐや姫Pt/妄想族）
- まだまだ現役のレジェンド女優 大槻ひびき & 波多野結衣250分（5月31日、マザー）※総集編作品。
- 「今日もママで射精しましょうね…?」 異常愛を抱く巨乳母に軟禁されて、来る日も来る日も絶倫勃起してしまうチ○ポを支配射精させられ続ける僕の日常。 大槻ひびき（6月3日、グローリークエスト）
- 危険日直撃!! 子作りする放課後性教育 大槻ひびき（6月12日、Mr.michiru）
- 僕の性癖に刺さる美脚女上司のノーパン直穿きパンスト挑発に負け上から目線で痴女られ20発射精し絶賛ドはまり中 大槻ひびき（6月17日、MOODYZ）
- オナサポ!! 女子○生 着衣で全裸で挑発的ダンス 13（6月17日、かぐや姫Pt/妄想族）
- 極上SEXテクで僕のチ○ポを奪い合う。女神3人にザーメン抜かれ続ける夢のママ痴女ハーレム生活 希島あいり 大槻ひびき 波多野結衣（6月24日、ダスッ!）
- 彼氏の相談していた憧れのバリキャリ女上司に、偏愛レズNTR（寝取られ）ました。 恋渕ももな 大槻ひびき（6月26日、SODクリエイト）
- 美人すぎるエロすぎる体も完璧すぎる人妻たち260分 大槻ひびき / 波多野結衣（6月30日、マザー）※総集編作品。
- 世界を揺るがすバグ技を見つけた俺は、時間を止めたり、感度をあげたり、設定を書き換えたり… 無双状態に突入しました。 さわり放題!!!（7月8日、Hunter）
- ママさんバレーのむちむちブルマの誘惑突き出し尻が超エロ過ぎる! 義母が所属するママさんバレーのチームメイトを連れて来てボクにユニフォーム披露!（7月8日、Hunter）
- ニューハーフのペニクリを痴女が焦らし寸止めで虐め抜く! 妙花 大槻ひびき（7月15日、グローリークエスト）
- 声出したら中出し! 美少女孕ませきもだめし林間学校 3 東條なつ 倉本すみれ 虹村ゆみ 香水じゅん 沙月恵奈 柏木こなつ 春陽モカ 美園和花 弥生みづき 松本いちか 大槻ひびき（7月15日、本中）
- パコルンです 腰フルエンサ―密着ドキュメントほろ酔い中出しLIVE（7月15日、MOODYZ）
- 制限時間内に〇発口内発射受け止めフェラ抜きチャレンジ! 「出された精子こぼしちゃダメよ」 お口から精子垂れ流しじゅぽじゅぽノーハンドフェラ大会! ミッション達成で100万円! 失敗したら即ズボ中出し罰ゲーム!（7月15日、はじめ企画）
- 素人ナンパでセンズリ鑑賞 22 見るだけでいいんです! だからちょっと僕のチ●ポ見てもらえませんか?（7月15日、かぐや姫Pt/妄想族）
- 一人暮らしを始めた息子に母性溢れる美人母が童貞筆おろし。（7月25日、TMA）
- 田舎の居候先の家主さんが美人で裸族だった!! 大槻ひびき（8月5日、プラネットプラス/七狗留）
- 女上司と部下ほろ酔い相部屋飲み会を隠し撮り 「私ってそんな魅力ないかな…」 愚痴を溢した巨乳女上司は甘え声で誘惑し年下硬チ●ポを何度も求め不倫中出しに狂った（8月5日、変態紳士倶楽部）
- 大丈夫、おばさんに任せて!! 7（8月6日、LEO）
- デカチン近親相姦 息子の硬くソリ返るズル剥けチ●ポにねとられた母 大槻ひびき（8月12日、JET映像）
- 排卵日のムラつきを逆夜這いで解消 グラインド騎乗位で男を逃さない痴女管理人（8月12日、BAZOOKA）
- ブーツのお姉さんにしゃぶってもらいたい! フェラチオ好きのブーツ女子10名 VOL.2（8月19日、有閑ミセス/エマニエル）
- 美熟女たちの絶頂3Pレズ（8月23日、セブンエイト）
- クリスタル映像40周年記念作品 令和版 人妻温泉 癒し系 ひびき × かな × のあ（8月26日、クリスタル映像）

### アダルトVR
- ご奉仕ナース（11月10日、アロマ企画）
- 僕だけの大槻ひびき プライベートで二人きり（11月10日、VRプロジェクト）
- セクシーハーレム ちょっとHなハプニングVol.2（11月10日、VRプロジェクト）

- 夢じゃないよ♡ 突然ひびやんが僕の目の前に現れた!! 疲れたカラダをたっぷり癒す極上ご奉仕フェラ（3月31日、KMPVR）
- 超豪華!! 3人の有名女優とどスケベ王様ゲーム!!VRだから実現できる夢の空間でたっぷりヌイちゃって!!（3月31日、KMPVR）
- 夢のトリプル共演!! 有名女優がデリヘル嬢になっちゃた!! 四方八方から繰り出される超絶テクニックに耐えられるか?! どこを見ても天国確定!! 本物呼ぶよりこっちでしょ!!!（3月31日、KMPVR）
- 超美人なひびやんお姉ちゃんとイケナイお勉強♡ イチャイチャ生中出しSEX（4月7日、KMPVR）
- 【KMP15周年特別企画】集団おしゃぶりナース 3DVRでオチ●ポ奪い合い（4月21日、KMPVR）
- 【KMP15周年特別企画】集団痴女ナース 超リアル連続中出しSEX（4月21日、KMPVR）
- 【KMP15周年特別企画】夢の10人共演! 催眠術でモテまくりヌキまくり僕だけのおチ●ポハーレムスペシャル（4月21日、KMPVR）
- 【KMP15周年特別企画】60億分の1の確率に見事当選!!超豪華10人共演 夢の極上ハーレムスペシャル!!（4月21日、KMPVR）
- 回春マッサージの超スペシャルコース! たまったザーメンを全て膣内射精で絞り出される極楽体験!!（5月12日、KMPVR）
- 美人メイドたちによる丁寧な洗体!最後の仕上げは口淫ご奉仕!!（5月29日、KMPVR）
- OL中出しSEX 「俺!! 争奪戦」（5月30日、KMPVR）
- 超!! 贅沢な人妻回春エステ W指名（6月6日、KMPVR）
- 10人連続ナマ中出しSEX ノーパンバスケットボール（8月1日、KMPVR）※「VR-1グランプリ 2017」エントリー作品。
- どこを向いても裸の美女だらけ!AV史上初! 360°3D映像! 極上美女14人に囲まれ前後左右全てから責められる超高刺激! 今まで体験したことのない究極ハーレムSEX!（8月1日、SODクリエイト）
- 口内調教イラマチオ（8月25日、ダスッ!）
- ファン感謝祭VR!! ハメまくりバスツアー!!（9月12日、KMPVR）
- 可愛すぎる家庭教師ひびき先生と童貞の僕との生中出し勉強会（9月14日、KMPVR）
- 部屋飲みしにきた女子大生2人に媚薬を仕込んだら、それまで堅かったガードがウソのように解け、奇跡の4P中出しまで出来てしまった（9月22日、KMPVR）
- MOODYZ 淫語VR 360°エロ言葉降り注ぎ中出しハーレム（10月6日、MOODYZ）
- 常に密着イチャイチャ超高級ハーレムソープ スペシャルイス洗いコース全員挿入中出し編（10月20日、SODクリエイト）
- ヘブンズタイム!!玩具イカセをさせてくれるニュースタイルセクキャバ!!（11月18日、AVVR）
- ねっとり濃厚高密着中出しSEX 〜奥さんと私どっちがすきなの?〜（12月15日、KMPVR-彩-）

- 極!! ローションぬるぬるクインテット潮吹きオナニー（1月11日、AVVR）
- 喉奥ディープスロートフェラ（2月4日、AVVR）
- 長尺新規格 超有名女優3人による、VRとはこうだ!と言うすっごくエッチな企画です!あなたの顔面が彼女たちの騎乗位で押しつぶされます!（2月14日、Virtual Rabbit）
- 僕の童貞を奪った僕のお姉ちゃんは可愛いのにいつも全裸でとってもH!（3月30日、Virtual Rabbit）
- ちょっとSな女上司とホテルで相部屋（4月11日、MAXING）
- ハイパーバイノーラル かわいい彼女とエッチな女教師が高密着濃厚中出し学園ハーレムSEX 両耳でささやき勃起させる（8月25日、KMPVR）
- ハーレムASMRVR【高画質＋高音質】で脳がとろける3D立体映像でトリップ体験できるVR（9月21日、ピーターズMAX）
- JOI 上から目線であなただけを見つめて語りかけるオナニーサポート 射精焦らしからの生中出しセックス -病院で女医2名からオナニー指示を命じられ続ける70分-（10月6日、KMPVR-bibi-）
- 長尺100分 オヤジの再婚相手の連れ子は美人3姉妹 突然末っ子になったボクの超エロハーレム同居生活（10月17日、KMPVR-bibi-）
- めちゃモテ入院生活VR【長尺ほぼ3時間・お見舞いに来た彼女とこっそりHした後、ドスケベ元カノ軍団が押し寄せてツボのわかった3Pで昇天! 隣のベッドの薄幸そうな美少女患者もハメちゃった! 射精しすぎてぐったりしてたらS級看護師2名に3P食らったとんでもない1日】（10月19日、SODクリエイト）
- 毎週末やって来るご主人様を愛し過ぎてる中出し懇願ドスケベメイドさん（10月26日、AVVR）
- ひたすら大好きホールド＆ずっとイチャキス＆ラブラブ中出しセックス（10月26日、AVVR）
- マ○コの中の音 超絶美人有名女優6名! 膣内のぐちょぐちょ音をバイノーラルで感じられる!（11月16日、SODクリエイト）
- 常にフル勃起を誘い、生ナカダシFUCKまでしちゃう超絶テクの潮吹きエステティシャン!（11月30日、AVVR）
- 「シコっていっぱい出すのよ…」自慰行為も知らない童貞の僕を見かねた母が目を見つめながらオナニーサポート! ベロキス/耳舐め/濃厚フェラ/顔面騎乗で射精を促すも僕のギン勃ちチ○ポに我慢できず筆おろし生挿入!父には絶対ナイショの近親相姦中出しSEX!（12月14日、V&R PRODUCE）
- 「私…先輩のこと好きになっちゃいました…」同じ職場で働く優しい後輩女性社員が僕に愛の告白!働き詰めで欲求不満な後輩が誰もいないオフィスでベロキス/耳舐め/濃厚フェラ! 卑猥な腰振りで密着しながら何度も絶頂!妻には絶対ナイショの中出し浮気SEX!（12月28日、V&R PRODUCE）

- 常にパンチラとブラチラが見れるラーキースケベ電車（1月4日、ROOKIE）
- 性交クリニックへようこそ ～看護師が真面目に患者の性欲を処理する病院～（1月25日、SODクリエイト）
- ある日突然大金持ちになった僕は、大好きなあの子を専属メイドにして奴隷のように犯しまくった!（2月22日、アタッカーズ）
- 私を見て! 極上画質のVRであなたのためだけに魅せるエッチでかわいいEXな美女（5月13日、ダイナミックアイズVR）
- べろを見続けるVR 2（5月24日、KMPVR）
- 大槻ひびきの男を喜ばすテクニック伝授VR（6月10日、KMPVR）
- 隣の部屋がAVスタジオだったらVR（6月14日、SODクリエイト）
- フェラ舌VR 美しい口元から伸びるエロ舌がチ○コにイヤラしく絡みつく（6月14日、SODクリエイト）
- 妻とのSEXにマンネリ気味の俺。部下の彼女とのSEXで再び燃え上がる。（6月19日、KMPVR）
- クンニVR 2（6月27日、KMPVR）
- とにかく今夜は『ひびはた』と、もの凄いSEXがしたい!（7月4日、ダイナミックアイズVR）
- 私達結婚しました! VRであなたも『ひびはた』になってEXなシンクロレズ体験をしよう!（7月11日、ダイナミックアイズVR）
- 顎チ○コ人間 VR（9月9日、SODクリエイト）
- 飲み会後の女上司2人に前から! 後から! ノリノリで痴女られる!! フロントでたっぷりチ○ポを責められながら、バックで耳舐め＆言葉責め＆羽交い締め! シリーズ最強の淫乱潮吹きコンビネーション逆3PVR!!（10月16日、ワンズファクトリー）
- 椎名そらのハンドテクで男潮吹き＆女潮吹きWエクスタシーVR!! 射精直後のチ○ポ亀頭責め男潮吹き! からの女体化 (大槻ひびき) マ○コ女潮吹き! 潮吹かされまくりプッシャー体験VR!!（11月1日、ワンズファクトリー）
- HQ 60fps 大槻ひびき 未亡人となった妻を天国から見守っていたボクに奇跡が!? 溜まった性欲を爆発させて濃厚中出しSEX!（12月11日、MAX-A）
- 本中10周年記念3Dバーチャルトリップ!! 美少女中出し島VR!! 10人のオマ○コをアナタだけが独り占め!! ハイクオリティハーレム中出し22連発SPECIAL!!（12月25日、本中）

- HQ60fps やり過ぎ身体測定VR（2月26日、MAX-A）
- シンプルにヌケるが一番! 誘惑のボディーパーツを見抜けるVR【淫乱痴女編】（3月12日、MILU VR）
- 完全仰向け視点! 裏オプションがあると有名なマッサージ店に行ったら大当りの美人痴女がついて大興奮! とんでもない舐めテクと密着プレイで焦らされたら、がっつり騎乗位で搾り取られました（7月6日、CRYSTAL VR）
- 綺麗なお姉さんのスケベなカラダとWバイノーラル淫語でイカされたい（7月31日、TMA）
- W痴女エステティシャンが脳内まで犯す! 五感フル活動ねっちょ～り淫語囁きASMRマッサージ（11月26日、kawaii*）
- 妄想具現化能力体験VR あなたの所に『大槻ひびき』がキターッ! 想像すれば好きな女を呼び寄せて好きな所でHができる! 陸海空で全部やる! そして宇宙(そら)へ…（12月7日、CRYSTAL VR）
- ランジェリーエロエロTバックVR（12月16日、ROOKIE）

- 天井特化アングルVR ～男を狂わすひびき先生の天井特化性教育～（2月20日、KMPVR）
- 新婚生活… 最初はメチャクチャ甘えん坊だったのにルールを破った僕に嫉妬の悪魔聖水（3月1日、AverVR）
- 女子が唾を飲ませ顔面を舐め尽くすVR（3月25日、KMPVR）
- 健全エステに潜むノーパンノーブラちょい見せ痴女エステティシャン（4月9日、CASANOVA）
- 暴発寸前の入院10日目に狙いを定めてチンポ狩りを楽しむドスケベ女医（4月16日、CASANOVA）
- ネカフェ店員のお姉さんが乱入⇒激エロ変態ラッキーサービスに突入!?（4月23日、CASANOVA）
- オナ顔を超接写!! 美女のイキ顔観察VR（5月17日、KMPVR）
- 尻向けオナニーVR（6月17日、KMPVR）
- 魅惑的な美貌と余裕を感じさせるエロスに弄ばれる潮吹き授業 ～骨の髄までびしょびしょにしてあげる～（9月16日、KMPVR）
- 顔面密着×オナサポ 顔騎JOI（9月19日、KMPVR）
- ごめんなさい… 膣のウズきが止まらないの。惜しむように腰をクネらせ、飢えたように騎乗位を繰り返す義母との絶倫セックス。（9月30日、KMPVR-彩-）
- ただひたすらに動かなくていい過激ランジェリーW性交 女上司2人のパワハラSEX 大槻ひびき 浜崎真緒（12月28日、KMPVR-彩-）
- 天使と悪魔に耳元で囁かれ葛藤しながらも僕は憧れの女子社員をレイプしてしまった（12月31日、アリスJAPAN）

- ヨーロッパ最大最強風俗が日本上陸!? 本番オールOKの奇跡! その名もFKK!! 男の夢 × ロマンを完全に凝縮!! 紳士の国でしか味わえない風俗の祭典へ大潜入!!（2月10日、KMPVR-bibi-）
  - 揺れる! 弾む! 総バスト366cm! 痴女軍団のデカ乳完全包囲網!? 激アツ逆5PSEXで味わう究極天国! 若月みいな 浜崎真緒 大槻ひびき 稲葉るか（2025年2月28日、KMPVR-bibi-）※上記作品の一部を単体リリースしたもの。
- 私のオマ○コくぱぁ音くちゅ音じゅぽ音ASMRでじっくり聴かせてあげる 大槻ひびき（2月28日、アリスJAPAN）
- 《領域展開 / 地面特化 × 天井特化》究極4P密着サンドイッチセックス。前後左右に完全包囲で全身女汁まみれになりながらも射精してもやめてもらえない絶頂射精ヘルス 汗! 涎! イキ潮! オシッコ! 顔面直浴びSP!!（3月16日、SODクリエイト）
- 9830ml大量放尿! 浴びて! 飲んで! ほぼ溺れます! 超スプラッシュハーレム聖水VR 浜崎真緒 大槻ひびき（4月26日、痴女ヘブン）
- MAX-A30周年記念VR&DVDコラボ作品 いきなり過ぎて何が起きてるのかわからないまま夢のハーレム! 突然チョー贅沢6P! 咲野瑞希 最上一花 大槻ひびき 波多野結衣 浜崎真緒（5月4日、MAX-A）
- 【天井特化 × 地面特化】 僕はAV女優寮の管理人!? どこを見ても美顔面＆美乳に溺れる常に3Pサンドイッチ×3回戦! 大槻ひびき 大浦真奈美 朝比奈ななせ（6月13日、SODクリエイト）
- オナサポ騎乗位VR（6月18日、KMPVR）
- リハビリ性交VR 2 腰痛患者の僕が、献身的な性介護で腰痛改善! 勃起力アップ! 白衣の天使たちが優しく行う‘リハビリ3P SEX! 朝日りん 大槻ひびき（8月4日、SODクリエイト）
- 大槻ひびきが男をスパイダー騎乗位で捕食する!!（11月7日、KMPVR）
- 顔面特化スペシャル ～こたつの中で顔面サンドウィッチ! 常に密着3Pセックス!!～ 波多野結衣 大槻ひびき（12月1日、KMPVR）

- 声を我慢している君の顔（2月11日、KMPVR）
- 「赤ちゃん出来ちゃうぅぅ」【ゴム有専門店】のソープランドで包容力抜群な凄テク泡姫に【こっそりゴムを外して無許可で大量中出し!】【潮吹き】危険日の敏感マ○コを生ち○ぽでガン突きすると快楽アクメ連発!【口内射精×2・中出し3発】 大槻ひびき（2月25日、こあらVR）
- 【脚フェチルーズソックス特化VR】14人完全撮りおろし（2月28日、こあらVR）
- 禁欲1カ月後の【SEXY網タイツ】を履いた中出しOKの性に狂った【淫語・寸止め・献身プレイ】プリ尻美乳痴女と一心不乱に互いに腰を振り本能剥き出し汗だくトランスFUCK【口内射精・足コキ射精・中出し2発・顔射】 大槻ひびき（3月6日、こあらVR）
- 超圧倒的… ヌキやすさ! W挟み撃ちM性感VR コンビネーション超抜群の密着淫語囁き・ビチャビチャ潮吹き・杭打ち逆3P中出しで20発も痴女られたボク 大槻ひびき 浜崎真緒（3月28日、痴女ヘブン）
- VRでも危険日直撃!! 子作りできるソープランドVR 大槻ひびき（5月25日、Mr.michiru）
- 抱きつき接吻 普段は優しい上司、酔うと優しいキス魔。絶えず口づけを求められる2人だけの残業夜 大槻ひびき（8月11日、KMPVR-彩-）
- 同窓会終わりでラブホに連れ込まれた元担任の私は10年ぶりに教え子2人に挟まれてあの頃のように性欲尽き果てるまでプレイバック禁忌中出し 大槻ひびき 波多野結衣（9月7日、kawaii*）
- 淫乱女王の風格 大槻ひびき 200分COMPLATE BEST（10月19日、KMPVR）※単体ベスト

- うだるような暑い夏の日。ボクは何度も出会うお姉さんに犯された―― 汗をかいても止まらない息切れ騎乗位 大槻ひびき（3月29日、KMPVR-彩-）
- How to マゾ男子講座 観たら本当のM男になれる!? 凄テク大女優の大槻先生が実演形式で教えてアゲる 初級編・中級編 大槻ひびき（4月10日、KMPVR-彩-）
- 8K VR! 母性全開のバブみSEX!! 大槻ひびき（4月24日、KMPVR）
- これぞ8K! シン・顔面特化アングルVR ～大槻ひびきが顔面至近距離でボクを射精管理する～（5月8日、KMPVR）
- 8K VR! 盗撮アングルパンチラ＆パンティー見せJOIスペシャル!!（7月2日、KMPVR）
- 僕のデカチンを狙うランジェリー人妻!! 旦那とのセックスレスが原因で欲求不満なお隣さんたちと嫁の不在中にハーレム中出し不倫 友田彩也香 大槻ひびき 波多野結衣（7月22日、SODクリエイト）
- 【KMPVRー彩ー7周年記念8K特別版】招待された秘密クラブは欲求不満のお姉さま方が集う憩いの場。僕のチ〇ポを奪い合う会員制ハーレムBAR 大槻ひびき 森沢かな 新井リマ 友田彩也香（9月6日、KMPVR-彩-）
- 「先生が虐めてあげル♪」 ひびき先生のスパルタ騎乗位焦らしチ〇ポ性活指導 大槻ひびき（12月8日、KMPVR-彩-）
- 「最高のキスをしましょう?」 射精管理しながらの悶絶ベロチュウで快方へと導く敏口ひびき医師のキス依存症クリニック 大槻ひびき（12月21日、KMPVR-彩-）

- 誰からも相手にされないチー牛（僕）が催眠術を使ってクラスを乗っ取る! 馬鹿にしてきたカースト上位の女子クラスメイトと女教師の意識を操ってモテモテに! 学校で子供作り放題! 人生が一変する!! 大槻ひびき 尾崎えりか 花狩まい 胡桃さくら 海野いくら 幾野まち 加賀美まり（1月24日、KMPVR）
  - あの男の怒りが再び! 度重なるピンサロ摘発に激怒したスズタケが自分のため、いや世の中のピンサロファンのために理想のピンサロ再現VR! 大槻ひびき 尾崎えりか（4月5日、KMPVR）※上記作品の一部を単体リリースしたもの。
- 一瞬でエロキャパOVER!! レズでマゾのW痴女と超過激な逆3PSEXVR 大槻ひびき 浜崎真緒（2月18日、KMPVR-bibi-）
- 色気ムンムンお姉さん 大槻ひびき 自由奔放ボインGAL 乙アリス 暴走ヤリすぎ美少女 虹村ゆみ オンナを喜ばせる天才になれる! 暴発OK! 中出しOK! おま●こハメ放題! ハメまくりHow To Sex教習所（3月22日、kawaii*）
- 射精裁判 ―痴女三曹に物的証拠として男性器及び中出しを要求される裁判― 大槻ひびき 優梨まいな 若宮はずき（5月26日、SODクリエイト）
- オヤジが再婚したら… 全裸族の3人のエロ姉ができました。スレンダーでキレカワな長女ひびきちゃん 金髪ギャルですんげぇ爆乳な次女アリスちゃん セックス覚えたてで一番性欲強い末っ子ゆみちゃん ボクの部屋は溜まり場（ヤリ部屋）に… 奪い合うことはせず順番にチ○ポをシェアするピースフルな世界 全員が性欲モンスターで毎日3回戦してたらザーメンが足りません! 虹村ゆみ 乙アリス 大槻ひびき（6月1日、kawaii*）
- 危険日直撃!! 子作りできる性教育VR 大槻ひびき（6月26日、Mr.michiru）
- VR麗しの熟女湯屋 いらっしゃいませ即尺 & 和室ねっとり恋人プレイ 大槻ひびき（7月19日、グローバルメディアエンタテインメント）
- 「手ならいいですよ」 そう言ってチ〇ポをシゴいてくれたベテランナースの見つめ合い昇天手コキ 大槻ひびき（8月23日、KMPVR-彩-）

### アダルト配信
- あや (sr120)（12月6日、I LOVE 素人）

- ひびき（2月4日、ヒルズ妻）
- ひびき (tokyo235)（8月31日、Tokyo247）

- ひびき (pwife033)（1月3日、P-WIFE）
- ひびき 2 (pwife077)（6月17日、P-WIFE）
- ひびき 3（8月26日、P-WIFE）

- ひびき（3月26日、ザ・ガマン）
- ひびき（3月29日、中出しシロウト）
- ひびき（4月6日、盗撮エステ勝手に配信中）
- ひびき（4月30日、街中の素人さんをナンパして顔射しちゃいました）
- 結衣 & ひびき（7月14日、KAKUJITSU）
- ひびき（8月3日、KAKUJITSU）
- 結衣 & ひびき 2（8月8日、KAKUJITSU）
- ひびき（8月9日、お母さん.com）
- ひびき（9月14日、超素人）

- 募集ちゃん 040 ひびき 25歳 OL（1月27日、ARA）
- 大槻（4月20日、北池袋盗撮倶楽部）
- 花火大会ナンパ 01 in 横浜 ひびき 28歳 医療事務 / なな 24歳 医療事務（7月31日、ナンパTV）
- ひびき（12月30日、STREET ANGELS）

- 【配信限定】女子アナを催眠でメロメロに洗脳してセックスしまくるビデオ（3月17日、催眠研究所）
- あい & わかな（8月7日、E★レズDX）
- ひびき（9月15日、スタジオワイフ）
- ひびき 2（9月25日、スタジオワイフ）
- ひびき（10月2日、Lady Hunter）
- 紗季 & 実夏（10月19日、E-DOGA）
- ひびき（12月23日、Sメイド）
- ひびき 2（12月24日、Sメイド）
- ひびき 3（12月25日、スタジオワイフ）
- ひびき 4（12月25日、スタジオワイフ）

- 大槻様（2月22日、オンナ同士）
- 美咲様（3月11日、E★レズDX）
- 橘様（3月11日、E★レズDX）
- 石川様（3月11日、E★レズDX）
- ひびき（6月21日、アイドリ）
- 相澤様（11月15日、E★レズDX）
- 宝田様（11月15日、E★レズDX）
- やしき様（11月15日、E★レズDX）

- ゆい（3月28日、俺の素人）
- ゆい（4月15日、素人道）
- SOD酒場ドキュメント ほろ酔いキカタン送迎ナンパ 大槻ひびきの場合（7月3日、SODクリエイト）
- ひびきさん（12月11日、嗚呼、妄想）

- かなりさん & ひびきさん（4月16日、嗚呼、妄想）
- No.1 銀座クラブ嬢のプライド崩壊!? イキ潮連発で絶頂しまくりの酔いどれスノボ美女に無許可中出し!!www（12月3日、黒船）

- Oさん (gerk419)（2月3日、ゲリラ）
- HIBIKI（3月3日、俺の素人）
- HIBIKI 2発目（3月5日、A子さん）
- 被害者O（4月1日、ゲリラ）
- HIBIKI（4月28日、鉄人2号さん）
- 世界にひろげよう! なかだしの輪! AV女優口説いて中出ししちゃいました! Vol.5 ～大槻ひびき～（6月1日、さんじのおかず）
- Oさん（6月26日、ゲリラ）
- How to学園 観たら【絶対】SEXが上手くなる教科書AV 初級編 百瀬あすか 美園和花 浜崎真緒 大槻ひびき（10月1日、バレマンッ!!/妄想族）
- How to学園 観たら【絶対】SEXが上手くなる教科書AV 中級編 美園和花 百瀬あすか 浜崎真緒 大槻ひびき（11月11日、バレマンッ!!/妄想族）
- How to学園 観たら【絶対】SEXが上手くなる教科書AV 上級編 浜崎真緒 百瀬あすか 美園和花 大槻ひびき（12月12日、バレマンッ!!/妄想族）
- HIBIKI 2（12月30日、鉄人2号さん）

- ゆいちゃん (spcz005)（7月25日、しろうとパックンチョ!!）
- HIBIKI（8月1日、ヤレるパラダイス!）
- ひびき（8月6日、五反田マングース）
- ひびき (oretda042)（8月24日、俺の素人）
- ひびき 2（9月17日、五反田マングース）
- ひびきさん (oreh032)（12月6日、俺の素人-Z-）
- ひびき 3（12月17日、五反田マングース）

- 『IKUNA＃8.0』 波多野結衣 vs 大槻ひびき 全セクシー界GAMANKO最艶対決 レジェンド級最艶頂上決戦! いつもイキ潮まくるAVスター競演 ＜イキガマン狂い＞ 絶頂決戦『IKUNA』シーズン2! イキガマンの果てに手にする絶頂は恍惚か! 失神か! 失禁か! 最高の絶頂女王は誰だ! （1月19日、BOTAN）※DVD版は4月11日発売。
- ひびき 4（2月4日、五反田マングース）
- ひびき 5（3月17日、五反田マングース）
- ひびき（5月27日、みなみ工房）
- Hさん (gerk594)（8月2日、ゲリラ）
- パンストお姉さんA（9月20日、ペロン・ゲリオン）
- ひびき先生 (srgt047)（11月1日、しろうとガチャ）
- ひびきちゃん (srgt074)（12月6日、しろうとガチャ）
- Oさん (srgt077)（12月6日、しろうとガチャ）

- ひびきサン (srgt103)（1月10日、しろうとガチャ）
- ひびきサン 2 (srgt104)（1月10日、しろうとガチャ）
- HIBIKI (ttjm186)（3月7日、鉄人2号さん）
- ひびきさん (orena096)（8月5日、俺の素人）
- HIBIKI (ttjm210)（8月15日、鉄人2号さん）

### 女性向けアダルトビデオ
2013年
- クロスロード すれ違いの先に選んだものは?（6月6日、SILK LABO）

2016年
- Girl’s pleasure II EROMEN×大槻ひびき（4月7日、SILK LABO）
- 女性向け風俗はじめました 指名・有馬芳彦（6月30日、GIRL'S CH）
- whole 一徹×アキノリ（8月18日、GIRL’S CH）

2017年
- 7LOVEs Vol.1（2月2日、GIRL’S CH）
- 7LOVEs Vol.2（2月2日、GIRL’S CH）
- Face to Face 8th season（9月7日、SILK LABO）
- 囚われた捜査官 ～愛した女が俺の敵～（9月7日、GIRL’S CH）
- 一徹×アキノリ 兄嫁に夜這いされた俺（12月30日、GIRL’S CH）
- BLACK COFFEE 第一巻（12月30日、GIRL’S CH）
- BLACK COFFEE 第二巻（12月30日、GIRL’S CH）

2018年
- 女王様ゲーム（4月12日、GIRL’S CH）
- 女王様ゲーム After Story したがり女の逆夜這い（6月7日、GIRL’S CH）

2019年
- イケメン花魁物語 ～5人の男たちに求められ～（6月6日、GIRL'S CH）

2020年
- エスカレートラバーズIN THE HOTEL II（5月8日、SILK LABO）
- first love 松坂優利 大槻ひびき（8月5日、SILK LABO）

2021年
- surprise 東惣介 大槻ひびき（9月1日、SILK LABO）
- ヒトリジメ 松坂優利 大槻ひびき（10月27日、SILK LABO）

2022年
- 俺様男子は躾が必要。 保志健斗 大槻ひびき（5月4日、SILK LABO）
- おねだりの仕方を覚えました 保志健斗 大槻ひびき（6月1日、SILK LABO）
- 遠回りのサプライズ 及川大智 大槻ひびき（6月3日、SILK LABO）
- 贅沢な選択 保志健斗 東雲怜弥（9月21日、SILK LABO）

2023年
- Deep Desire Ⅵ marking（5月11日、SILK LABO）※配信作品「俺様男子は躾が必要。」を収録したオムニバスDVD。
- One’s Daily Life season 6 - with happiness-（11月9日、SILK LABO）※配信作品「first love」を収録したオムニバスDVD。

2024年
- 素直になれない恋人たち 7th season（8月8日、SILK LABO）※配信作品「遠回りのサプライズ」を収録したオムニバスDVD。
- Triangular Holic No1（10月10日、SILK LABO）※配信作品『贅沢な選択』を収録したオムニバスDVD。

### イメージDVD / BD
2015年
- エロキュート 大槻ひびき（5月29日、オルスタックソフト販売）

2016年
- Hibiki 胸の鼓動が響くとき（11月17日、REbecca）◎

2017年
- 僕のお嫁さんは大槻ひびき（12月28日、オルスタックソフト販売）

2018年
- Aphrodite（5月1日、ファインピクチャーズ）◎
- Hibiki2 Relax 〜風を感じて〜（8月2日、REbecca）◎

2019年
- Hibiki3 one fine day（9月5日、REbecca）◎

2021年
- Hibiki4 Tropical memories（2月4日、REbecca）◎
- ヒーリングエロス 女神達のやすらぎのひととき 第一章（5月28日、アイシス）

2022年
- Hibiki5 Romantic journey（1月20日、REbecca）◎

2023年
- Hibiki6 From another sky（1月19日、REbecca）◎
- Hibiki7 Heartbeat of spring（8月17日、REbecca）◎

2024年
- Hibiki8 Dreamy state of mind 大槻ひびき（5月2日、REbecca）◎
- 美女のハダカ 大槻ひびき（9月25日、スパイスビジュアル）

2025年
- Hibiki9 Sunlight and splash 大槻ひびき（2月6日、REbecca）◎

### 一般作品
- 女子プロレスの技は本当に痛いのか徹底検証! 尾崎魔弓 豊田魔波 ダイナマイト・関西VSグラビアタレント11人 グラビアアイドル悶絶・絶叫・号泣・羞恥のスペシャルマッチ! （2009年8月19日、ROOKIE）
- 24時間かすみレディオDVD-BOX 下巻（2013年1月16日、ポニーキャニオン）※深夜のAV座談会、生あさだち♂テレビ、かすみのまんま後編、生かほのエチュード収録
- かすみレディオVol.24（2015年9月19日、つくばテレビ）

## 出演

### テレビ
- ビ〜チ9（2010年9月・2011年6月・2013年7月・2014年4月・9月、テレビ埼玉）※マンスリーゲスト
- 24時間かすみレディオ（2012年8月11日 - 12日、エンタ!371）※27時間生放送
- 24時間かすみレディオの裏側（2012年9月、エンタ!371）
- かすみレディオ #37（2015年6月、エンタ!959）
- NOTTV禁断ガール ※複数回出演
- チャンネル生回転TV Midnightザップ!（BSスカパー）※複数回出演
- 魚拓と成瀬のツキとGとスッポンぽん theゴールデン! マジでレギュラー欲しいやつ、かかってこいやSP!（2015年12月31日、パチ・スロ サイトセブンTV）
- 魚拓と成瀬のツキとスッポンぽん #85・#86（2016年4月17日・24日、パチ・スロ サイトセブンTV）
- 阿部乃ちゃんねる（2018年1月2日、2月2日、エンタ!959）
- もう!バカリズムさんの超H! #4（2018年6月19日、フジテレビONE）
- セクシー女優ダラケのオールスター感謝祭（2018年10月4日、BSスカパー!）[41]
- ギリギリライブ イマドキ女子のリアル生態調査（2021年9月13日、9月21日、北海道文化放送）

### 映画
- おねだり狂艶 色情ゆうれい（2012年8月3日、監督：渡邊元嗣、オーピー映画）- 田村麻里子（須藤未玖）役[42]
- 悩殺セールス 癒しのエロ下着（2012年10月5日、監督：渡邊元嗣、オーピー映画）- 内田可南子 役[43]
- 淫Dream まどろむ白衣（2013年12月13日、監督：渡邊元嗣、オーピー映画）- 須崎加恋 役[44]
- 婚活占い 浴衣でチラリ（2014年08月22日公開、監督：渡邊元嗣、オーピー映画）- 三浦桜子 役[45]
- ばるぼら（2020年11月20日、監督：手塚眞、イオンエンターテイメント）

### オリジナルビデオ
- 六本木ヤンキー戦争（2012年7月20日、オールインエンタテインメント）
- 最強パチンカー銀玉銀子（レンタル専用）（2012年10月3日、シネマファスト）
- シリーズエロいい話・エスパー☆マミコ（2012年12月5日、クロックワークス）
- シリーズエロいい話・エスパー☆マミコ セル版（2013年3月2日、アルバトロス）
- 殺し屋マリア（2014年5月20日、シネポップ）
- 絶対に下着がみえない撫で方の研究と考察（2014年6月24日、ポニーキャニオン）
- 愛の乱（2015年4月24日、ディファレンス）
- ドクターZERO 精神分析医・財前零子（2017年12月2日、ニューセレクト）- 財前零子 役[46][47]
- 団地妻は、わけあってヤリました。（2019年4月19日、リバプール）‐ 茜 役（トリプル主演）[48]

### Web配信
- 大槻ひびきのお尻ペン吉だよ！（2014年3月8日 - 、ニコニコ生放送）月2回配信
- 桃色♡ゲームチャンネル（2018年2月8日、3月8日、4月6日、4月26日[49]、AbemaTVウルトラゲームス）
- 極楽とんぼKAKERUTV（2018年5月9日、AbemaTV）[50]
- トイズハートプレゼンツ 「ハートの部屋（仮）」 第48回ゲスト（2019年1月9日、ニコニコ生放送）[51]
- みんなのおもちゃ REBOOT（2019年7月26日、2019年8月23日、2019年9月27日出演予定、ニコニコ生放送 アダルトコンテンツ）
- オーイシ×加藤のピザラジオ（2020年1月8日、きゃにめ）
- 田村淳の地上波でもSNSでもダメ！絶対！（2021年3月25日、3月31日[52]、スカパー!オンデマンド）
- カチコチTV（2021年6月18日、FANZA見放題chライト）
- ぜにいたち（2022年3月12日、ABEMA）
- 佐久間宣行のNOBROCK TV[53]（2023年8月23日、YouTube）- ※どぶろっくの架空のマネージャー役で出演。

### ラジオ
- KaratLunch（2025年2月13日、渋谷クロスFM） - アシスタントMC

### ゲーム

#### PlayStation 3・PlayStation 4
- 龍が如く0 誓いの場所（2015年3月12日、セガゲームス）[2]
- 龍が如く7 光と闇の行方（2020年1月16日、PlayStation 4用ソフト、セガゲームス）乙姫ランド・ソープ嬢、大槻ひびき 役 ※写真のみの出演

#### ブラウザゲーム
- クリムゾン妖魔大戦（2022年、EXNOA）桜のぞみ 役　※声の出演
- シュガーコンフリクト -眠るセカイと神々の喰園- コラボイベント『ハタノとヒビキの神隠し』（2024年、合同会社ショコラ）[54]

### パチンコ
- CRジューシーハニー2（2018年7月、サンセイアールアンドディ）[55]
- Pジューシーハニー3（2021年2月、サンセイアールアンドディ）[56]
- PジューシーハニーH（ハーレム）（2023年5月、サンセイアールアンドディ）
- Pジューシーハニー極嬢MA（2025年1月、サンセイアールアンドディ）[57]

### イベント
- コスホリック08（2013年5月4日、サンライズビル東京）- 衣装はアスナ（ソードアート・オンライン）[58]
- 真夏の夜の妖艶会 vol.3（2016年8月26日、東京キネマ倶楽部）[59][60]
- DMM.R18アダルトアワード2017（2017年4月23日、豊洲PIT）- 宣伝部長、プレゼンター。[61]
- 初美沙希引退イベント「初美沙希の明日から素人宣言! ～ぽ部長引退ラストイベント～」（2017年4月29日、新宿ロフトプラスワン）[62]
- カジフェスvol.4（2017年6月28日、新宿ロフトプラスワン）[63]
- お陰様でAV女優『川上ゆう』になって10年が経ちました! 10年に1回しかない10周年記念トークイベント（2017年11月22日、新宿ロフトプラスワン）[64]
- レインボーチャンネルpresents 解禁! のあのみ!! ～“おとな”になった栄川乃亜ちゃんと美味しいお酒を呑んで、はじけちゃう会。～（2018年3月20日、新宿ロフトプラスワン）[65]
- カジフェス vol.6（2018年6月12日、新宿ロフトプラスワン）[66]
- セレブの友まるカジり☆ vol.1 ～ひびはたおっしーナイト～（2019年2月24日、新宿ロフトプラスワン）[67]
- セレブの友☆まるカジり!! vol.2 ～ひびはたもりかなアフタヌーン～（2019年6月22日、新宿ロフトプラスワン）[68]
- 大槻ひびき Syain Bar SOD女子社員トークショー（2019年7月7日、Syain Bar SOD女子社員）[69]
- セレブの友☆まるカジり!! vol.3 ～ひびはたありさナイト～（2019年7月31日、新宿ロフトプラスワン）[70]
- セレブの友☆まるカジり!! vol.4 ～ひびはたあやのんナイト～（2019年10月25日、新宿ロフトプラスワン）[71]
- セレブの友☆まるカジり!! vol.5 ～ひびはたすずナイト～（2019年11月22日、阿佐ヶ谷ロフトA）[72]
- セレブの友まるカジり☆ vol.7 ～ひびはたみひなナイト～（2020年2月21日に、新宿ロフトプラスワン）[73]
- あべみかこ10周年イベント（2022年6月20日、LOFT9 Shibuya）[74]
- AIKAと愉快な仲間たち ～初回ゲストはティーパ女子ひびやん登場～（2024年10月14日、レフカダ新宿）[75]

### ライブ
大槻ひびき 名義
- ミルジェネプレミアムライブ 9（2019年6月12日、東京・初台DOORS）[76]
- 月で逢いましょう vol.9（2021年3月22日、東京・三軒茶屋グレープフルーツムーン）[77]
- 月で逢いましょう vol.41（2022年5月10日、三軒茶屋グレープフルーツムーン）[78][79]
- 月で逢いましょう vol.57（2022年11月7日、東京・三軒茶屋グレープフルーツムーン）[80]
- 月で逢いましょう vol.87（2024年2月29日、東京・三軒茶屋グレープフルーツムーン）[81]

T♡Project 名義
- LADY MADONNA〜All you need is sexy idol〜（2016年10月13日、CLUB CITTA'）[16]
- マシュマロ☆フェスティバル vol.2（2017年1月22日、新宿MARZ）[82]
- LADY MADONNA vol.4（2017年2月28日、青山RizM）[83]
- LADY MADONNA vol.5（2017年5月19日、青山RizM）[84]
- TOKYO IDOL FESTIVAL 2017（2017年8月4日、お台場）[85]
- LADY MADONNA -拡大版-（2017年10月19日、CLUB CITTA'川崎）[86]
- LADY MADONNA vol.6（2018年2月20日、青山RiZM）[87]
- LADY MADONNA vol.7（2018年5月23日、青山RiZM）[88]
- LADY MADONNA 拡大版 ～Please Please SEXY IDOL! Like We Please You!（2018年10月23日、CLUB CITTA'川崎）[89]
- LADY MADONNA vol.13（2021年7月8日、青山RizM）[90]
- LADY MADONNA vol.14（2022年3月17日、青山RizM）[91]

## 書籍・出版物

### 写真集
- Feel Beat（2013年11月25日、彩文館出版、撮影：細井智燿）ISBN 978-4-7756-0546-2
- ラブタビ×大槻ひびき写真集 （2015年8月7日、双葉社、撮影：冨貴塚宏樹）ISBN 978-4-575-30926-3
- 原寸大おっぱい図鑑 Ecstasy（2017年11月17日、一迅社　撮影：須崎祐次）Dカップ担当[92] ISBN 978-4-7580-1579-0
- ひびはたW写真集 HBHT 〜best friends 12th〜（2020年9月15日、撮影：柳沢康太、スタイリスト：いさこ）
- 大槻ひびき写真集『no fate』（2025年5月23日、ジーウォーク、撮影：篠原潔）[93]

### ポーズ集
- セクシャルヌード・ポーズBOOK act大槻ひびき（2016年8月26日、二見書房、撮影：長谷川朗）ISBN 978-4-576-16134-1

### デジタル写真集
- Beppin’デジタル写真集 大槻ひびき vol.1（2月22日、ジーオーティー、撮影：篠原潔）
- Tokyo-247 Girls Collection vol.044 大槻ひびき（4月19日、Big Fields Publishing）

- デジグラ・デラックス 大槻ひびき 001（7月2日、PAD）
- デジグラ・デラックス 大槻ひびき 002（7月30日、PAD）
- トリプルHAPPYキャンペーン 2021電子ふぉとぶっく（9月3日、FANZA BEAUTY COLLECTION）- 複数モデルによる撮り下ろしデジタルフォトブック。FANZA限定配信。

- ジャングル・ジャングル 大槻ひびき（6月1日、小学館、撮影：柳沢康太）
- トリプルHAPPYキャンペーン2022電子ふぉとぶっく（9月2日、FANZA BEAUTY COLLECTION）- 複数モデルによる撮り下ろしデジタル写真集。FANZA限定配信。

- DokkiriQueen 大槻ひびき（1月25日、シーガル）
- SAUNA First Set サウナ【ファーストセット】 大槻ひびきとととのう 情熱のサウナ vol.1（8月11日、プレステージ出版）
- トリプルHAPPYキャンペーン2023電子ふぉとぶっく（9月8日、FANZA BEAUTY COLLECTION）- 複数モデルによるデジタル写真集。FANZA限定配信。
- SAUNA Second Set サウナ【セカンドセット】 大槻ひびきとととのう 情熱のサウナ vol.2（10月13 日、プレステージ出版、撮影：渡辺凌）
- SAUNA Third Set サウナ【サードセット】 大槻ひびきとととのう 情熱のサウナ vol.3（11月24日、プレステージ出版、撮影：渡辺凌）
- 絶対的スーパーレジェンズポーズブック 波多野結衣 大槻ひびき（12月29日、プレステージ出版、撮影：潤）

- 絶対的プロレス技ポーズブック 波多野結衣 大槻ひびき（5月3 日、プレステージ出版、撮影：潤）
- 絶対的透け透けテカテカポーズブック 大槻ひびき（8月2日、プレステージ出版、撮影：潤）
- トリプルHAPPYキャンペーン2024 でじたるふぉとぶっく（9月6日、FANZA BEAUTY COLLECTION）- 複数モデルによるデジタル写真集。FANZA限定配信。
- 大槻ひびき 秘密のバカンス 週刊現代デジタル写真集【プレミアムヌードシリーズ】（9月17日、講談社、撮影：冨貴塚宏樹）
- 絶対的スーパーナチュラルポーズブック 大槻ひびき （12月6日、プレステージ出版、撮影：潤）

- れいむ 大槻ひびき vol.01～vol.04（6月20日、ジーウォーク、撮影：篠原潔）

### 雑誌
- べっぴんDMM（2014年1月・2月号、ジーオーティー）- コラム「かすみ果穂のちょっとそこまで一緒にぶらりイッちゃお」。人形町駅編。

### コラム連載
- 大槻ひびきの 『SNSに住んでます！』（2021年12月22日[94]-2022年3月31日、HerHersメンバーズマガジン）

## 製品

### カレンダー
- 大槻ひびき 2014年カレンダー（2013年8月、ハゴロモ）ISBN 978-4801205574
- 大槻ひびき 直筆サイン入り2019年カレンダー（2019年1月10日、ティーパワーズ）※FANZA限定販売[95]
- 大槻ひびき 2020年カレンダー（2019年11月9日、トライエックス）
- 卓上 大槻ひびき 2020年カレンダー（2019年11月16日、トライエックス）
- 大槻ひびき 2021年カレンダー（2020年10月17日、トライエックス）
- 卓上 大槻ひびき 2021年カレンダー（2020年10月17日、トライエックス）
- 大槻ひびき 2022年カレンダー（2021年10月30日、SUNCARAT）
- 卓上 大槻ひびき 2022年カレンダー（2021年10月30日、SUNCARAT）
- 大槻ひびき 2023年カレンダー（2022年10月29日、SUNCARAT）
- 卓上 大槻ひびき 2023年カレンダー（2022年10月29日、SUNCARAT）
- 大槻ひびき 2024年カレンダー（2023年10月28日、SUNCARAT）
- 卓上 大槻ひびき 2024年カレンダー（2023年10月28日、SUNCARAT）
- 大槻ひびき 2025年カレンダー（2024年10月26日、SUNCARAT）
- 卓上 大槻ひびき 2025年カレンダー（2024年10月26日、SUNCARAT）

### トレーディングカード
- ジューシーハニー 30 コレクションカード（2015年4月25日、ミント）
- ジューシーハニー 36 コレクションカード（2017年3月4日、ミント）
- ジューシーハニー 15th ANNIVERSARY  (2020年8月22日、ミント）

### フィギュア
- PLAMAX Naked Angel 1/20 大槻ひびき（2022年2月24日、マックスファクトリー）

### アパレル
- RED RIBBON T-SHIRT（2013年8月12日、SLC）※色はホワイト、ブラック、ネイビーの3色
- RED RIBBON T-SHIRT ベビードール（2013年9月17日、SLC）※色はライム色
- TOD kissmark T-SHIRT（2017年8月1日、東京乙女電波局）※『当たって砕けろ!!」出演者（大槻、成瀬心美、佳苗るか、佐倉絆）がデザインを手掛けたTシャツ。
- やんひびパーカー（2020年3月2日、ティーパワーズ）※色はホワイト、ブラックの2色

### アダルトグッズ
オナホール
- 名器の証明 No.008 大槻ひびき（2012年8月6日、日暮里ギフト）
- 極上女器 12 大槻ひびき PREMIUM Edition（2016年9月30日、ケイ・エム・プロデュース）
- AV ANGEL 大槻ひびき（2017年9月30日、ケイ・エム・プロデュース）
- 美姫伝説 大槻ひびき ［生写真＆ローション120ml付き］（2018年3月30日、ケイ・エム・プロデュース）
- 裏妄想ワーキングガール エリートなオンナ 純白フェラチオ 大槻ひびき（2019年4月5日、aurora toy）
- 美女の秘穴 大槻ひびき（2019年7月1日、aurora toy）
- YUIRA AMAZING HOLE 大槻ひびき（2025年5月31日、YUIRA）

ローション
- 大槻ひびき淫臭ローション 60ml / 200ml（2012年8月6日、日暮里ギフト）

電マ
- 大槻ひびきのイキマックスデンマ（2019年6月19日、A-ONE）

## インタビュー
2015年
- 紗倉まなさんと大槻ひびきさんへインタビュー! 夜のオトモに『龍が如く0』をプレイしてください♪（2月20日、電撃オンライン）
- 【大槻ひびきロングインタビュー第1回】 出演総数は数百本を超す超売れっ子AV女優の大槻ひびきちゃんは、あんなにもエロエロなのに実はAVデビュー前には○○をしていた意外な一面を暴露（10月7日、FANZAニュース）
- 【大槻ひびきロングインタビュー第2回】 多忙を極めたデビュー2年目からは休日はほとんどなし!! 「ドMなんで、泳いで（仕事して）ないと死んじゃうタイプなんです」という彼女の仕事に対するポテンシャルとは!?（10月14日、FANZAニュース）
- 【大槻ひびきロングインタビュー第3回】 潮吹きAVの連続撮影でひびきちゃんが病院送りに!!　仕事に対する恐ろしいまでのプロ根性に乾杯＆感涙です（10月21日、FANZAニュース）
- 【大槻ひびきロングインタビュー最終回】 幼少期に覚えたオナニーでドMが覚醒! そして中学時代に処女を捨てるために選んだ相手が、なんと40代のおじさんだったという衝撃の過去を大暴露（10月28日、FANZAニュース）

2016年
- Gravure & Interview 2016年1月号 大槻ひびき （1月、スカパー! アダルト）
- ☆最優秀女優賞・大槻ひびき受賞記念インタビュー☆「ファンのみんなに恩返しができた。もう家族になりたいぐらい。! 「より多くの夢が出来ました。」で、受賞3日後にフルマラソン挑戦? そしてマネージャーからサプライズの手紙…（2016年5月21日、FANZAニュース）
- 【★キカタン界の新女王★】大槻ひびきちゃんロングインタビュー（前編）（8月18日、でらベッピンR）
- 【★キカタン界の新女王★】大槻ひびきちゃんロングインタビュー（後編）（8月19日、でらベッピンR）

2017年
- 【大槻ひびき 人気AV女優インタビュー 前編】 潮吹きは自主練でモノにした! 大人気AV女優「大槻ひびき」ちゃんの隠れた努力とは?（1月24日、X-CITY）
- 【大槻ひびき 人気AV女優インタビュー 後編】 初体験の相手は40歳? 人気女優「大槻ひびき」ちゃんのプレイべートSEXとは?（2月3日、X-CITY）
- 【オトナのオモチャ相談室】トイズハートマジカルスティック 講師・大槻ひびき（5月31日、トイズマガジン）[96]

2020年
- ゲオTVxメンズサイゾー スペシャルアワード「昇天クイーン部門」第1位 大槻ひびきゃんインタビュー！（スペシャル動画付き）（1月9日、ゲオTVアダルトニュースメディアMANGO）
- 今なお輝きを増すAVクイーン・大槻ひびき! 【ヌケるセクシー女優No.1決定戦・最優秀女優賞記念インタビュー】（2月26日、メンズサイゾー）
- 連載インタビュー・職業「AV女優」Vol.17 大槻ひびき なぜ彼女たちはAV女優を「仕事」に選んだのか。苦悩・葛藤・熱い思いなど彼女たちのAV女優観に迫るディープ・インタビュー!（5月22日、日刊SOD ONLINE）
- AV女優・大槻ひびき、波多野結衣との死闘を激白　カメラ死角で聖戦勃発していた（12月5日、ニュースサイトSIRABEE）